# Wasquehal
Wasquehal (prononcé traditionnellement [wakal], mais aujourd'hui l'on y entend le plus souvent [waskal], voire [waskəal]) est une commune française située dans le département du Nord (59), en région des Hauts-de-France.
Wasquehal compose avec Marcq-en-Barœul et Villeneuve-d'Ascq l'espace urbain situé entre les pôles denses que sont Lille, Roubaix et Tourcoing. Cet espace s'est urbanisé au XXe siècle, lorsque les trois agglomérations se sont rejointes et ont fusionné, notamment autour des principales voies de communication les reliant à travers Wasquehal. Même si le tissu urbain est maintenant continu entre les villes les plus denses de l'agglomération, Wasquehal reste une ville avec une densité d'habitants intermédiaire entre celles des pôles historiques (Lille, Roubaix…) et celles des communes rurales en périphérie de la métropole.

## Géographie

### Situation
Wasquehal est située dans le nord de la France, à 7,5 km de Lille, de 6 km de Mouscron en Belgique et à moins de 290 km de cinq capitales européennes.
Wasquehal est située à une quinzaine de kilomètres de la frontière entre la France et la Belgique et se trouve également toute proche de la frontière administrative et linguistique qui sépare la région flamande de la région wallonne. Ainsi, par exemple, le poste-frontière de Menin, situé à 17 km au nord de Lille est flamand et néerlandophone, tandis que celui de Mouscron situé à 15 km au nord-est est wallon et francophone.
Wasquehal et ses environs appartiennent à la région historique de la Flandre romane, appartenant elle-même à la province historique de la Flandre française, ancien territoire du comté de Flandre, ne faisant pas partie de l'aire linguistique du flamand occidental. Géographiquement, la ville est située dans le pays du Ferrain,.
De par sa proximité avec la Belgique, Wasquehal se trouve également toute proche de la frontière linguistique qui, au nord de la ville, sépare la région flamande de la région wallonne. Ainsi, par exemple, le poste-frontière de Menin est flamand, tandis que ceux de Comines-Warneton et de Mouscron sont wallons.
Wasquehal est à la croisée de grands itinéraires européens, routiers, mais aussi ferroviaires ou maritimes, Est/Ouest entre l'Allemagne, le Luxembourg, la Belgique et le Royaume-Uni, Nord/Sud entre les Pays-Bas, la Belgique, la France et l'Espagne.
À vol d'oiseau, Wasquehal se situe à 95 km de Calais, 88 km de Bruxelles, 210 km de Paris, 225 km d'Amsterdam, 246 km du centre de Londres, 398 km de Francfort, 405 km de Strasbourg et 796 km de Toulouse.
Par la route, Wasquehal est distante de 81 km de Dunkerque, de 87 km d'Ostende, de 109 km de Calais et de Bruxelles, de 122 km d'Anvers, de 287 km de Londres (+ 55 km en shuttle), de 236 km de Paris, de 282 km d'Amsterdam et de Cologne, de 305 km de Luxembourg, et de 344 km de Bonn.

### Communes limitrophes
| Mouvaux         | Tourcoing         |       |
| Marcq-en-Barœul | Wasquehal         | Croix |
|                 | Villeneuve-d'Ascq |       |

### Relief et géologie
L'altitude minimum et maximum de Wasquehal sont respectivement de 18 et 47 mètres. La superficie de Wasquehal est de 6,86 km2 soit 686 hectares.

### Hydrographie

#### Réseau hydrographique
La commune est située dans le bassin Artois-Picardie. Elle est drainée par la Marque, le canal de Roubaix, le canal de Roubaix bief de partage de l'écluse 7 Mazure à l'écluse 8 Union et la Fausse Marque,,.
| (texte à fusionner) La ville de Wasquehal est traversée par le canal de Roubaix, par la Marque qui prend sa source à Mons en Pévèle et la Marque urbaine. Le projet Blue Links a permis la réouverture des canaux à la navigation de plaisance qui sont reliés entre eux par les écluses du Port du Dragon, du Triest, du Plomeux, du Cottigny, du Noir-Bonnet et de la Masure. On trouve au centre de la ville, le port du Dragon, où depuis ce port, la Marque est ensuite canalisée et se jette dans la Deûle à Marquette-lez-Lille, puis dans la Lys, d'où l'on peut rejoindre la Belgique. Le canal de Roubaix, que les péniches empruntent pour la première fois en 1877, rejoint la Marque canalisée à hauteur de l'impasse du Triest (plaine de jeux Gernez-Rieux dite plaine de jeux du Triest). Il établit le lien entre l'Escaut et la Deûle et voyait transiter dans les années 1900, environ 1 000 péniches par an. On y rejoint également la Belgique, au niveau de la maison du canal à Leers. |

La Marque, d'une longueur de 32 km, prend sa source dans la commune de Thumeries et se jette  dans le canal de Roubaix sur la commune, après avoir traversé 25 communes.

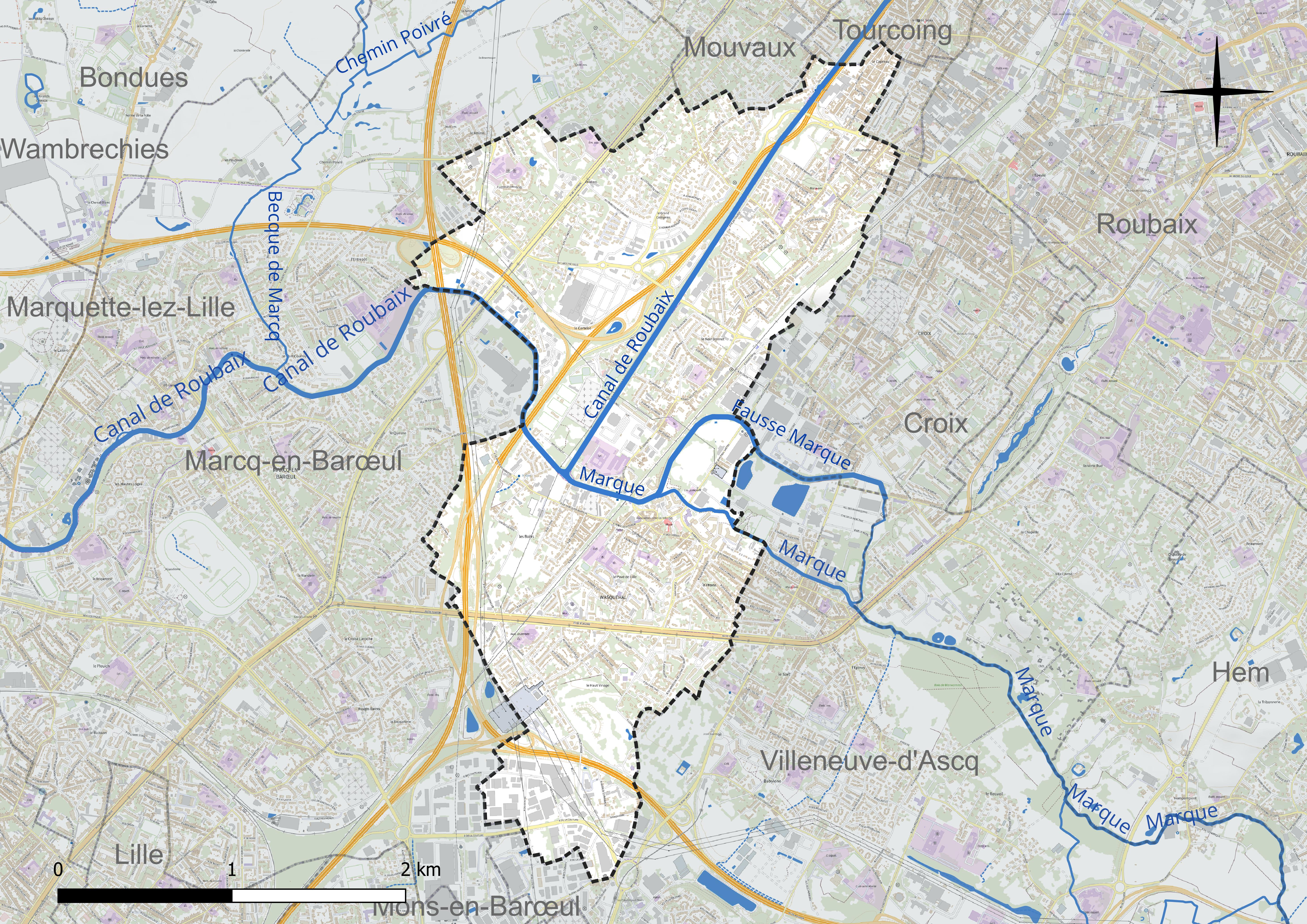
Réseau hydrographique de Wasquehal.

#### Gestion et qualité des eaux
Le territoire communal est couvert par le schéma d'aménagement et de gestion des eaux (SAGE) « Marque Deûle ». Ce document de planification concerne un territoire de 1 120 km2 de superficie, délimité par les bassins versants de la Marque et de la Deûle, formant une vaste cuvette sédimentaire de 40 km de long et de 25 km de large, où la pente est très faible. Le périmètre a été arrêté le 2 décembre 2005 et le SAGE proprement dit a été approuvé le 9 mars 2020. La structure porteuse de l'élaboration et de la mise en œuvre est la Métropole européenne de Lille.
La qualité des cours d'eau peut être consultée sur un site dédié géré par les agences de l'eau et l'Agence française pour la biodiversité.

### Climat
Pour des articles plus généraux, voir Climat des Hauts-de-France et Climat du Nord.
En 2010, le climat de la commune est de type climat océanique dégradé des plaines du Centre et du Nord, selon une étude du CNRS s'appuyant sur une série de données couvrant la période 1971-2000. En 2020, Météo-France publie une typologie des climats de la France métropolitaine dans laquelle la commune est exposée à un climat océanique et est dans la région climatique Nord-est du bassin Parisien, caractérisée par un ensoleillement médiocre, une pluviométrie moyenne régulièrement répartie au cours de l'année et un hiver froid (3 °C).
Pour la période 1971-2000, la température annuelle moyenne est de 10,7 °C, avec une amplitude thermique annuelle de 14,5 °C. Le cumul annuel moyen de précipitations est de 688 mm, avec 11,8 jours de précipitations en janvier et 9,2 jours en juillet. Pour la période 1991-2020, la température moyenne annuelle observée sur la station météorologique la plus proche, située sur la commune de Lesquin à 9 km à vol d'oiseau, est de 11,3 °C et le cumul annuel moyen de précipitations est de 740,0 mm,. Pour l'avenir, les paramètres climatiques de la commune estimés pour 2050 selon différents scénarios d'émission de gaz à effet de serre sont consultables sur un site dédié publié par Météo-France en novembre 2022.

## Urbanisme

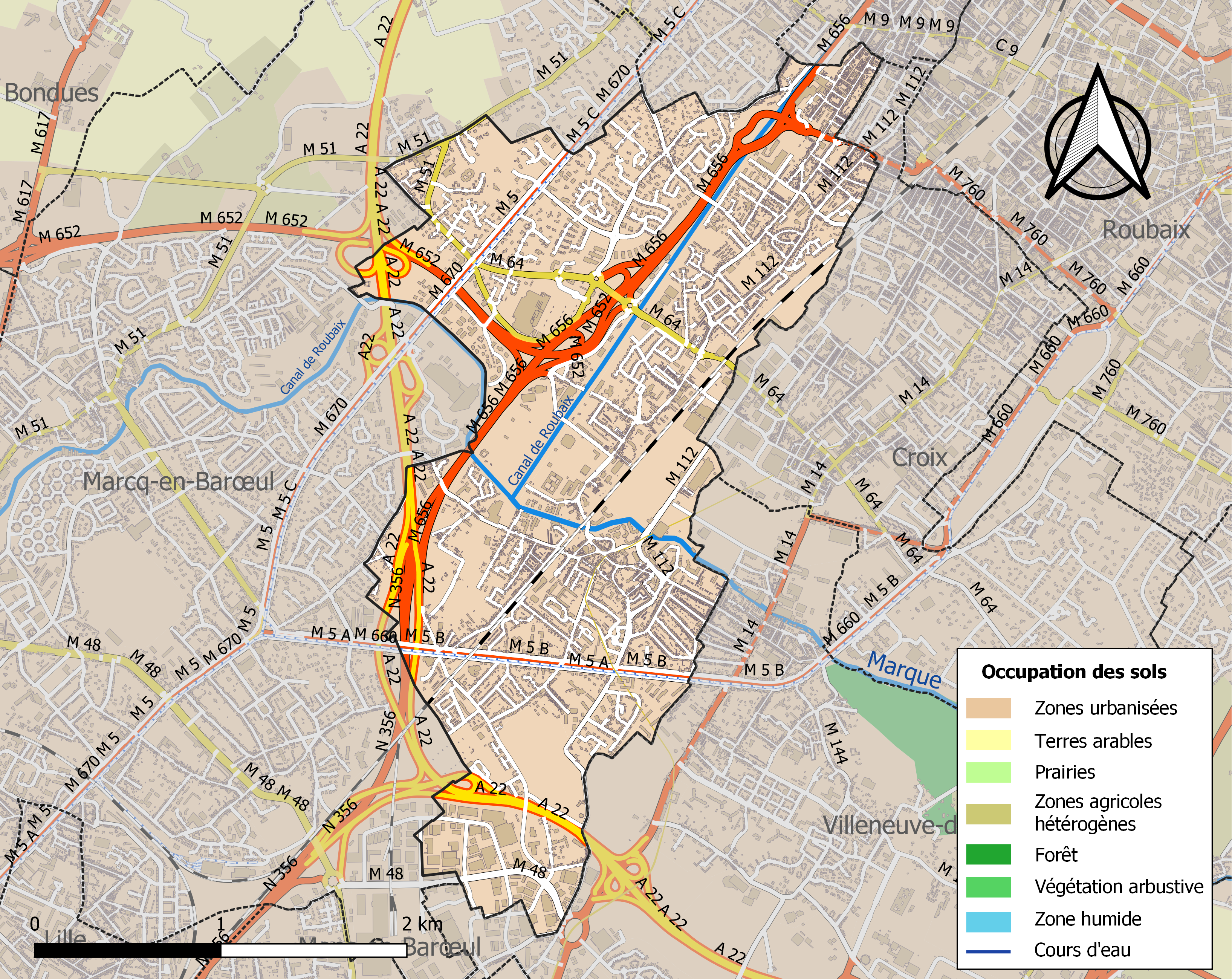
Carte des infrastructures et de l'occupation des sols de la commune en 2018 (CLC).

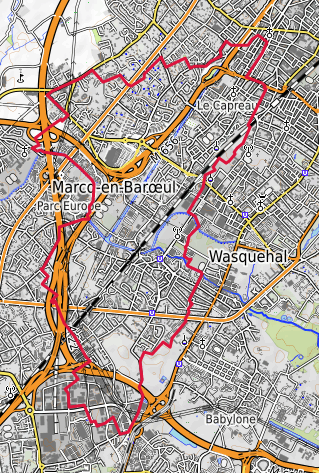
Carte topgraphique de la commune en 2020.

### Typologie
Au 1er janvier 2024, Wasquehal est catégorisée grand centre urbain, selon la nouvelle grille communale de densité à sept niveaux définie par l'Insee en 2022.
Elle appartient à l'unité urbaine de Lille (partie française), une agglomération internationale regroupant 60  communes, dont elle est une commune de la banlieue,,. Par ailleurs la commune fait partie de l'aire d'attraction de Lille (partie française), dont elle est une commune du pôle principal,. Cette aire, qui regroupe 201 communes, est catégorisée dans les aires de 700 000 habitants ou plus (hors Paris),.

### Occupation des sols
L'occupation des sols de la commune, telle qu'elle ressort de la base de données européenne d'occupation biophysique des sols Corine Land Cover (CLC), est marquée par l'importance des territoires artificialisés (100 % en 2018), en augmentation par rapport à 1990 (95,4 %). La répartition détaillée en 2018 est la suivante :
zones urbanisées (62,5 %), zones industrielles ou commerciales et réseaux de communication (30,3 %), espaces verts artificialisés, non agricoles (7,2 %). L'évolution de l'occupation des sols de la commune et de ses infrastructures peut être observée sur les différentes représentations cartographiques du territoire : la carte de Cassini (XVIIIe siècle), la carte d'état-major (1820-1866) et les cartes ou photos aériennes de l'IGN pour la période actuelle (1950 à aujourd'hui).

### Morphologie urbaine

#### Évolution des structures urbaines

##### Tissus Urbain
Deux dimensions principales ont contribué, souvent conjointement, à façonner le tissu urbain de la ville actuelle : l'évolution démographique qui fait que peu à peu Wasquehal verra ses terres agricoles disparaitre au profit d'habitation et l'évolution industrielle qui verra l'implantation de nombreuses usines.

##### Évolution démographique
La population augmentant tout au long de son histoire, les terres agricoles laissent place aux habitations. La terre argileuse, notamment au Capreau permet l'installation de briqueteries et une main d'œuvre belge vient s'installer à Wasquehal puis avec la révolution industrielle la population augmente fortement et apparaissent des groupes de logements dites cités comme la Cité Saint-Gobain (actuelle cité de la Paix au Pharos), la Cité des Quatre-Ormeaux (rue des Quatre Ormeaux) et Cité Girolou (avenue Hannart).
En 1968, le maire Pierre Herman lance pendant son mandat, un vaste programme d'immeuble collectifs et en 1974, il lance la rénovation de la ville.

##### Évolution industrielle
Avec la révolution industrielle, la ville se dote petit à petit de nouvelles infrastructures, avec la création du Canal de Roubaix sur Wasquehal (1828), de la construction des écluses de Wasquehal (1833), de la création d'une voie de chemin de fer dite Chemin de fer du Nord de Lille à Bruxelles (1843), de la création de la gare de Croix - Wasquehal (1873), de la création d'une ligne de tramway hippomobile (1880) et de la création du Grand Boulevard (1909).
Wasquehal entre pleinement dans l'ère des grandes usines industrielles avec le peignage Holden avenue Hannart (1851), la tannerie Dupire au Cartelot (1863), la filature Voigt et Cie (1865), l'usine Hannart Frères au centre (1877), l'usine d'Émile Savoye sur le bord du port du Dragon (1884), la Société anonyme de la Raffinerie de Pétrole du Nord au Noir Bonnet (1891) et la manufacture Bréart-Mortiaux-Loneux au Capreau (1900).

#### Développement urbain

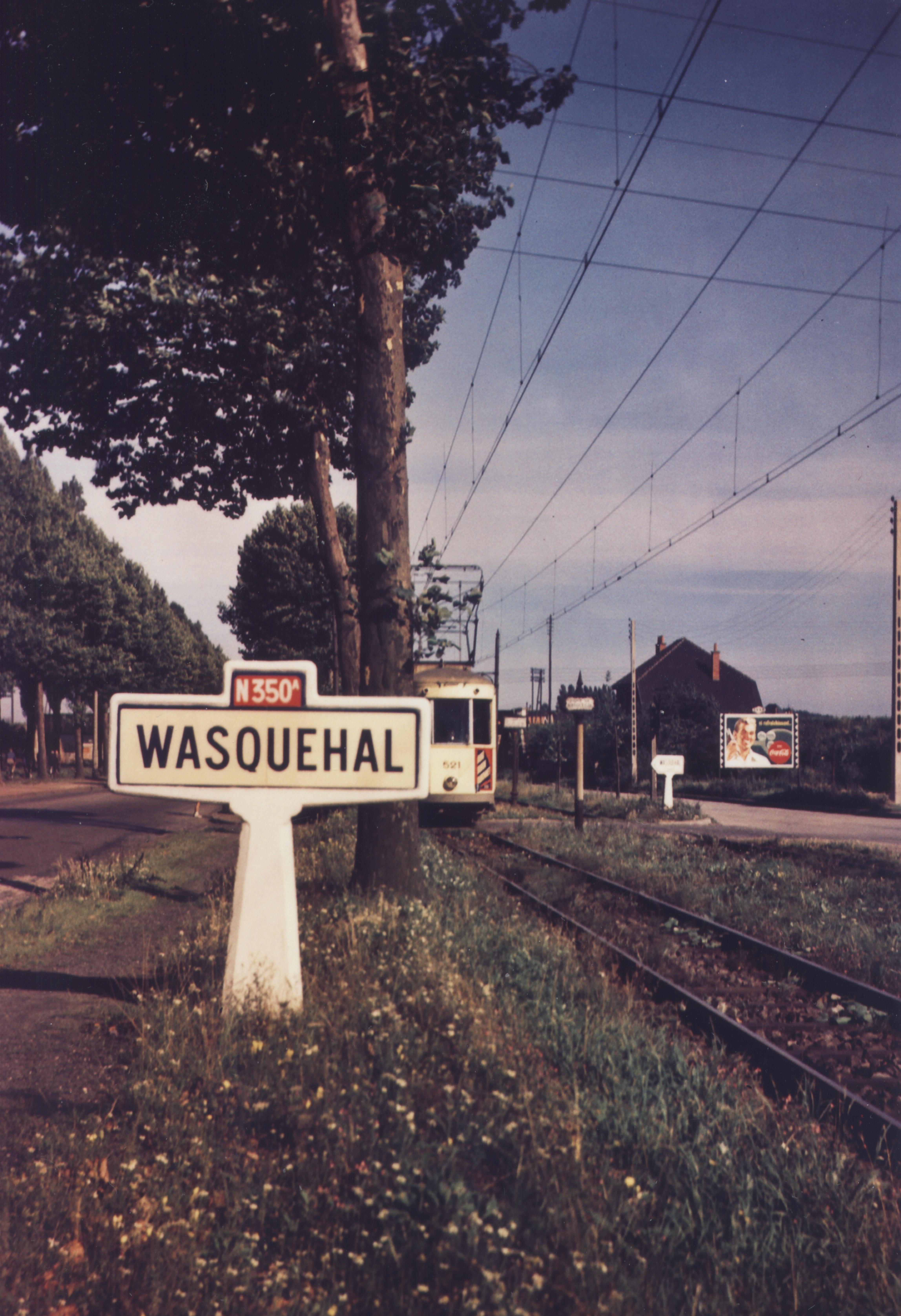
Le Grand Boulevard et son tramway en 1951.

Entre 835 (date de la première apparition du nom de Wasquehal) et 1232, se trouve une église qui est le premier édifice religieux de la ville (située sur l'actuelle place Maurice-Schumann).
On trouve en 1670, l'Estaminet du Noir Bonnet, ce qui démontre l'existence de ce quartier à cette époque. En 1790, la ville de Wasquehal est divisée en quatre sections, le Gauquier, l'Église, du Grand et Petit-Cottignies et du Cartelot. Début des constructions en 1833, des écluses de Wasquehal et en 1843, une voie de chemin de fer dite Chemin de fer du Nord de Lille à Bruxelles est construite sur Wasquehal qui va de Lille à Gand et voit apparaitre 4 viaducs et 1 aqueduc,
Cette fin de siècle voit l'industrie chimique se développer dans la ville. Par suite du changement de tracé du canal de Roubaix, plusieurs parcelles de Wasquehal sont expropriées. Une gare de marchandise située sur le territoire de Wasquehal est inaugurée le 1er mai 1873 et la même année est créée la gare de Croix - Wasquehal. En 1877 débutent les travaux de construction de l'église Saint-Nicolas et s'achèvent ceux du canal de Roubaix qui relie la Deûle à l'Escaut par la marque canalisée de Marquette-lez-Lille à Wasquehal et par l'Espierres canalisée.
Au début du XXe siècle, une vingtaine de fermes se trouvent encore sur la ville. Mais le vieillissement des installations annonce le déclin de l'activité rurale. Un tramway traverse le quartier du Petit Wasquehal, cette ligne relie Roubaix à Lille par Croix, Flers, Wasquehal et Mons-en-Barœul, est particulièrement fréquentée, surtout par la population ouvrière. Vers 1880, les ouvriers de Tourcoing et de Roubaix, fuient la ville pour s'installer à la campagne et ainsi nait le Capreau. L'année 1909 voit la création du Grand Boulevard qui permet de relier Roubaix à Lille et qui passe par Wasquehal et en 1912, construction de l'église Saint-Clément.
Avec l'élection de Pierre Herman en 1968, la ville adopte un vaste programme d'immeubles collectifs. Au début des années 1970, les entreprises de Wasquehal se regroupent dans la zone d'activité de la Pilaterie. La municipalité lance en 1974 la rénovation de la ville et notamment le centre-ville. Dans les années 1970, de nombreux cafés parsèment la ville, ce sont les derniers cafés historiques de la ville.
En 1977, la nouvelle municipalité inscrit dans son programme, le respect de l'environnement du centre ville et le rejet du projet ville-dortoir de son prédécesseur mais pour certains habitants, sa politique reste dans la continuité de son prédécesseur et commence alors la disparition du Wasquehal historique, avec notamment la démolition du Château du Centre où sera construit le Foyer Quiétude en 1982. Implantation dans le quartier du Cartelot du centre commercial Continent en 1981. À cette époque, la ville de Wasquehal est une ville très agricole qui peu à peu voit ses terres disparaitre au profit d'habitation. À partir des années 1980, des entreprises ferment alors que la population augmente, les autres établissements opèrent alors une reconversion.
La ville de Wasquehal poursuit sa croissance et prend à Croix la place de troisième ville du Roubaisis en termes de population. Elle est passée de 20 990 habitants en 2016 à 21 343 en 2017.

#### Les quartiers

##### Quartiers actuels
Wasquehal comprend actuellement, une dizaine de quartiers. En 2015, la ville les a regroupés en cinq "zones" pour la mise en place de conseils de quartiers.
La zone 1 est définie comme le conseil de quartier Vivier/Molinel/Cartelot/Grand Cottignies
- Le Vivier, mentionné en 1492, situé entre le Grand Cottignies et la ville de Mouvaux.
- Le Molinel, viendrait de Jehan Molinel, né dans le Boulonnais, mais établi à Valenciennes et ayant des liens avec des nobles familles de Waziers et de Wasquehal[31]. Le Molinel comprenait en 1841, une partie de Wasquehal et une partie de Marcq-en-Barœul et on y trouvait le Moulin Delmar, tenue successivement par des familles de Wasquehal et de Marcq-en-Barœul[32]. On trouve en 1841, le Cabaret du Molinel[33].
- Le Cartelot qui vient de l'ancien hameau du Cretelos, est un quartier où se trouvait le Château-Blanc dit Château de Grimbry, maison de campagne et demeure de loisirs de Charles Hyacinthe Joseph Lespagnol de Grimbry, ancien maire de Wasquehal[34] et qui était rythmé par le travail des fermes, avec leurs basses-cours et leurs récoltes. On dénombre à Wasquehal en 1900, 14 exploitations. Progressivement, l'agriculture laisse place à l'industrie vers 1930, qui quelques décennies plus tard, est remplacée par une économie de services. Le Cartelot est le témoin privilégié de cette évolution. En effet, le parc d'activités du Château-Blanc s'y est largement développé.
- Le Grand Cottignies, vient d'un domaine gallo-romain qui existait aux premiers siècles de notre ère, appartenant à un certain Cottinius ou Cottius, nom gaulois (Cot signifie en celte, bois).

La zone 2 est le conseil de quartier Capreau
- Le Capreau vient du nom donné aux pièges que les pinsonneux du quartier confectionnèrent pour prendre les oiseaux. Ce quartier existant en 1841 avec le Cabaret du Capreau proche du futur chemin de fer[35] devient un quartier animé vers 1880[36] à l'époque ou des ouvriers et tisserands quittent les quartiers saturés de Roubaix et Tourcoing pour s'installer à la campagne, aux confins de Wasquehal. On trouve en 1881, une vingtaine de maisons ouvrières, une épicerie et l'Estaminet du Capreau[37]. Les habitants voulaient créer un quartier indépendant et une rivalité éclata entre ces derniers contre habitants du centre et la mairie de Wasquehal. Aux confins du Capreau, à la limite de Mouvaux et de Tourcoing se trouvait en 1876, le hameau de La Planche au Riez. Pour accéder à La Planche au Riez, les habitants devaient traverser le riez du Trichon[38] en passant sur une planche, ce qui a donné le nom de  La Planche au Riez (Le riez du Trichon était une rivière qui prenait sa source à Mouvaux pour se jeter dans l'Espierres. Il a été recouvert de bitume et passe donc discrètement sous la ville). L'actuelle rue de La Planche au Riez perpétue le souvenir de cet ancien hameau.

La zone 3 est le conseil de quartier Noir Bonnet
- Ce quartier existe depuis le XVIIe siècle, en démontre l'existence en 1675, du Cabaret du Noir Bonnet tenue par Charles Descamps[39] puis en 1753, du Chemin du Noir Bonnet[40]. La rue Émile Dellette, autrefois appelée la rue des Villas Ouvrières, constitue l'ossature du Noir Bonnet. C'était le seul chemin partant en direction du Grand Cottignies. Le Noir Bonnet se développera surtout vers la deuxième moitié du XIXe siècle avec la filature du Nord et l'activité de quelques maraîchers. Le Noir Bonnet était constitué de plusieurs quartiers, comme le Vieux Noir Bonnet, situé au fond de la rue Lavoisier près du canal de Roubaix où se trouvait avant la Première Guerre mondiale, un port dit le Port à punaises (le Vieux Noir Bonnet qui était un quartier cosmopolite où il n'était pas rare d'y voir arriver la police et d'assister à quelque arrestation d'individus indésirables ayant commis des délits soit de fraude, de vols, soit même plus graves, abritait le Fort Chabrol[41], propriété de Jérôme Dejonghe, dit Jérôme le Courtilleux, herboriste et musicien. Le Fort Chabrol est détruit en 1938 mais il devient un lieu-dit jusqu'en 1953), le Nouveau Noir Bonnet, situé au niveau de l'avenue du Molinel et le quartier des Bas-fonds (actuels bureaux du 16 place Gambetta et dont le nom vient du fait que les maisons étaient en dessous du niveau du sol).

La zone 4 est le conseil de quartier Centre/Boers/Pharos
- Le Centre (appelé Le Village en 1876), est le lieu de la ville où sont centralisées les plus hautes fonctions. Plusieurs églises se sont succédé sur l'actuelle Place Maurice-Schumann depuis le IXe siècle[42],[43]. Le quartier du centre possédait les deux voies les plus longues de la ville avec le chemin vicinal dit du Pavé du Heule (cette voie comprenait la rue Jean Macé, la rue Jean Jaurès, la Rue Pasteur, la place Gambetta, l'avenue du Molinel, la rue du Triez, l'avenue du Grand Cottignies, la rue du Molinel et la rue Albert Bailly) et la rue Jean-Bart (jusqu'à la moitié du XXe siècle, la rue Jean Bart comprenait la rue Léon Jouhaux, la rue du Haut Vinage et la rue Faidherbe), voie la plus ancienne de la commune qui se présentait il y a deux cents ans, comme un chemin pavé sinueux, environné de jardins et de prairies. La double rangée d'ormes était si haute qu'elle ne permettait pas de découvrir le village avant d'avoir atteint ses premières habitations.
- Les Boers (de l'afrikaans « boer », [buːɾ]), avec la présence de la rue des Boers en 1906 et de la rue du Transvaal en 1909, montre que les habitants de Wasquehal avaient pris fait et cause pour les colons d'Afrique australe en guerre contre l'Angleterre.
- Le Pharos qui est situé entre le quartier du Centre et le quartier du Breucq à Villeneuve-d'Ascq est construit à partir de 1927 en même temps que le quartier du Breucq (ancien hameau du Breucq de l'ancienne commune de Flers-lez-Lille). Le Pharos se trouve sur l'emplacement de l'ancien lieu-dit de La Planche au Brulin encore existant en 1876 et qui était bordé essentiellement de fermes et de terres agricoles. Le lieu-dit de La Planche au Brulin qui était séparé du hameau du Breucq par le Ruisseau de La Marque au Haut Vinage (le ruisseau existant en 1890 et qui serait actuellement souterrain, partait de la Marque, passait au niveau de l'actuelle avenue du Sart et rejoignait le hameau du haut Vinage), ne comportait qu'une voie, la ruelle dite des Quatre Ormeaux (qui comprenait en 1876, l'actuelle rue Sadi-Carnot et qui joignait le hameau des Quatre Ormeaux à Flers-lez-Lille). La ruelle dite des Quatre Ormeaux deviendra la rue de Flers puis la rue du Maréchal Leclerc. Une autre voie, rue des Quatre Ormeaux sera crée au Pharos. Le nom de Planche au Brulin pourrait venir d'après Éric Roussel, généalogiste de Wasquehal, du mot brûlis qui est la partie brûlée d'une forêt ou de broussailles destinée à être cultivée. L'actuelle allée du Brulin perpétue le souvenir de cet ancien lieu-dit. Le nom Pharos n'est autre que le lieu où était assis l'antique Phare d'Alexandrie, détruit par un tremblement de terre. L'allusion à ce nom au quartier n'est pas encore établie. Le quartier est nommé Pharos-Sart entre 1936 et 1946[44] car une partie du Pharos était voisin avec le quartier du Sart de la ville Villeneuve-d'Ascq. Pendant cette période se déroulent les fêtes de la commune libre du Sart à Wasquehal qui laisse penser à une volonté des habitants du Sart de Wasquehal d'être indépendant de Wasquehal ou d'avoir leur propre quartier.

La zone 5 est le conseil de quartier Haut Vinage/Orée du Golf/Petit Wasquehal/Pilaterie
- Le Haut Vinage a pour origine le vin, peut-être d'un droit de vinage, un impôt comme il en existait tant au Moyen Âge. Un chemin de terre portant le nom de Haut Vinage existait déjà au XVIIe siècle et conduisait à la paroisse voisine de Flers-lez-Lille. On trouve la présence sur Wasquehal en 1693, d'Adrienne du Vinage[45]. Longtemps voué aux tâches agricoles et aux élevages ovin et bovin, le quartier renvoyait une image de campagne tranquille. Avec l'accroissement de la population, Le Haut Vinage connaît dès le début du XXe siècle des mutations importantes, son paysage ne cesse d'évoluer.
- L'Orée du Golf, vient de sa proximité avec le Golf du Sart, construit à cheval entre Wasquehal et Flers-lez-Lille, sur le site du Fort de Wasquehal.
- Le petit Wasquehal vient du nom d'une seigneurie sur Marcq-en-Barœul, vers le Cartelot, à l'emplacement de l'ancienne résidence des seigneurs de Wasquehal, le Château Rouge
- La Pilaterie, est un quartier récent, essentiellement économique, issu de la création dans les années 1970 de la zone d'activités de la Pilaterie à cheval sur les communes de Wasquehal, Marcq-en-Barœul, Mons-en-Barœul et Villeneuve d'Ascq et dont le qui vient de la cense de la Pilaterie à Marcq-en-Barœul.

##### Évolution des quartiers
Tout au long de son histoire, Wasquehal compte des seigneuries, des fiefs, des censes, des lieux-dits, des hameaux, des quartiers, des bois, des chemins et des piedsentes, qui deviennent pour certains, des quartiers de Wasquehal. Certains hameaux sont nommés fief lorsqu'ils sont de tenure noble ou nommés cense, lorsque l'on y trouve une exploitation agricole importante, à la fois par ses bâtiments et par la superficie de ses terres. Certains fiefs deviennent des lieux-dits.
Au Moyen Âge, nous avons en 1066, une partie du territoire du Baroeul. En 1136, une partie de la Forêt du Barœul. En 1245, une partie du fief de Baroeul. En 1350, le fief des Herrengs. En 1401, le fief du Laoutre ou du Petit Laoutre. En 1404, le fief de La Mottelette. En 1417, le fief de Le Mazure.
À l'époque moderne, nous avons en 1550, le fief du Quesnoy. En 1578, le fief du Lobel et le fief du Triestres. En 1607, le lieu-dit des Rousseaux, le lieu-dit des Noiries, le lieu-dit du Blanc Lévrier, le lieu-dit de la Moufflerie et le lieu-dit du Rossignol. En 1623, nous avons le fief de La Blanquerie, en 1680, nous avons le fief de La Royère, anciennement Les Herrengs, le fief de La Mottelette, le fief du Laoutre ou du Petit Laoutre, le fief du Triestres, le fief de La Blanquerie, le fief de Le Masure, le fief du Quesnoy et le hameau du Noir Bonnet. En 1689, nous avons comme hameaux qui concentrent la plus grande partie des habitations de la ville, les hameaux du Grand Cottignies et du Petit Cottignies, les hameaux du Haut-Vinage et du Bas-Vinage et le hameau du Cretelos. En 1707, nous avons le fief du La Outre, la cense de la Pilaterie, la cense de la Rianderie et la cense de La Mazure puis les hameaux du Grand Cottignies et du Petit Cottignies. En 1733, nous avons le fief du Laoutre, le fief de Baræul, le lieu-dit de La Planche au Riez, le lieu-dit du Triez, le lieu-dit du Cretelos, le lieu-dit du Plouy, le hameau du Noir Bonnet, le hameau des Lauriers et les hameaux du Haut-Vinage et du Bas-Vinage. En 1777, nous avons le lieu-dit des Quatre Ormeaux, le lieu-dit de la Pilaterie, le lieu-dit du Plouy, le lieu-dit du Breux et du Heule, le lieu-dit du Quarteleu puis les hameaux du Haut-Vinage et du Bas-Vinage et le hameau du Noir Bonnet.
Après la Révolution française, en 1790, la municipalité divise le territoire en quatre sections, la section du Gauquier, la section dite de l'Église, la section du Grand Cottignies et du Petit Cottignies puis la section du Cartelot.
Au Premier Empire, en 1810, nous avons le lieu-dit de La Brasserie, le lieu-dit du Gauquier et le lieu-dit du Quesne.
Pendant la Restauration, nous avons, en 1817, nous avons les hameaux du Grand-Cottigny et du Petit-Cottigny, les hameaux du Haut-Vinage et du Bas-Vinage, le hameau du Noir Bonnet et le hameau du Plouieux.
Lors de la monarchie de Juillet, nous avons en 1843, le quartier du Gauquier, le quartier des Lauriers, le quartier du Plomeux, le quartier du Noir Bonnet, le quartier du Brulois, le quartier de Lepavé, le quartier du Laoutre, le quartier du Triete, les quartiers du Grand-Cottignies et du Petit-Cottignies, le quartier du Cartelot, le quartier du Haut-Vinage et le quartier du Triez.
À la Belle Époque, nous avons en 1876, le hameau des Lauriers, le hameau du Noir Bonnet, le hameau du Plomeux, le hameau du Cartelot, le hameau du Molinel, le hameau du Quesne, le hameau du Grand-Cottignies, le hameau du Haut Vinage, le hameau du Pavé de Lille, le hameau des Bas Champs, le hameau de La Planche du Riez, le lieu-dit du Village, le lieu-dit de la Seigneurie, le lieu-dit de La Houtre, le lieu-dit du Trieste, le lieu-dit de l'Allumette, le lieu-dit de la Ladrie, le lieu-dit du Heule, le lieu-dit du Honsart, le lieu-dit du Vivier, le lieu-dit de La Planche au Brulin et le lieu-dit des Pré, le lieu-dit des Terres Brulois, le Chemin du Quesne et Le Chemin du Haut Vinage. En 1880, nous avons le hameau du Capreau. En 1885, nous avons les hameaux du Grand-Cottignies et du Petit-Cottignies, le hameau de la Planche au Riez, le hameau du Triez, le hameau du Cartelos, le hameau du Plomeux, le hameau du Noir Bonnet, le hameau des Lauriers, le hameau du Laoutre puis les hameaux du Haut-Vinage et du Bas-Vinage. En 1896, nous avons le quartier Ballengbien. En 1900, nous avons le quartier des Bas-Champs. En 1907, nous avons le quartier du Capreau et le quartier de La Planche du Riez. En 1910, nous avons le quartier des Bas-fonds.
Pendant l'entre-deux-guerres, nous avons en 1927, le quartier du Pharos. En 1931, le quartier du Sart à Wasquehal. En 1939, nous avons le quartier des Bas-Champs, le quartier du Petit-Wasquehal, le quartier du Gauquier, le quartier du Sart, le quartier des Boers, le quartier du Quesne, le quartier du Plomeux, le quartier du Molinel, les quartiers du Nouveau Noir Bonnet et du Vieux Noir Bonnet, le quartier du Petit-Cottignies, le quartier du Triez, le quartier du Capreau, le quartier du Pharos et le quartier de la Planche au Riez.
Pendant la Seconde Guerre mondiale, nous avons en 1941, le quartier du Petit-Wasquehal.
Lors des trente glorieuses, nous avons en 1967, le lieu-dit du Pont du Château Rouge et le lieu-dit du Vert Bocage.

### Habitat et logement
En 2020, le nombre total de logements dans la commune était de 9 970, alors qu'il était de 9 187 en 2014 et de 8109 en 2009.
Parmi ces logements, 93,8 % étaient des résidences principales, 0,8 % des résidences secondaires et 5,4 % des logements vacants. Ces logements étaient pour 59,6 % d'entre eux des maisons individuelles et pour 38,7 % des appartements.
Le tableau ci-dessous présente la typologie des logements à Wasquehal en 2019 en comparaison avec celle du Nord et de la France entière. Une caractéristique marquante du parc de logements est ainsi une proportion de résidences secondaires et logements occasionnels (0,6 %) inférieure à celle du département (1,7 %) et à celle de la France entière (9,7 %).
Concernant les habitants des résidences principales de Wasquehal, 55,9 % sont propriétaires de leur logement (61,1 % en 2014), contre 54,5 % pour le Nord et 57,5 % pour la France entière.
| Typologie                                               | Wasquehal | Nord | France entière |
| ------------------------------------------------------- | --------- | ---- | -------------- |
| Résidences principales (en %)                           | 93,8      | 90,6 | 82,1           |
| Résidences secondaires et logements occasionnels (en %) | 0,8       | 1,7  | 9,7            |
| Logements vacants (en %)                                | 5,4       | 7,7  | 8,2            |

#### Logements sociaux
Au 1er janvier 2019, selon la Voix du Nord, la ville comptait 2 124 logements sociaux, soit un taux de 23,04 %, et ne respecte donc pas les obligations qui lui sont faites par l'article 55 de la loi SRU de disposer d'au moins 25 % de son parc de résidences principales constitué de logements sociaux en France. De ce fait, elle est astreinte au paiement d'une pénalité de 56 373,39 € en 2020.
Chaque année, environ 2 500 familles demanderaient Wasquehal dans leur dossier de logement social.
Selon le programme local de l'habitat de la Métropole Européenne de Lille, 2 198 logements locatifs sont qualifiés de logements sociaux au 1er janvier 2021, soit 23,4% du parc. La ville de Wasquehal est une commune déficitaire en logements sociaux au titre de la loi SRU. Le 20 décembre 2023, le préfet du Nord a prononcé la carence au titre de la période triennale 2020-2022. 38 logements sociaux ont été construits sur les 90 attendus pour les trois années.
Entre 2017 et 2020, 211 logements sociaux auraient été construits à Wasquehal.
Selon le Ministère de la Transition écologique et de la cohésion des territoires, 1 991 logements locatifs sociaux appartenaient à des bailleurs sociaux en 2022.

#### Aire d'accueil des gens du voyage
La ville de Wasquehal n'est pas dotée d'une aire d'accueil des gens du voyage,.

### Voies de communications et transports

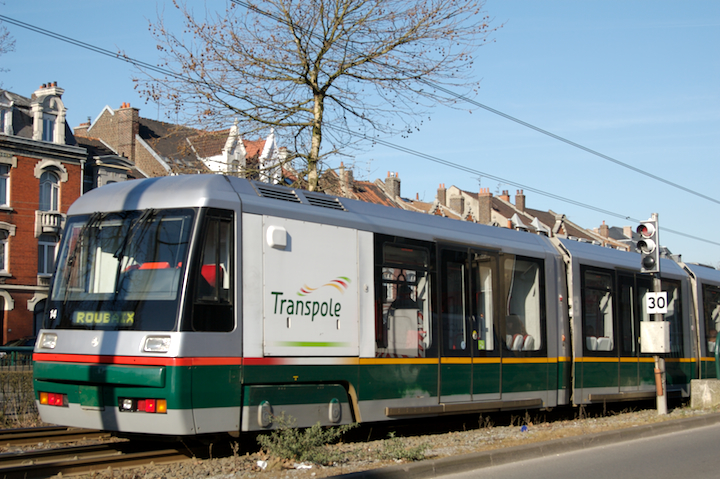
Tramway du réseau Ilévia.

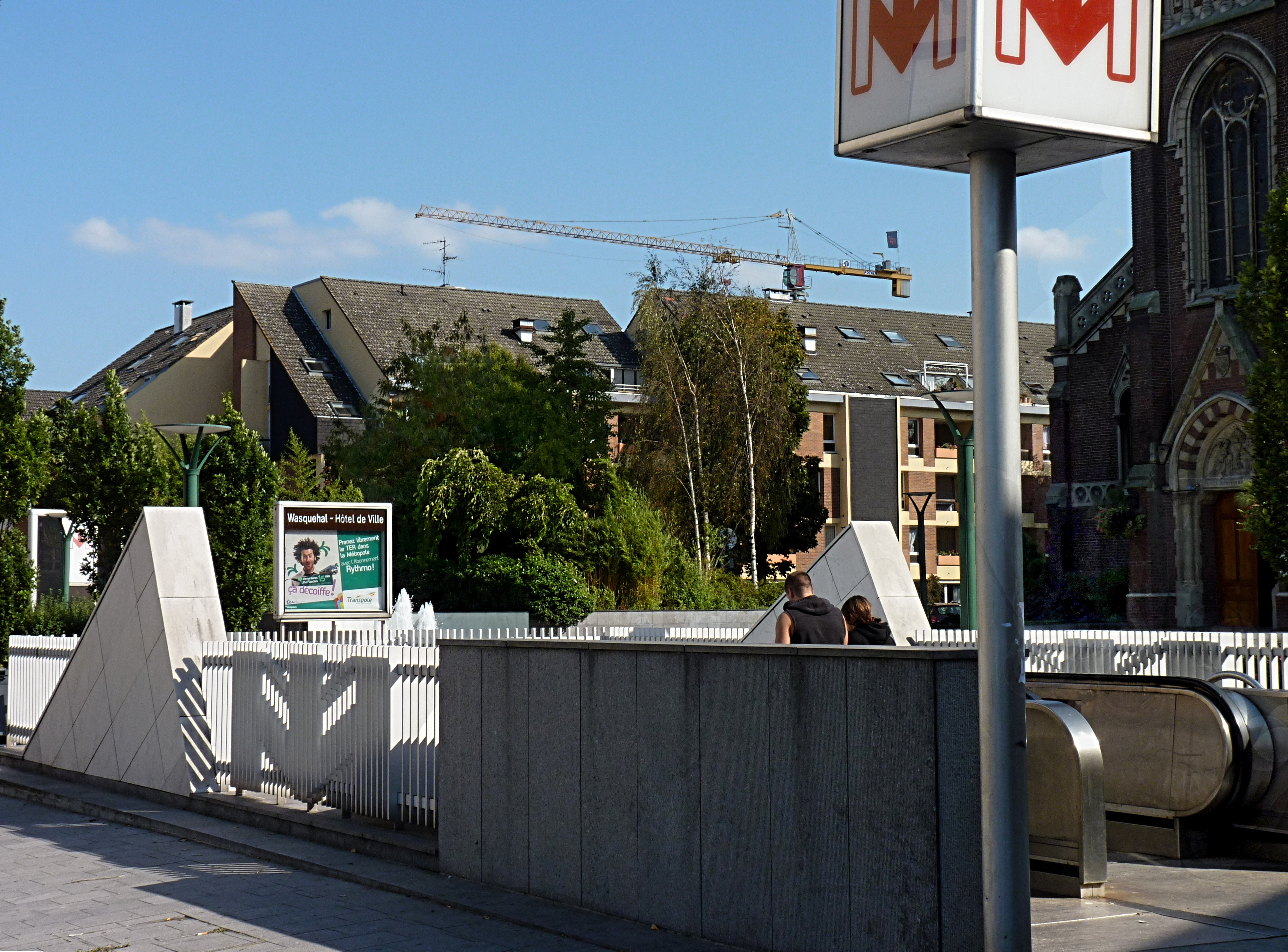
Station de métro Wasquehal - Hôtel de Ville du réseau Ilévia.

En 1909, le Grand Boulevard est ouvert entre Lille, Roubaix et Tourcoing.
Wasquehal se trouve à la fois sur la branche Lille-Roubaix pour sa partie sud et sur la branche Lille-Tourcoing pour sa partie Ouest.
La Route nationale 352, est une route nationale française divisée en deux tronçons reliant, d'une part, Englos (au niveau de l'échangeur d'Englos) à Saint-André-lez-Lille et, d'autre part, Marcq-en-Barœul à Wasquehal.
La Route nationale 350, est une route nationale reliant Lille à Neuville-en-Ferrain et à la Belgique. Elle suit le Grand Boulevard qui va de Lille à Tourcoing par le Croisé-Laroche.
La RN352 a été déclassée en RD 652 en 2006 puis RM 652 en 2019.
La RN350 a été déclassée en RD 670 en 2006 puis RM 670 en 2019.
La commune est desservie par la ligne R du tramway d'Alfred Mongy, qui suit majoritairement le Grand Boulevard. Le tramway s'arrête à  trois stations dans la commune : Pont de Wasquehal, La Terrasse et Pavé de Lille. En 1999, les stations Wasquehal - Hôtel de ville et Wasquehal - Pavé de Lille sont inaugurées avec l'ouverture de la ligne 2 du métro.
La commune est également desservie par trois lignes de bus.
- la ligne de bus 30 de la société Ilevia, qui relie la station Tourcoing Centre à l'arrêt Wasquehal Jean-Paul Sartre en passant par la station Wasquehal - Hôtel de Ville.
- la ligne de bus 32, qui relie l'arrêt Wasquehal Jean-Paul Sartre à l'Hôtel de Ville de Villeneuve d'Ascq.
- la Citadine C11 qui relie l'arrêt Wasquehal Jean-Paul Sartre à Croix Saint Pierre en passant par le Centre Commercial et la gare de Wasquehal.

Deux lignes complémentaires destinées principalement aux scolaires desservent spécifiquement les établissements scolaires privées de la Croix Blanche à Bondues et l'Institution Libre de Marcq à Marcq-en-Barœul.
La commune de Wasquehal est aussi traversée et desservie par les TER Hauts-de-France qui s'arrêtent dans la gare de Croix - Wasquehal et à la halte de Croix-L'Allumette.
Les TGV et les trains de la Société nationale des chemins de fer belges s'arrêtent uniquement en gare de Croix - Wasquehal, située à Wasquehal.

## Toponymie
Le nom de la localité est attesté sous les formes Vakaslane en 835 ; Waskenhal en 1096 ; Vuaschenhal en 1116 ; Wuaskenhal en 1117 ; Waskenal en 1150 ; Wasqual en 1157 ; Waskehal en 1159 ; Wasquehal en 1161 ; Wascahal en 1166 ; Wuaskenhal en 1170 ; Wascaal en 1180 ; Wasquehala en 1200 ; Waskehal en 1250 ; Wascal en 1259 ; Wasqual-lez-Lille en 1377 ; Wascal en 1377 ; Wakal en 1399 ; Wasqual en 1561 ; Waſquehal en 1664 ; Wacquehal en 1707, Wasquehal en 1777 et Waſquehal en 1794.
La forme actuelle, apparaît pour la première fois en 1161 sur un cartulaire de l'abbaye Saint-André du Cateau et en 1433, dans le cartulaire de l'Abbaye de Flines. Toutes les cartes sauf celle du Siège de Lille, qui porte Château de Wacquehal et tous les documents depuis le XVIIe siècle, indique Wasquehal. En latin médiéval, Wasquehal est mentionné comme Wasquehalium (Buzelin, cap. XII, Page 67).
Wasquehal (Waskenhal en flamand) est une formation toponymique médiévale de type germanique, dont l'étymologie n'est pas assurée. La forme de 835, si elle est correctement mentionnée est une probable cacographie pour Waskanhal.
Albert Dauzat et ensuite Ernest Nègre, croient reconnaître dans le premier élément Wasque- l'anthroponyme germanique Wasco,, suivi d'un deuxième élément -hal dans lequel ils identifient l'appellatif francique halla, (comprendre vieux bas francique *halla) assez polysémique qui désigne une bâtisse comme une halle, une salle, un magasin, un portique, etc,. Ce même étymon a donné le moyen néerlandais halle > néerlandais hal, mais aussi le français halle.
Remarques : le même nom de personne semble se retrouver dans le composé romano-germanique Wacquemoulin (Oise, Wascomolendini 1196), dont l'élément moulin est l'équivalent français ou francisé du vieux bas francique *mulin (cf. vieux haut allemand mulin, ancien néerlandais mulin > moyen néerlandais molen, muele > néerlandais molen, dialectal meule), emprunt du germanique au latin tardif molīnus. Pour revenir à Wasquehal, la désinence casuelle -(e)n de la forme primitive et flamande Wasken- a disparu, sa forme romane au cas régime aurait normalement été -on comme dans *Wascon-moulin dont le [n] a dû s'assimiler au [m] de l'élément -moulin, d'où Wacquemoulin.

## Histoire

### Antiquité
La ville de Wasquehal pourrait avoir été peuplée par les Celtes, notamment lors du second âge du fer dit de la culture de La Tène, avec la découverte en 1970, de fragments de scories, de tessons à décors d'impression ou soulignés de sillons.
Le site connaîtrait une occupation à l'époque gallo-romaine. Aux premiers siècles de notre ère, on trouverait des habitations dont des cotins. Les habitants de ces cotins donneront plus tard Jehan de Cottignies, bourgeois de Lille.

### Moyen Âge
Wasquehal qui figure dans l'acte de donation de Gisèle à l'Abbaye Saint-Calixte de Cysoing en 835, est alors appelée Vakaslane. Les premiers seigneurs connus de Wasquehal sont Jean-Jacques et Étienne de Bresdoul en 973.

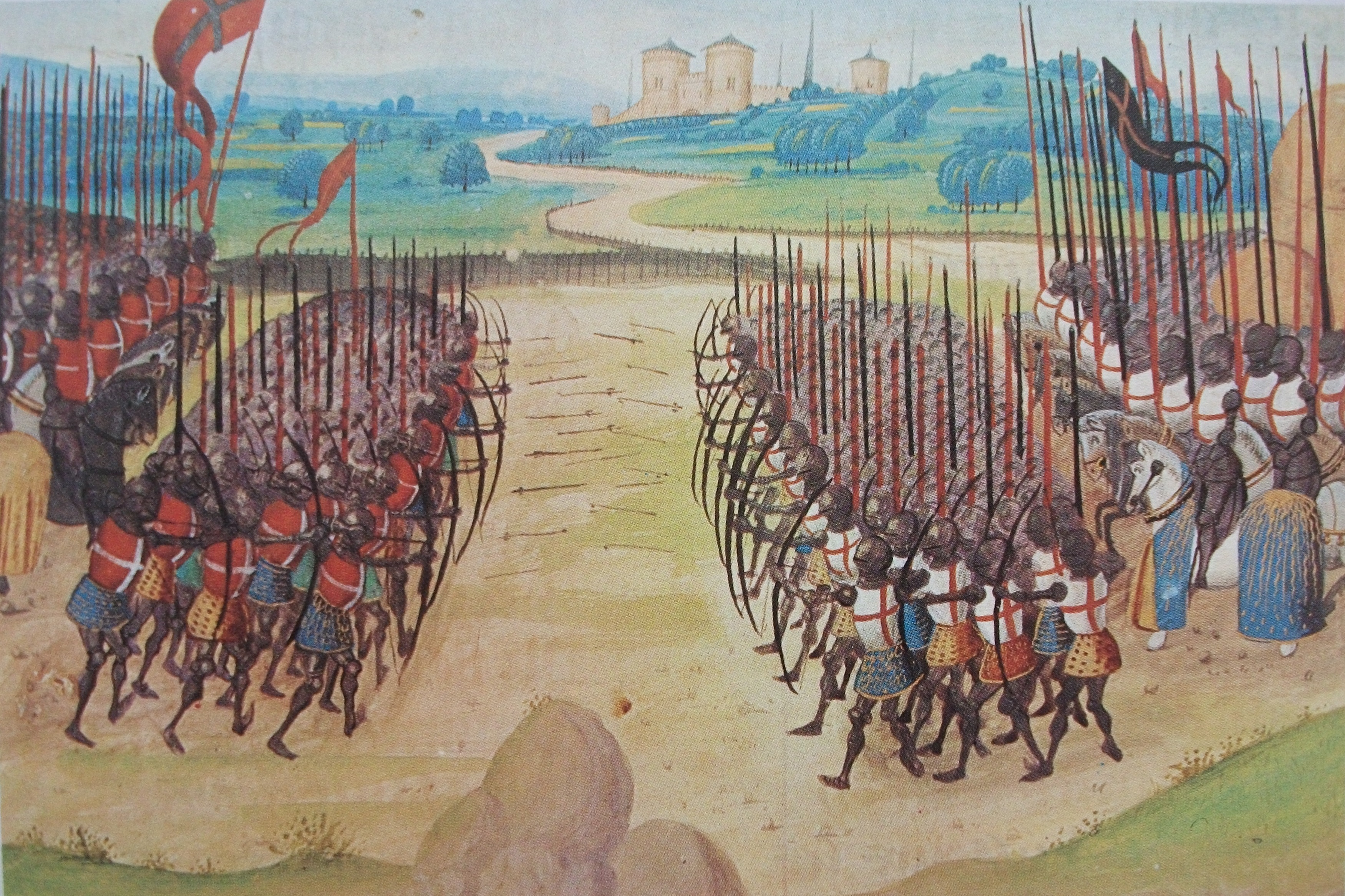
Gérard de Ghistelles, seigneur de Wasquehal, meurt à la Bataille d'Azincourt en 1415.

Gerardus de Waskenhal, chevalier de Waskenhal, petit fief de soixante feux, est en 1096, l'un des témoins de l'acte par lequel, Robert II de Flandre, au moment de partir pour la délivrance de Jérusalem, donne à l'église de Saint-Pierre, le bodium de Lesquin. Il fait partie des juges qui à la demande de Baudouin III de Hainaut en 1117, déterminent les limites de la forêt appartenant à l'Abbaye de Saint-Amand.
En 1191, Richer de Wasquehal participe avec Hugues de Croix, Roger de Wavrin, Gauthier de Lesquin et Philippe d'Alsace, à la prise de Saint-Jean-d'Acre lors de la troisième croisade mené par Frédéric Barberousse, Richard Cœur de Lion et Philippe II Auguste.
Jean de Wasquehal, seigneur de Wasquehal de 1245 à 1258 à une fille, Jeanne qui porte la seigneurie de Wasquehal dans la maison de Douai avec son mariage avec Wautier VI de Douai, fils ainé de Wautier V de Douai, châtelain de Douai et issu des Seigneurs d'Oisy. De ce mariage, nait Gilles 1er de Douai, qui devient seigneur de Wasquehal en 1304. Les guerres et les nombreux fléaux obligent Gilles 1er de Douai à contracter des dettes et il laisse en 1320 à son fils, Gilles II de Douai, (seigneur de Wasquehal de 1320 à 1355), un pénible héritage.
En 1355, Jean de Douai, fils de Gilles II de Douai, hérite de la seigneurie de Wasquehal qui est divisée en deux, Wasquehal-Paroisse (terres tenues de Lille) et Wasquehal-la-Marque (terres tenues de Roubaix et nommé que on dict de la Marque) dont les terres se situent le long de la marque, du pont Epinoy (actuelle Planche Épinoy), jusqu'au moulin à eau de Wasquehal (actuel square Jean-Macé) et sur lequel est assigné le douaire de Jeanne de Roye, épouse de Gilles II. Jean de Douai fait des emprunts pour parer aux difficultés économiques mais la châtellenie de Douai et les seigneuries de Wasquehal sont saisies en 1365 par Charles V, roi de France.
En 1365, la seigneurie de Wasquehal-Paroisse est achetée par Isabelle van Rodes, dame d'Ingelmunster et de Broeucq, issue d'une riche famille, épouse de Jean V de Ghistelles dit Le grand doigt, conseiller du comte Louis II de Flandre (Les Ghistelles sont issues d'une famille flamande d'origine danoise), qui l'assigne à son fils Gérard de Ghistelles avant 1372 et dont elle garde l'usufruit. Isabelle van Rodes possède également Wasquehal-la-Marque qui appartiendra à son fils Gérard de Ghistelles en 1398. La mort de Gérard de Ghistelles tué à la bataille d'Azincourt en 1415, qui possédait les deux seigneurie de Wasquehal, assigne la seigneurie de Wasquehal-la Marque à son fils Jean de Ghistelles, seigneur van den Broeck, van der Moere et de Cauwenburch et la seigneurie de Wasquehal-Paroisse â son fils Guy de Ghistelles dit Le vieux, grand bailli de Termonde, seigneur d'Axele et de Wachael.
La seigneurie de Wasquehal-la Marque est rattachée en 1435 à la maison de Roubaix par le mariage à Gand de Marguerite de Ghistelles, petite-fille de Gérard de Ghistelles, avec Pierre de Roubaix à laquelle s'attachent successivement les noms illustres des Luxembourg, Werchin, Melun, Ligne et Rohan, tandis que Wasquehal-Paroisse est gouvernée par les familles de Bergues, Saint-Winoc, Ranchicourt et Bournonville. En 1460, Guy de Ghistelles est forcé par décret de vendre la Seigneurie de Wasquehal-Paroisse qui est acheté par Jean Prévost, cependant Pierre de Bergues se substitue à l'acheteur et acquiert le fief.

### Époque moderne

Les Pays-Bas en 1560 :
Pays-Bas des Habsbourg ou Pays-Bas espagnols
Principauté de Liège
Principauté de Stavelot-Malmedy
Principauté de Cambrésis
De 1555 à 1713, Wasquehal est sous domination espagnole.

En 1555, Wasquehal passe sous la domination espagnole. Suivent des périodes de troubles religieux en période de guerre de Quatre-Vingts Ans et le 10 avril 1568 sont pendus par la corde sur la place de Wasquehal, Hues de le Dicque, Jacques de le Dicque et Fleurens Fremault, tous trois de Wasquehal, pour avoir brisé et brulé les images et fréquenté les prêches en public et en cachette.
Grâce à une sentence des archiducs de 1609 qui autorise certains ouvrages de sayetterie à se fabriquer dans les bourgs et villages de Roubaix, Wasquehal devient une ville manufacturière. Wasquehal devient avec Roubaix, Leers et Hem, un haut lieu de la draperie rurale.
À partir de 1635, les prétentions territoriales de Louis XIV engendrent pour l'agglomération lilloise des sièges et des combats meurtriers, accompagnés de famines aggravées par les épidémies de peste en 1636 et 1669. Wasquehal occupé tout à tour par les belligérants change quatre fois de nationalité en 25 ans, et connaît alors les moments les plus difficiles de son histoire.
Le traité d'Utrecht en 1713, fait définitivement de Wasquehal une ville française. Ce territoire devint alors une province de France (division administrative) sous le nom de Province de Flandre, même si du point de vue de l'administration, il était divisé en deux provinces distinctes : la Flandre maritime et la Flandre wallonne.
Philippe Alexandre de Bournonville, seigneur de Wasquehal-Paroisse, décède en 1727, et n'ayant aucun héritier, la seigneurie est vendue à Élisabeth Thérèse Farvacques, veuve de François Libert, seigneur de Périnchicourt, qui la transmet à son fils Pierre Libert, seigneur de Pérenchicourt, de Beaumont en Hem, de Wasquehal, écuyer, conseiller secrétaire du roi de la maison et couronne de France et qui appartiendra plus tard à Charles-Joseph Lespagnol de Grimbry, neveu de Pierre Libert.
En 1782, la seigneurie de Wasquehal-la Marque, propriété de Charles de Rohan-Soubise, est achetée par Charles Joseph Lespagnol de Grimbry pour la somme de 160 000 Livres tournois (équivalent de 1 840 000 euros en 2007) qui de ce fait possède les seigneuries de Wasquehal-Paroisse et Wasquehal-la-Marque. La suppression des privilèges féodaux en 1789, feront disparaitre les seigneuries de Wasquehal-Paroisse et Wasquehal-la-Marque pour laisser place à la ville de Wasquehal.

### Époque contemporaine

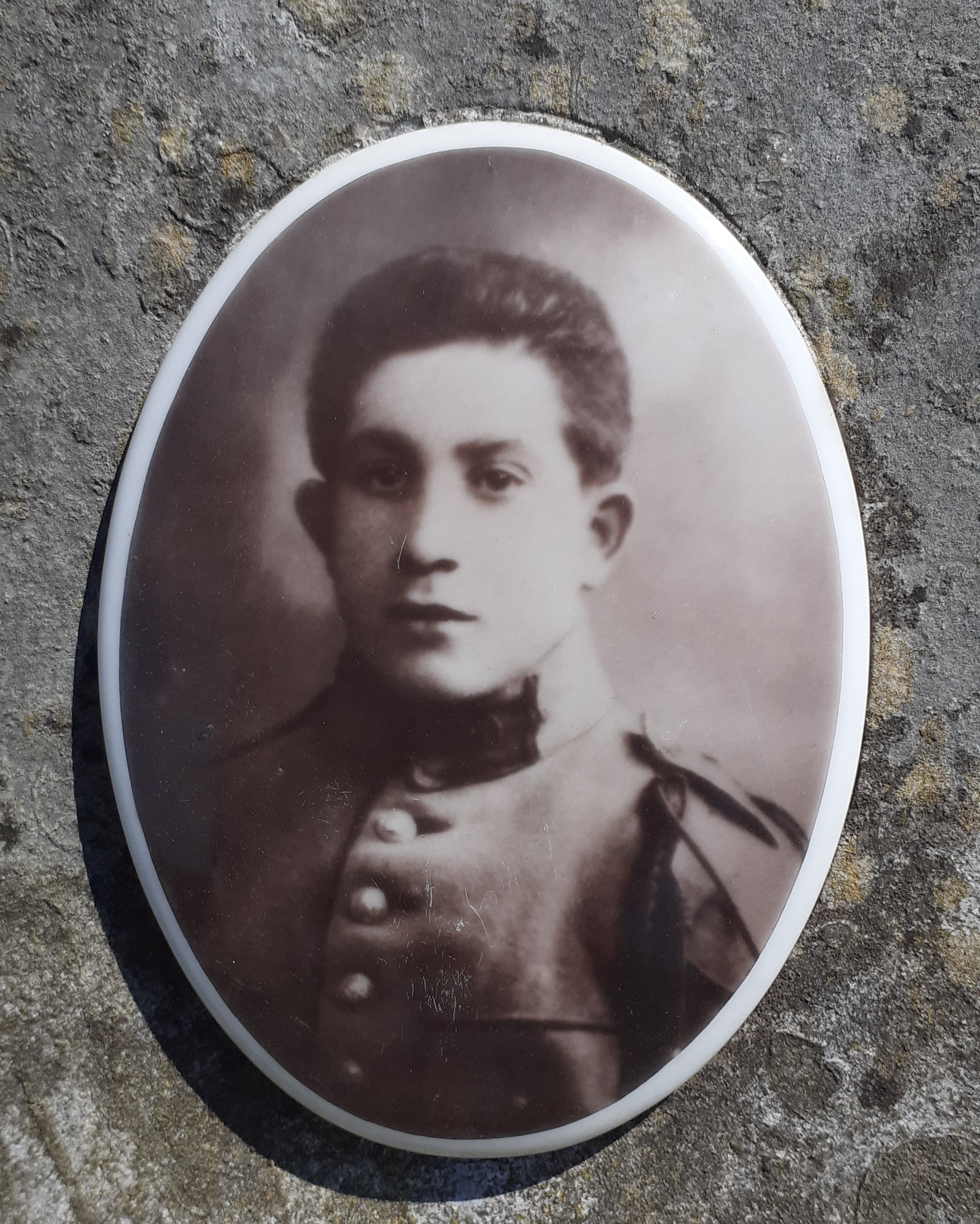
Valery Roos, mort lors de la bataille du Haut Vinage en 1944.

En cette fin de XIXe siècle, une masse ouvrière flamande fuit la misère des campagnes belges et vient travailler dans les villes du Nord et notamment à Wasquehal et en 1880, Wasquehal connait comme de nombreuses villes du Nord une période de grève dans les usines. Ces grèves résultent à la fois par un désespoir issu d'une misère, distillée par une industrie en plein expansion, et par le fait qu'elles permettent à toute une culture ouvrière de se révéler. Les grèves échouent, en raison de l'intransigeance des patrons mais auront des prolongements importants avec cinq ans plus tard, la création de la première entité socialiste à Wasquehal.
Les troubles lors de la querelle des inventaires en 1906, touchent la paroisse de Wasquehal et les fidèles ainsi que le clergé se barricadent dans l'église comme signe de protestation.
La ville connait l'Occupation de la France par l'Allemagne lors de la Première Guerre mondiale, quatre années de souffrance où les Wasquehaliens ne sont pas épargnés. À la fin du conflit, les usines sont pillées et les ponts de Wasquehal, détruits. Au total, ce sont 145 Wasquehaliens qui sont morts pour la France lors de la Grande Guerre.
La ville s'anime pendant l'entre-deux-guerres, l'optimisme est général et où la reprise économique apparaît comme solide après les problèmes économiques de l'immédiat après-guerre. En témoignent la création d'association comme l'Union Sportive de Wasquehal en 1924 et la réussite de certains Wasquehaliens avec Paul Hantson, champion du monde et quintuple champion de France d'athlétisme, de la renommée de Jérôme Dejonghe, herboriste et musicien, du succès du comique populaire L'original Verc'ruys, et de la deuxième place d'André Lips aux championnats du monde d’accordéon en 1936 et 1938.
La Seconde Guerre mondiale est déclarée et sur le quai de la gare de Croix-Wasquehal, les Waquehaliens partent pour la mobilisation française de 1939 et déjà certains sont faits prisonniers. Le 3 septembre 1944, se déroule la bataille du Haut-Vinage où des résistants attaquent un groupe de six soldats allemands, bien armés et envoyés en éclaireurs pour s'assurer que la route de la Belgique est dégagée. Le combat fait rage. Les Allemands finissent par se replier dans le fort de Wasquehal (fort satellite du fort de Mons-en-Barœul et actuel Golf du Sart), près de la rue du Haut-Vinage. Le dimanche 3 septembre, les Allemands reculent encore vers le Recueil et le fort de Marchenelles. Ils se heurtent alors à deux chars alliés. Acculés, ils cessent le combat et se rendent.
En 1951 arrive une récession économique, le tissu industriel wasquehalien s'effiloche rapidement, certaines usines ferment et seule la teinturerie Roquette traverse cette période sans sombrer. À l'inverse, l'industrie métallurgique poursuit une remontée spectaculaire. Le terrible hiver 54 n'épargne pas les Wasquehaliens et certains trouvent refuge dans le four d'une briqueterie. Dans les années 1960, les ouvriers commencent leurs revendications et grèves ouvrières.
Pierre Herman est élu maire de la ville en 1968 à la suite du décès de Victor Honoré, maire depuis 1965, et pendant ces mêmes élections, Lucie Vancapernolle devient la première femme à poser sa candidature à Wasquehal mais perd l'élection à une voix près, elle sera adjointe au maire, chargée des problèmes de la famille et du logement. Lors de Mai 68, les employés de la Cima, bloquent l'usine.
La ville, qui doit affronter les crises industrielles à partir des années 1970, voit arriver au milieu de la décennie, un changement qui commence par la disparition du Wasquehal historique, avec notamment la démolition du château Saint-Gobain où sera construit le Foyer Quiétude en 1982.
Lors des Élections municipales françaises de 1977, le maire Pierre Herman se représente sous la liste d'Union pour la gestion et la défense des intérêts de Wasquehal et voit comme adversaire principal, Gérard Vignoble. Gérard Vignoble se présente sous l'étiquette de la liste d'Union et d'action des partis de gauche. L'échec de Pierre Herman serait pour certains, la conséquence de sa politique immobilière, de la requalification du centre-ville et de l'installation de l'usine d'incinération construite en 1975.
Au début des années 1980, la ville de Wasquehal est une ville très agricole qui peu à peu voit ses terres disparaitre au profit d'habitation. Pendant trente ans, la ville se modernise (cinéma, musée, Carrefour, dojo, patinoire, complexe sportif, maison de retraite, métro, restauration, remise en navigation canaux à la navigation de plaisance, etc.).
À l'occasion des élections municipales de 2014, Stéphanie Ducret, ancienne conseillère municipale de Gérard Vignoble, devient la première femme maire de Wasquehal. À la suite de l'annulation des élections de 2014 par le Conseil d'État en juin 2015, les Wasquehaliens revotent en septembre 2015. Stéphanie Ducret est confirmée en tant que Maire de Wasquehal récoltant 52,36 % des suffrages exprimés. Stéphanie Ducret est réélue sans surprise, maire de Wasquehal lors des élections municipales françaises de 2020 en devançant notamment la liste de David Thiebaut et met fin aux envies de retour d'anciens élus de Gérard Vignoble aux plus hautes fonctions de la ville.

## Politique et administration

### Rattachements administratifs et électoraux
Rattachements administratifs
La commune se trouve dans l'arrondissement de Lille du département du  Nord.
Elle faisait partie de 1801 à 1867 du canton de Roubaix, année où la commune intègre le canton de Roubaix-Ouest. Dans le cadre du redécoupage cantonal de 2014 en France, cette circonscription administrative territoriale a disparu, et le canton n'est plus qu'une circonscription électorale.
Rattachements électoraux
Pour les élections départementales, la commune fait partie depuis 2014 du canton de Croix
Pour l'élection des députés, elle fait partie de la septième circonscription du Nord.

### Intercommunalité

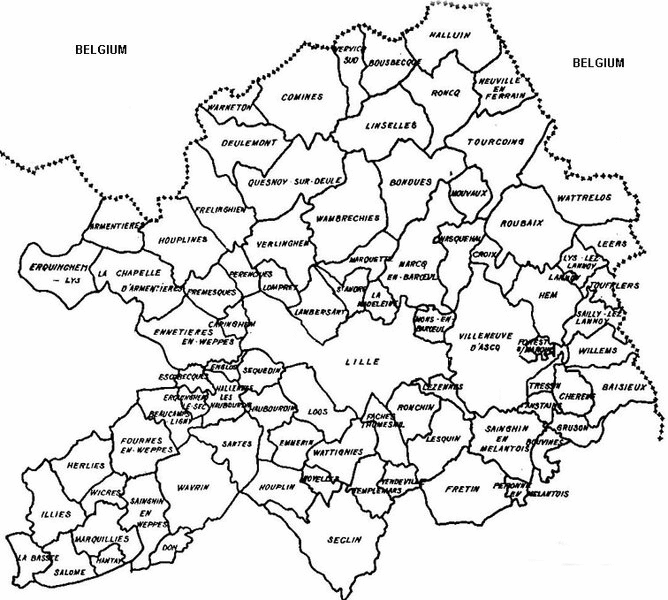
Carte des communes de la métropole.

La ville a été intégrée dans la communauté urbaine de Lille (CUDL), un établissement public de coopération intercommunale (EPCI) a fiscalité propre créée en 1966 et doté de nombreuses compétences.
En 2015, la CUDL est transformée par la loi MAPAM en métropole et prend le nom de Métropole européenne de Lille (MEL), dont est membre Wasquehal.

### Tendances politiques et résultats
La ville de Wasquehal est, depuis l'établissement des maires en 1790, une ville ancrée à droite. La gauche est au pouvoir de 1901, à l'arrivée des socialistes avec l'élection de François Lejeune-Mullier jusqu'en 1968 avec l'arrivée de Pierre Herman sous l'investiture de l'UNR devenue l'UDR en 1967.
En 1977, Gérard Vignoble est élu au sein de sa liste d'Union et d'action des partis de gauche et fait liste commune avec Guy Meynard du Parti communiste de Wasquehal puis glissera progressivement vers le Centre Droit (NC). Il bat au second tour la liste d'Union pour la gestion et la défense des intérêts de Wasquehal, liste emmenée par Pierre Herman. En 2014 l'UDI reprend la ville de Wasquehal avec la victoire de Stéphanie Ducret.
La campagne municipale de 2014 a vu huit listes prétendre à diriger la ville, une liste FDG, une liste PS-EELV, une liste DVG, trois listes DVD, une liste UMP-UDI menée par le maire sortant Gérard Vignoble
Elle s'inscrit dans un contexte où le maire sortant était condamné en première instance par la justice et où l'UDI est divisée dans l'investiture.
Officiellement, selon un accord national, Gérard Vignoble est soutenu par le parti UDI. Mais la fédération départementale soutient Stéphanie Ducret.
À la suite de la victoire de Stéphanie Ducret l'UDI est à la fois dans la majorité et dans l'opposition, et le Conseil Municipal ne compte aucun élu encarté dans un parti de gauche. Toutefois, le 22 juin 2015, le Conseil d'État annule les élections de mars 2014 à la suite du recours d'Alexis Salmon tête de liste du Front national pour une erreur administrative issue de la liste de Marijan Frigout (DVD) arrivée en seconde position au second tour,
Les électeurs Wasquehaliens sont donc appelés aux urnes les 20 et 27 septembre 2015. La campagne municipale voit à nouveau huit listes prétendre à diriger la ville : une liste FDG  menée par Eliane Roussel), une liste EELV  menée par Bernard De Veylder), une liste PS  menée par Jérôme Dehaynin), deux listes "citoyennes", l'une menée par Marie Guillaud et l'autre par Didier Debels), une liste DVD menée par Bernard Hanicotte), une liste LR-UDI officielle menée par Stéphanie Ducret et une liste FN menée par Alexis Salmon.
Au soir du premier tour, seules deux listes ont atteint les 10 % des suffrages exprimés nécessaires à la qualification pour le deuxième tour, et ni les partis de gauche officiels, ni les partis d'extrême droite ne peuvent se maintenir au second tour où les électeurs doivent trancher entre une liste LR-UDI officielle et une liste DVD dissidente.
À la suite de la victoire de la liste de Stéphanie Ducret, le conseil municipal élu pour la période 2015-2020 ne compte que des élus qui se réclament du centre et de la droite,.
Les élections municipales de 2020 dans le Nord voient s'affronter 5 listes, dont trois listes Divers Droite, une liste Divers Gauche et une liste LREM.
- D'abord Wasquehal (Divers Droite), équipe divers droite et dont la tête de liste est Bruno Madelaine (ancien LR et PCD)[119],[120].
- Faisons Wasquehal Ensemble (Divers Gauche), équipe composée d'Insoumis, de Communistes, de Verts, de Socialistes, de non encartés et dont la tête de liste est Benoît Tirmarche (LFI)[121].
- Unis pour Wasquehal (Divers Droite), équipe de Centre, Droite et Citoyenne et dont la tête de liste est David Thiebaut qui se revendique dans le sillage de l'ancien Maire Gérard Vignoble avec notamment la présence sur la liste de l'ancien 1er adjoint Bernard Hannicotte[122].
- Nous Sommes Wasquehal (LREM), équipe investie par LREM et le MODEM et dont la tête de liste est Nelly Savio (LREM) et qui est composée de nombreux anciens candidats allant du PCF au PLD et d'un ancien adjoint de Gérard Vignoble, Daniel Massa[123].
- Wasquehal pour Tous (Divers Droite), équipe de Centre, Droite et Citoyenne soutenue par les partis politiques LR et UDI et dont la tête de liste est le Maire sortant, Stéphanie Ducret (ancienne UDI)[124].

À la suite des résultats du premier tour, la liste D'abord Wasquehal (Divers Droite), est éliminée, ayant recueilli moins de 10 % des suffrages exprimés. Le deuxième tour a vu s'opposer trois listes, qui ont obtenu les résultats suivants, mors d'un scrutin marqué par 66,30 % d'abstention :
- Liste divers gauche menée par Benoît Tirmarche (LFI) (Divers Gauche), composée d'Insoumis, de Communistes, de Verts, de Socialistes, de non encartés, obtient 847 voix (16,67 % des suffrages exprimés, 3 sièges de conseillers municipaux)
- Liste divers droite menée par David Thiebaut (Divers Droite), qui a fusionné avec 8 candidats issus de la liste menée par Nelly Savio au premier tour, obtient 1 372 voix (27,00 des suffrages exprimés, 4 sièges de conseillers municipaux).
- Liste Divers droite menée par la maire sortante Stéphanie Ducret (ancienne UDI) soutenue par  LR et UDI, qui arrive largement en tête avec 2 862 voix (56,32 % des suffrages exprimés, 28 sièges au Conseil Municipal sur 35 et les 3 sièges de conseillers métropolitains.

### Administration municipale
Compte tenu de la population de la ville, Wasquehal dispose d'un Conseil Municipal composé de 35 membres, dont le maire et ses adjoints.

### Liste des maires

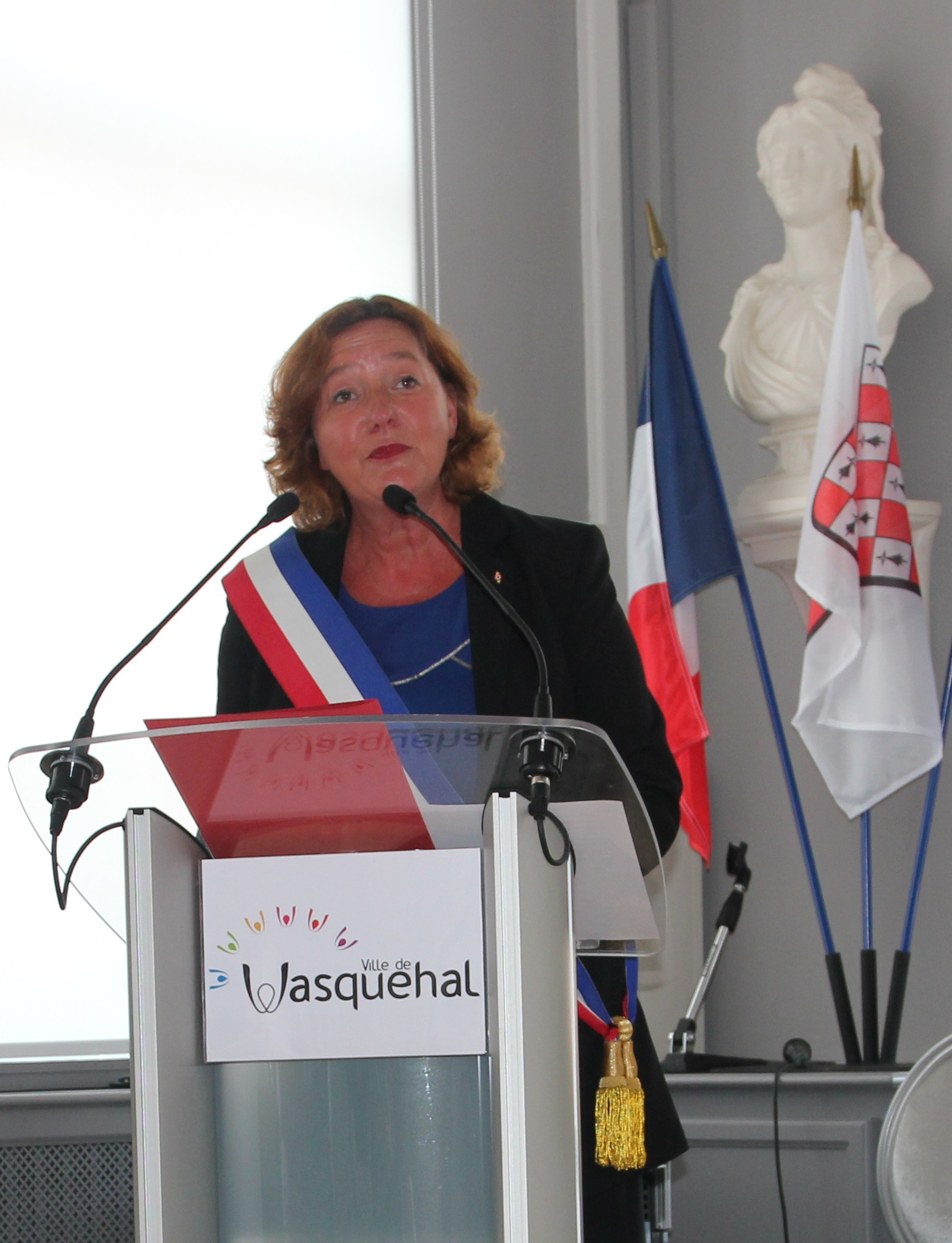
Stéphanie Ducret, première femme maire de Wasquehal.

| Période | Période                    | Identité           | Étiquette                              | Qualité |
| ------- | -------------------------- | ------------------ | -------------------------------------- | --- |
| 1944    | 1945                       | Paul Marquilly     | CFLN                                   | Commerçant |
| 1945    | 1953                       | Ernest Dujardin    | SFIO                                   | Instituteur Président des anciens combattants |
| 1953    | 1965                       | Gaston Heurtematte | SFIO                                   | Employé à la Cima |
| 1965    | 1968                       | Victor Honoré      | SFIO                                   | Magasinier |
| 1968    | 1977                       | Pierre Herman      | UNR puis UDR puis RPR                  | Résistant Syndicaliste Cadre d'entreprise Député du Nord (8e circ.) (1962 → 1967 puis 1968 → 1973) Conseiller régional du Nord-Pas-de-Calais (1973 → ?) |
| 1977    | 2014                       | Gérard Vignoble    | PS puis UDF-CDS puis MoDem puis NC-UDI | Technicien supérieur des PTT Conseiller général du parti socialiste Député du Nord (8e circ.) (1988 → 1997 puis 2002 → 2007) Conseiller régional du Nord-Pas-de-Calais (1992 puis 1998 → 2002) Conseiller général de Roubaix-Nord (1982 → 1988)                                                                    |
| 2014    | En cours (au 23 août 2022) | Stéphanie Ducret.  | UDI puis DVD                           | Administratrice de la CAF de Roubaix Membre du conseil de la famille de l'Université Lille-III Présidente de l'association des parents d'élèves du collège de Marcq-en-Baroeul Conseillère régionale des Hauts-de-France (2015 →) Élection annulée ; réélue le 27 septembre 2015 Réélue pour le mandat 2020-2026,. |

### Jumelage

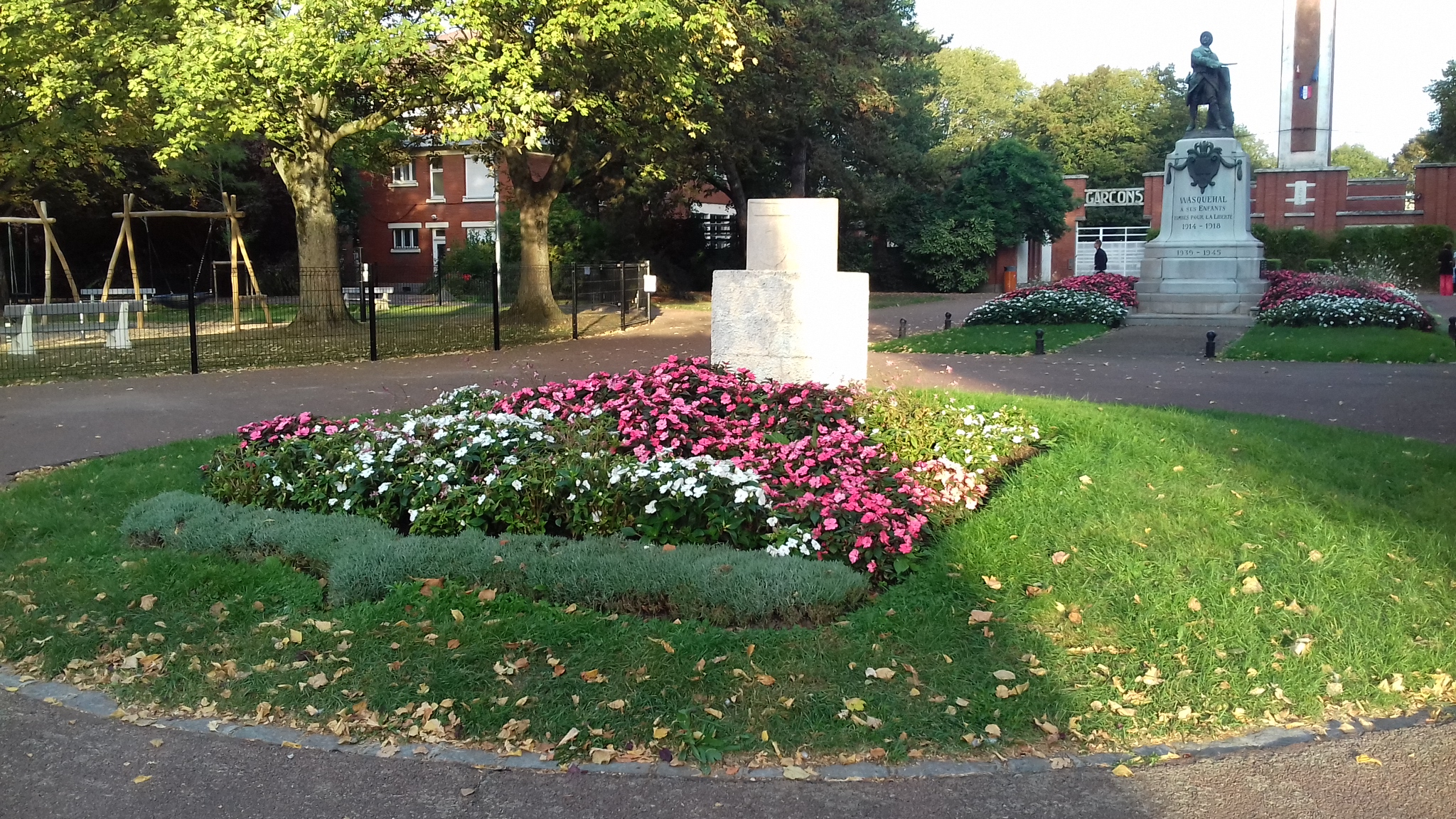
Stèle commémorant le jumelage de Wasquehal avec la ville de Beyne-Heusay.

- Beyne-Heusay (Belgique)[136].

## Équipements et services publics

### Enseignement
- Le lycée professionnel Jacques-Yves Cousteau
- Le collège Albert Calmette
- L'école élémentaire publique Pierre Lefebvre
- L'école élémentaire publique Marcelle Detaille
- L'école élémentaire publique Charles de Gaulle
- L'école élémentaire publique Lili Keller Rosenberg
- L'école maternelle et élémentaire privée Notre Dame
- L'école maternelle et élémentaire privée Saint Edmond
- L'école maternelle publique Charles Perrault
- L'école maternelle publique Françoise Dolto
- L'école maternelle publique Louis Aragon
- L'école maternelle publique Pierre Malfait

Une expérience pilote est tentée en 1997 par Véronique Six et Nicole Roelens, formatrices en enseignement précoce des langues vivantes, visant l'apprentissage de l'anglais de l'école maternelle au cours moyen 2e année. L'apprentissage précoce de l'anglais avait débuté à la rentrée scolaire de 1987 sous la volonté du maire Gérard Vignoble.
Depuis la rentrée 2016, l'école maternelle Charles Perrault (anciennement Maria Montessori) bénéficie d'un apprentissage de l'anglais dès la petite section de maternelle.
Depuis la rentrée 2021, au vu de la proximité géographique avec la Belgique néerlandophone, les élèves des cours moyens peuvent bénéficier de l'apprentissage du néerlandais.
La ferme Dehaudt est un lieu de loisirs, d'échanges et de partages autour des animaux

### Équipements de santé
- Le Centre Hospitalier Intercommunal[143]
- Le Centre de Gériatrie Le Molinel[143]
- La clinique de l'adolescent[144]
- L'Institut d'éducation Motrice Le passage[145]
- L'EHPAD Le pavillon Nouvel Horizon[146]

### Équipements culturels
- La bibliothèque Maxence Van der Meersch[147]
- Le Conservatoire de Wasquehal[148]
- La compagnie théâtrale La Manivelle[149]

### Équipements sportifs
- Le complexe Lucien-Montagne pour la pratique du football (Wasquehal Football) et de la boxe (Le Boxing Club de Wasquehal)[150]
- La patinoire Serge Charles Lille Métropole pour la pratique du hockey sur glace (Les Lions de Wasquehal) et du patinage (Entente Patinage Wasquehal Lille Metropole)[151]
- Le dojo de Wasquehal, pour la pratique du judo (Dojo Club Wasquehal), du karaté (Karaté Club de Wasquehal), de l'aïkido (Aïkido Wasquehal), de la musculation, du fitness (GV Wasquehal) et du basket-ball[152]
- Le complexe André-Alsberghe pour le tennis (Tennis Club Wasquehal), tennis de table (Wasquehal Tennis de Table) et le badminton (Wasquehal Badminton Club)[153]
- La salle Antoine-Lavoisier pour la pratique de la gymnastique (Espérance Wasquehal Gym), du futsal (Wasquehal Football) et du floorball (Phoenix Floorball Club)[154]
- Le centre nautique Calypso pour la pratique de la plongée sous-marine (La Palanquée de Wasquehal)[155]
- Le Club de kayak pour la pratique du canoë, kayak, slalom et du kayak-polo (Kayak Wasquehal Club)[156]
- La salle Pierre-Loti pour les équipes féminines de basket-ball (Femina Wasquehal Basket)[157]
- La salle Léopold-Hantson pour le volley-ball (Volley Club de Wasquehal)[158]
- Le Pôle Jeunesse et Sports du Capreau comprenant le stade Léo Lagrange pour la pratique du football (Wasquehal Football) et la Salle Robaeys pour la pratique du basket-ball masculin (Wasquehal Flash Basket)[159]

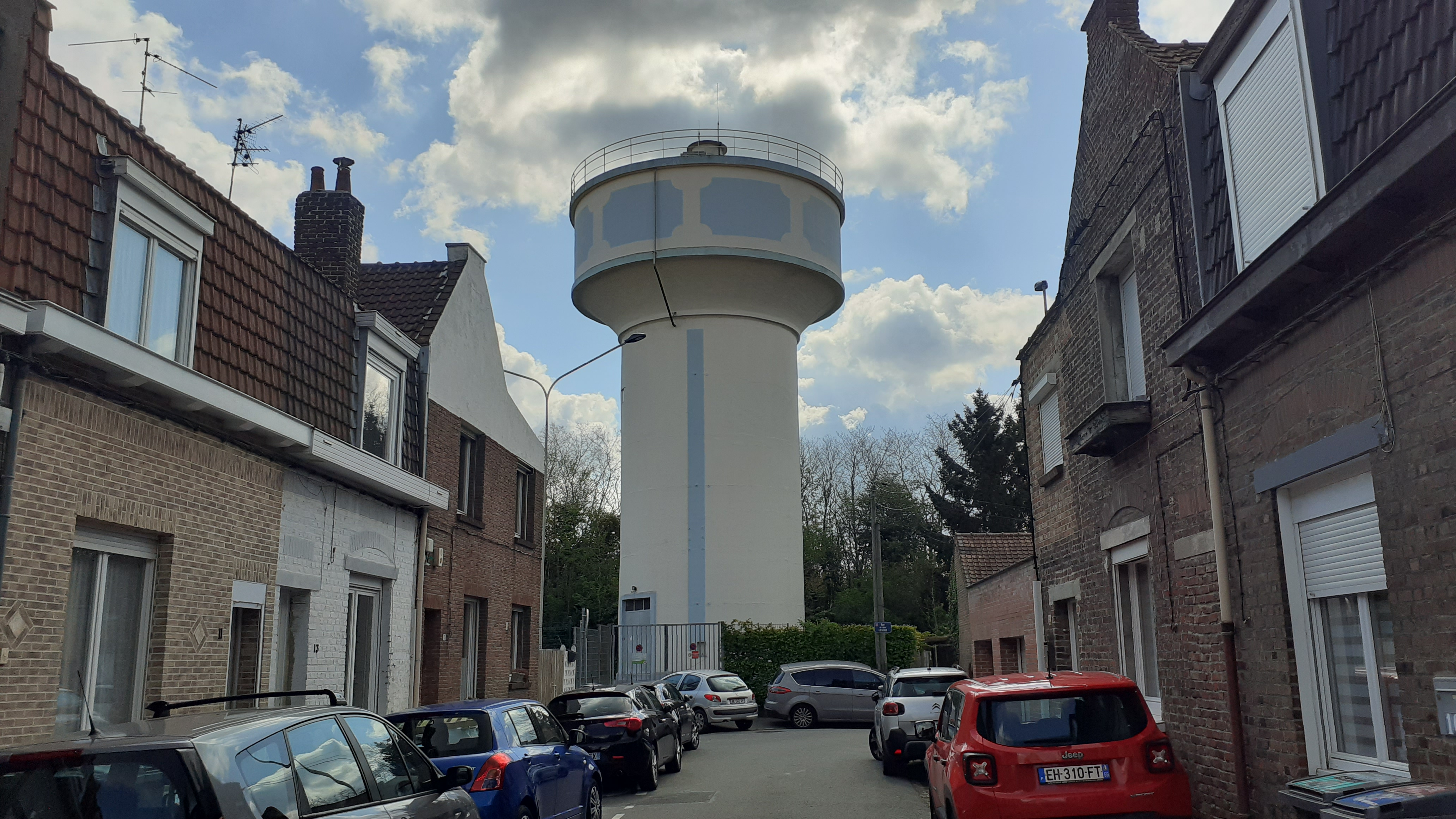
Château d'eau du quartier du Capreau.
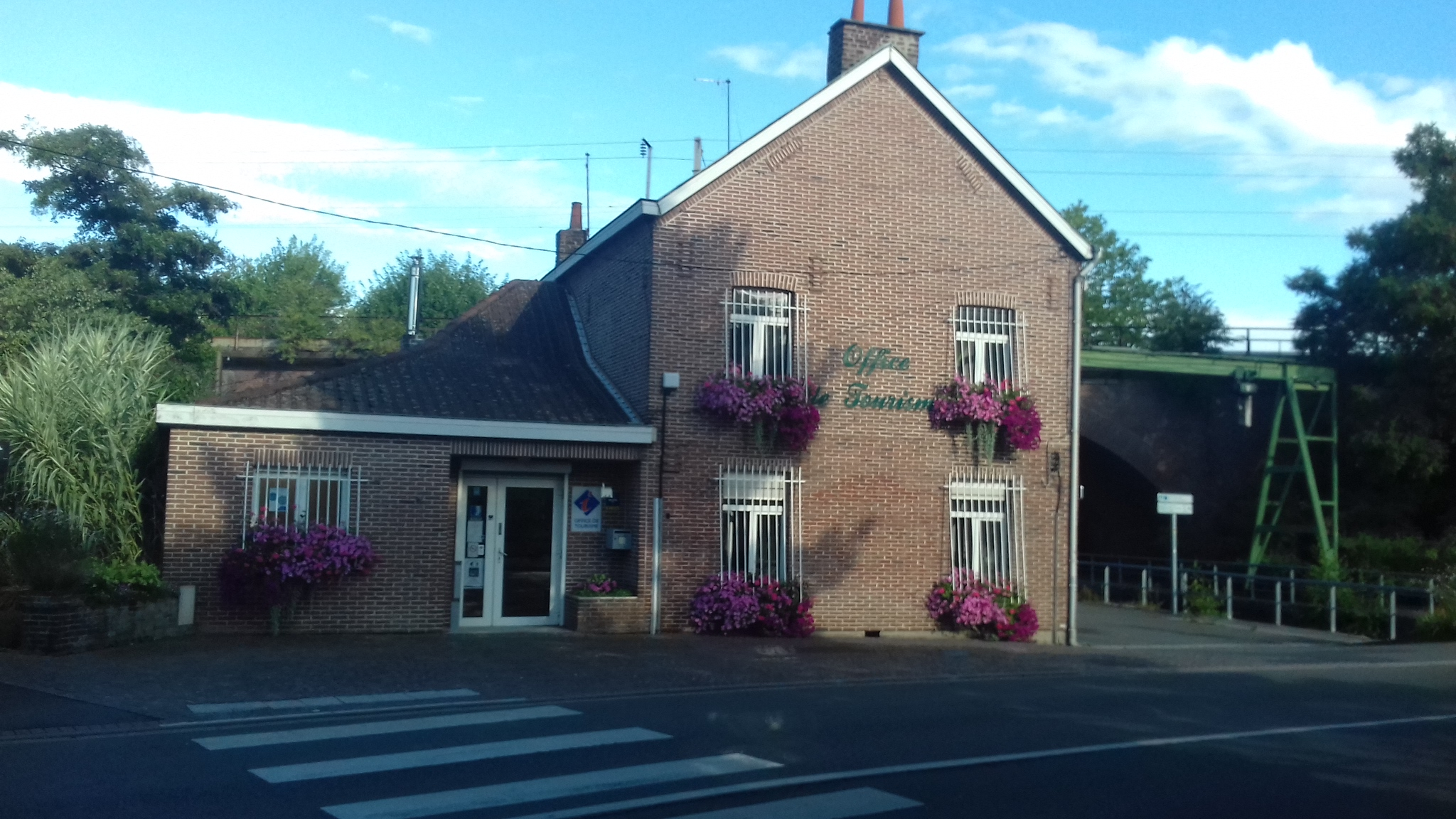
Office du tourisme au bord du Port du Dragon.
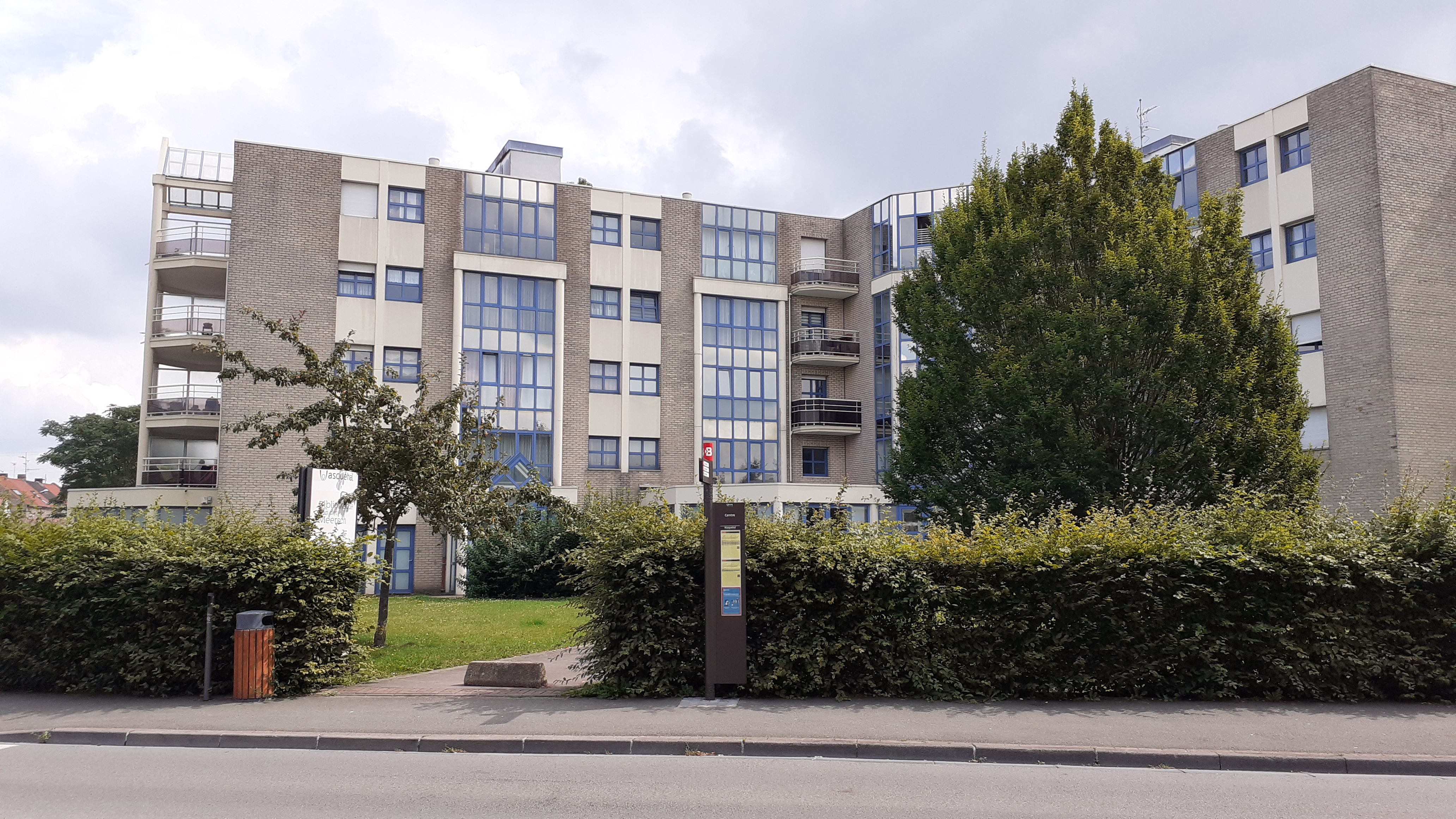
Bibliothèque municipale Maxence Van der Meersch.
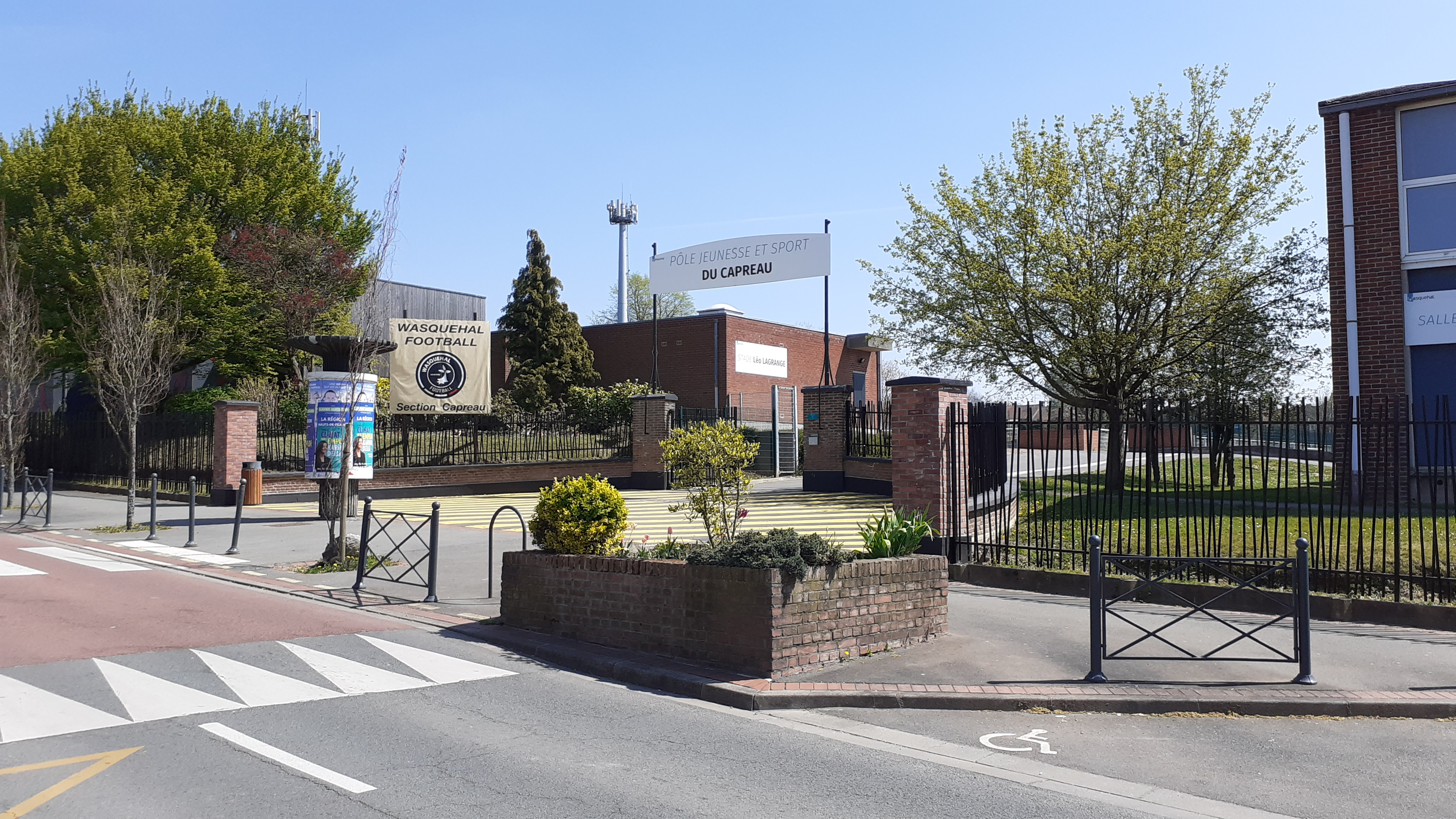
Pôle jeunesse et sport du Capreau.
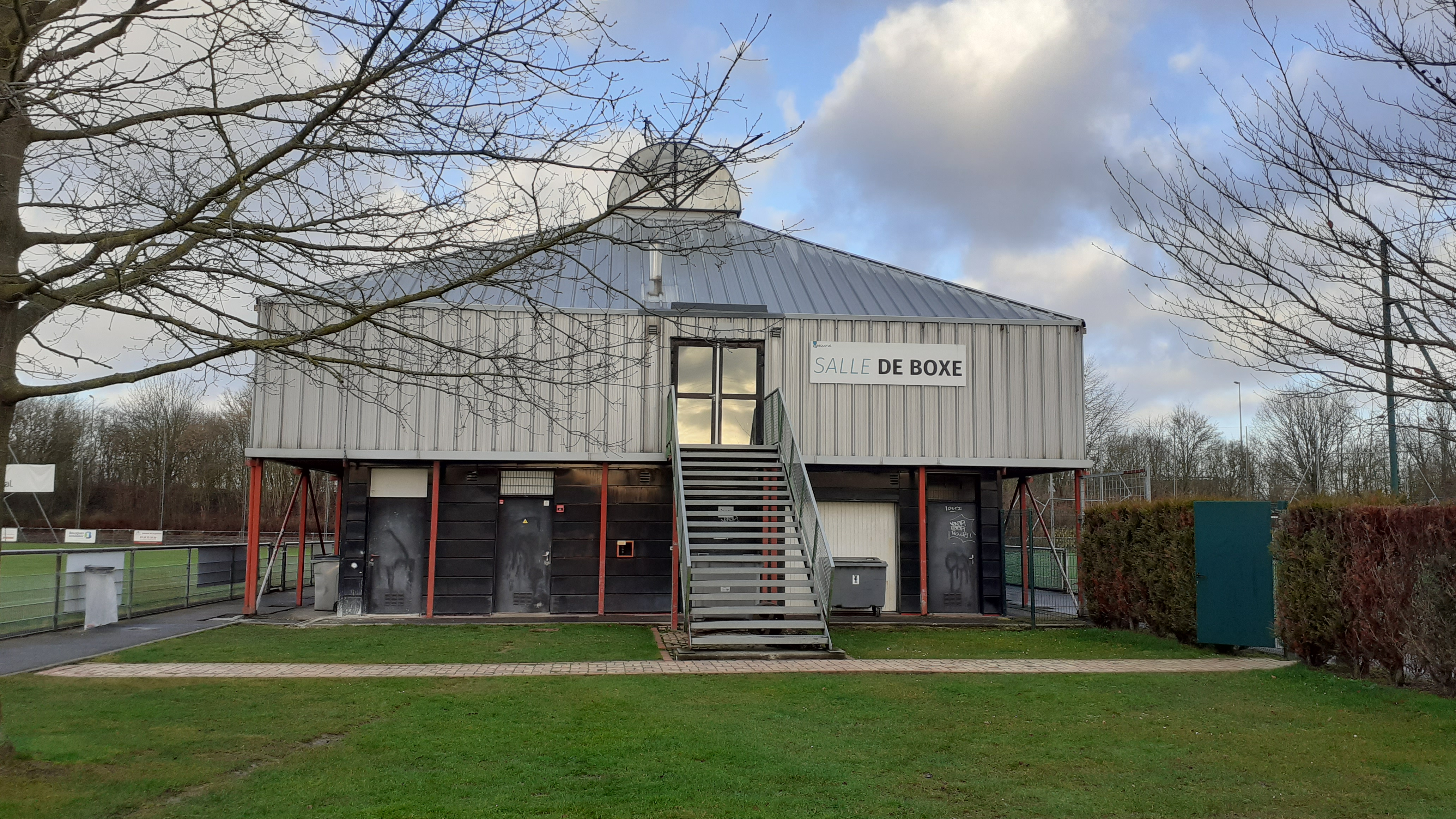
Boxing Club de Wasquehal.
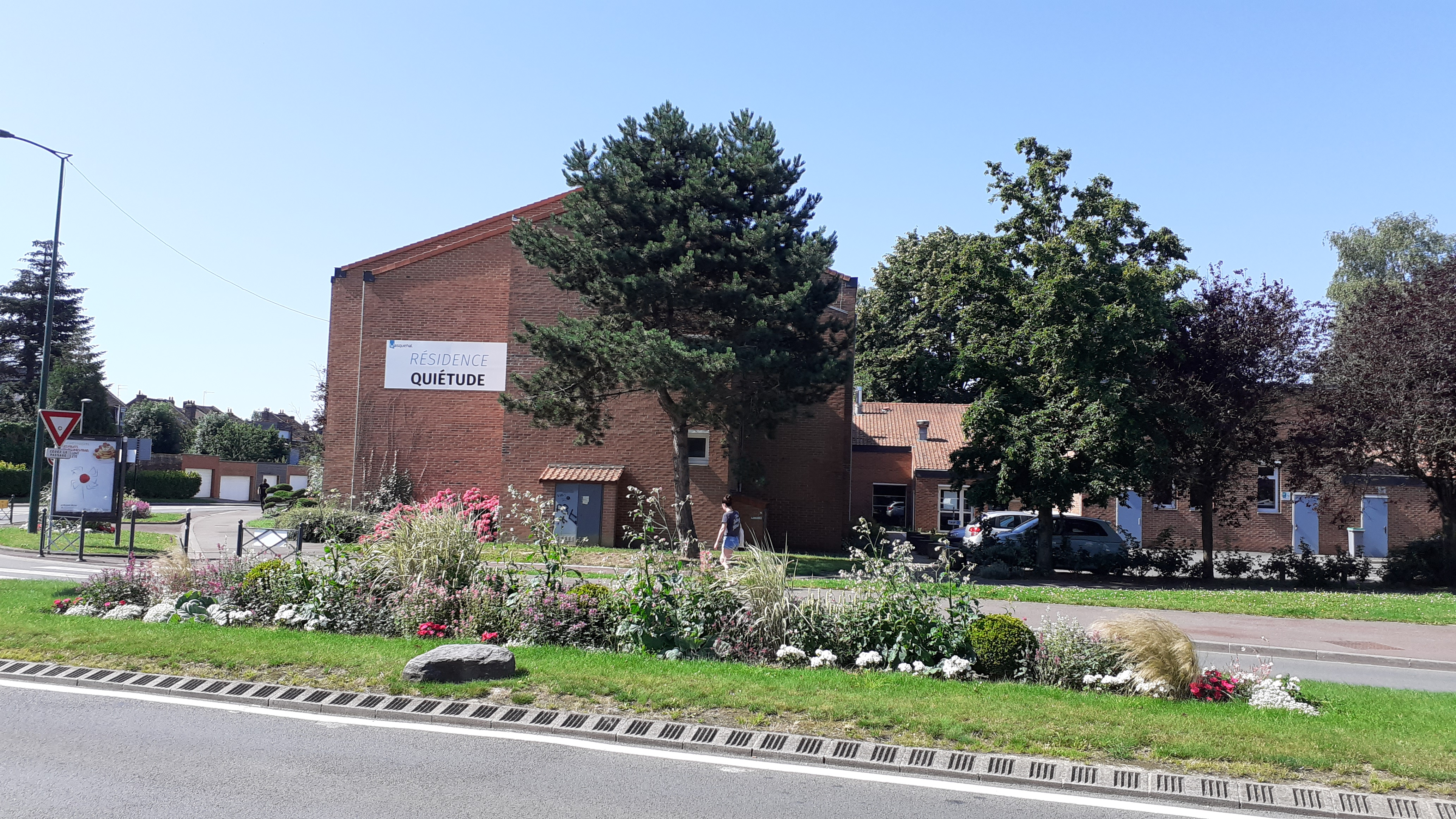
Résidence Quiétude.
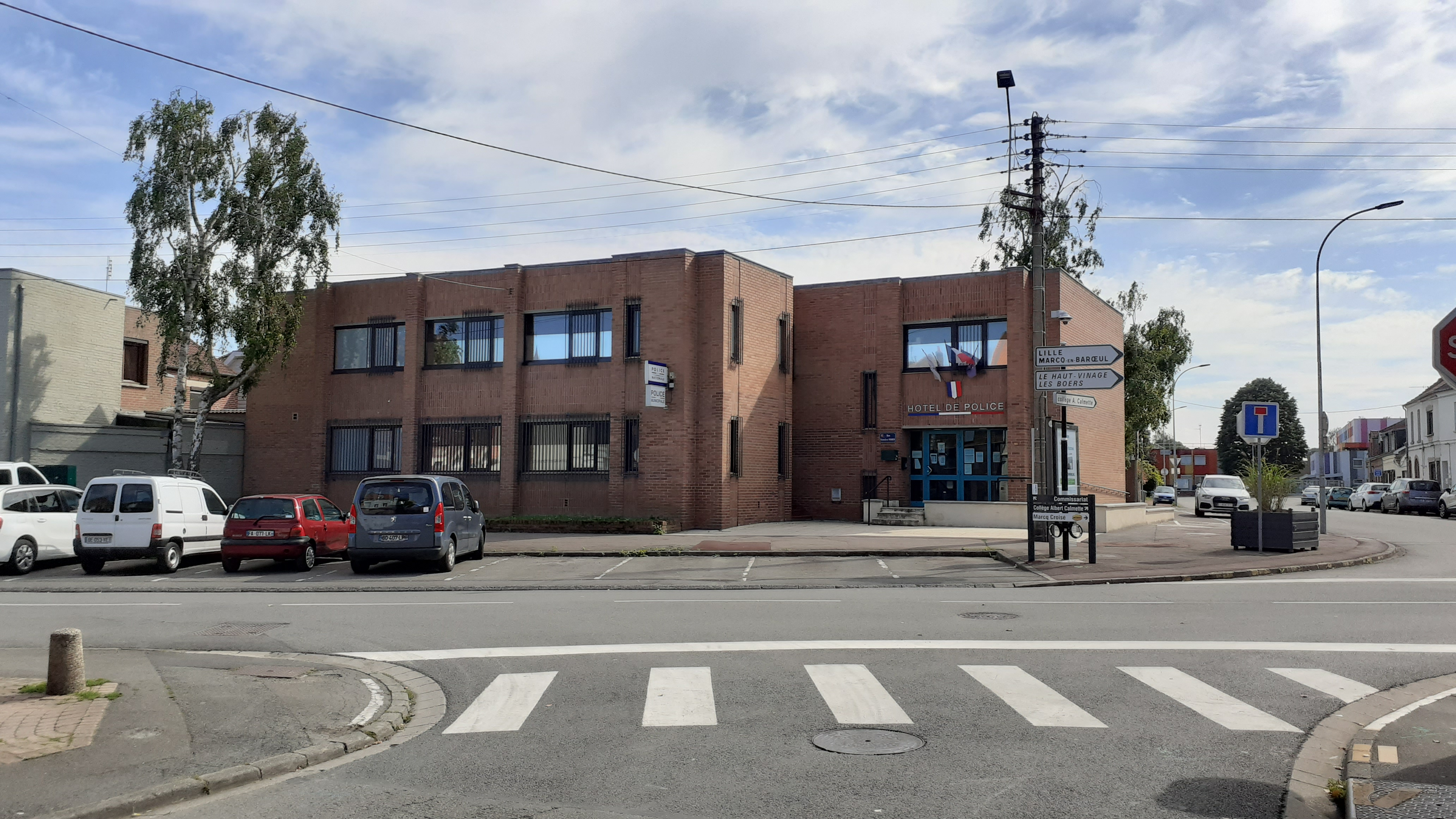
Commissariat de police.
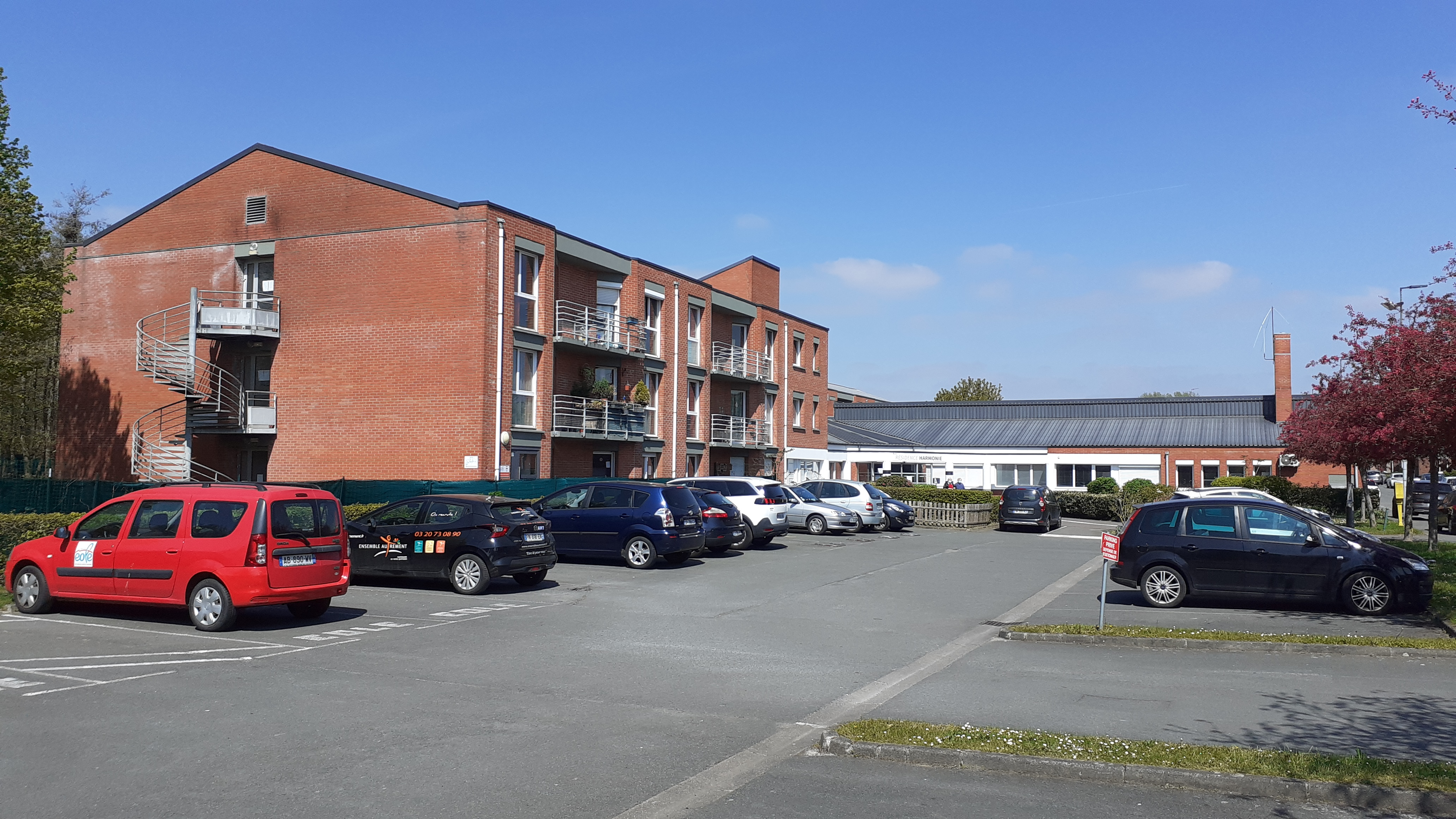
Résidence Harmonie.

## Population et société

### Démographie

#### Évolution démographique
L'évolution du nombre d'habitants est connue à travers les recensements de la population effectués dans la commune depuis 1793. Pour les communes de plus de 10 000 habitants les recensements ont lieu chaque année à la suite d'une enquête par sondage auprès d'un échantillon d'adresses représentant 8 % de leurs logements, contrairement aux autres communes qui ont un recensement réel tous les cinq ans,.

En 2022, la commune comptait 20 674 habitants, en évolution de −0,23 % par rapport à 2016 (Nord : +0,51 %, France hors Mayotte : +2,11 %).
| 1793  | 1800  | 1806  | 1821  | 1831  | 1836  | 1841  | 1846  | 1851  |
| ----- | ----- | ----- | ----- | ----- | ----- | ----- | ----- | ----- |
| 1 440 | 1 262 | 1 525 | 1 622 | 1 590 | 1 672 | 1 758 | 2 034 | 2 040 |

| 1856  | 1861  | 1866  | 1872  | 1876  | 1881  | 1886  | 1891  | 1896  |
| ----- | ----- | ----- | ----- | ----- | ----- | ----- | ----- | ----- |
| 2 200 | 2 501 | 2 731 | 2 824 | 3 061 | 3 275 | 3 688 | 4 405 | 4 901 |

| 1901  | 1906  | 1911  | 1921  | 1926  | 1931   | 1936   | 1946   | 1954   |
| ----- | ----- | ----- | ----- | ----- | ------ | ------ | ------ | ------ |
| 5 969 | 6 703 | 7 011 | 7 041 | 8 507 | 11 707 | 12 167 | 11 741 | 12 363 |

| 1962   | 1968   | 1975   | 1982   | 1990   | 1999   | 2006   | 2011   | 2016   |
| ------ | ------ | ------ | ------ | ------ | ------ | ------ | ------ | ------ |
| 13 634 | 14 274 | 16 391 | 16 275 | 17 986 | 18 541 | 18 936 | 19 998 | 20 722 |

| 2021   | 2022   | - | - | - | - | - | - | - |
| ------ | ------ | - | - | - | - | - | - | - |
| 20 836 | 20 674 | - | - | - | - | - | - | - |

#### Pyramide des âges
La population de la commune est relativement jeune.
En 2018, le taux de personnes d'un âge inférieur à 30 ans s'élève à 37,1 %, soit en dessous de la moyenne départementale (39,5 %). À l'inverse, le taux de personnes d'âge supérieur à 60 ans est de 23,9 % la même année, alors qu'il est de 22,5 % au niveau départemental.
En 2018, la commune comptait 9 583 hommes pour 10 902 femmes, soit un taux de 53,22 % de femmes, légèrement supérieur au taux départemental (51,77 %).
Les pyramides des âges de la commune et du département s'établissent comme suit.
| Hommes | Classe d’âge | Femmes |
| ------ | ------------ | ------ |
| 0,9    | 90 ou +      | 2,5    |
| 4,8    | 75-89 ans    | 10,0   |
| 13,8   | 60-74 ans    | 15,3   |
| 18,6   | 45-59 ans    | 18,1   |
| 21,6   | 30-44 ans    | 19,7   |
| 19,5   | 15-29 ans    | 16,6   |
| 20,8   | 0-14 ans     | 17,8   |

| Hommes | Classe d’âge | Femmes |
| ------ | ------------ | ------ |
| 0,5    | 90 ou +      | 1,4    |
| 5,3    | 75-89 ans    | 8,1    |
| 14,8   | 60-74 ans    | 16,2   |
| 19,1   | 45-59 ans    | 18,4   |
| 19,5   | 30-44 ans    | 18,7   |
| 20,7   | 15-29 ans    | 19,1   |
| 20,2   | 0-14 ans     | 18     |

### Manifestations culturelles et festivités
- L'Opération pièces jaunes créée la même année que l'AFTT pour Ludopital, en 1990[164]
- Les foulées du cœur organisée par le milieu associatif de la ville. Cette manifestation à but humanitaire au profit de plusieurs associations de la ville, regroupées au sein de Wasquehal solidarité[165]
- La bourse aux minéraux et fossiles[166]. Elle est organisée par deux associations, basées dans cette ville, le club minéralogique et paléontologique de la Métropole Nord, et le club géologique de la Poste
- La braderie du centre, organisée traditionnellement par l'association des Médaillés du Travail au début septembre
- Le forum des associations, organisé par la municipalité, mi septembre[167]
- L'opération « L'été à Wasquehal » organisée par la municipalité. La Plaine de Jeux accueille chaque année des animations telles que le kart, kayak, châteaux gonflables, balades à poney et football[168]

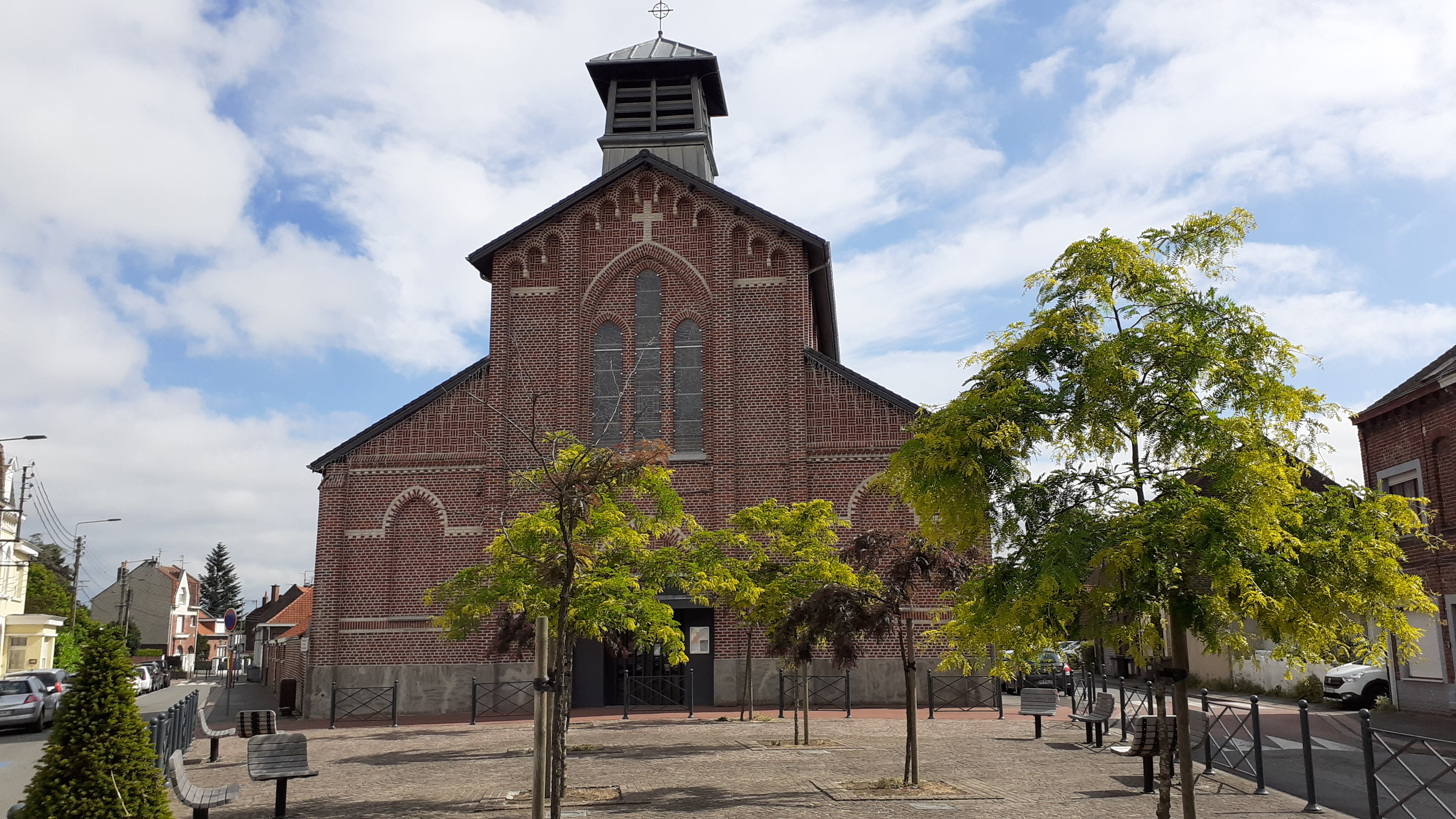
Église catholique Saint-Clément.
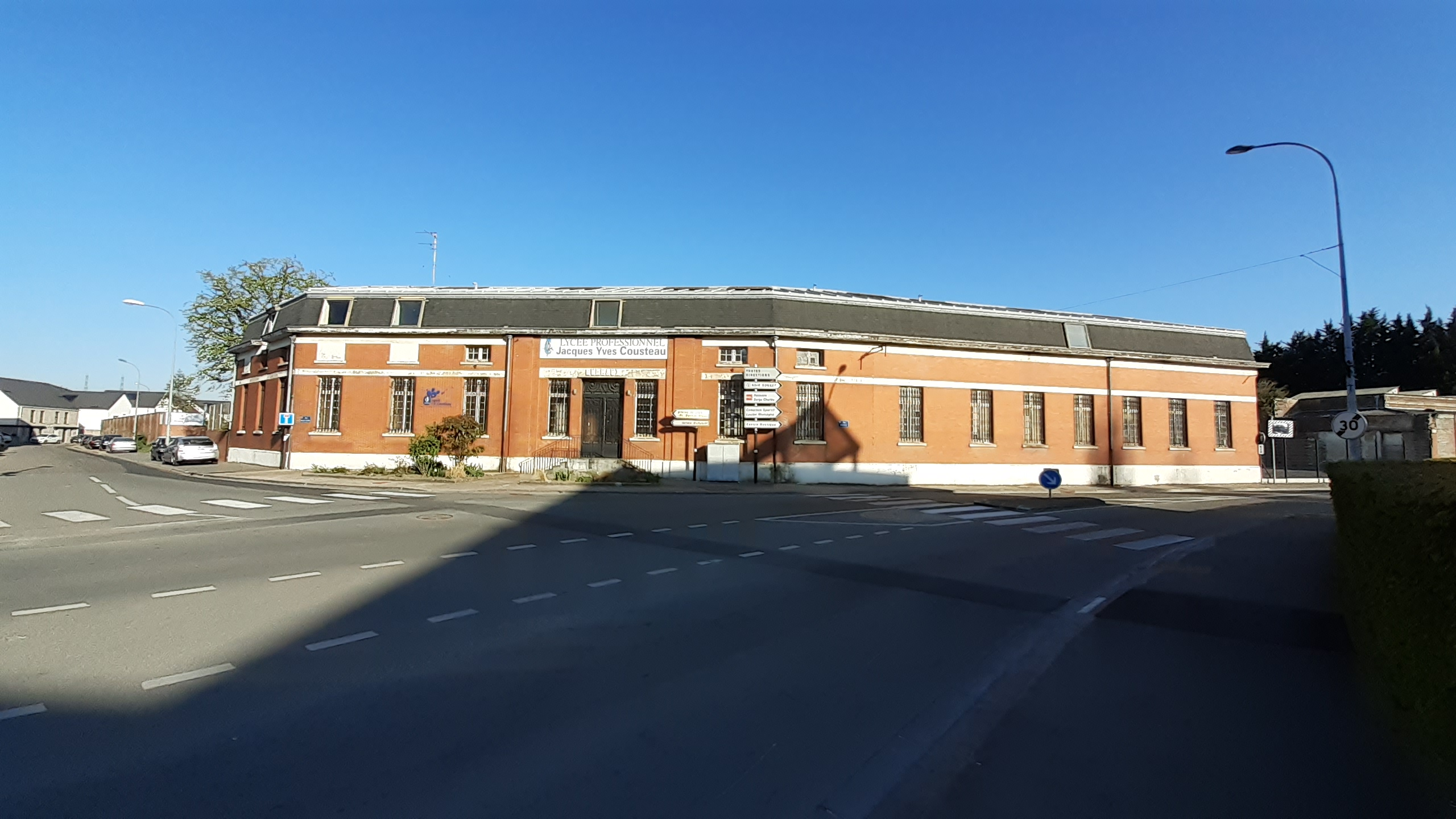
Lycée Cousteau à Wasquehal.
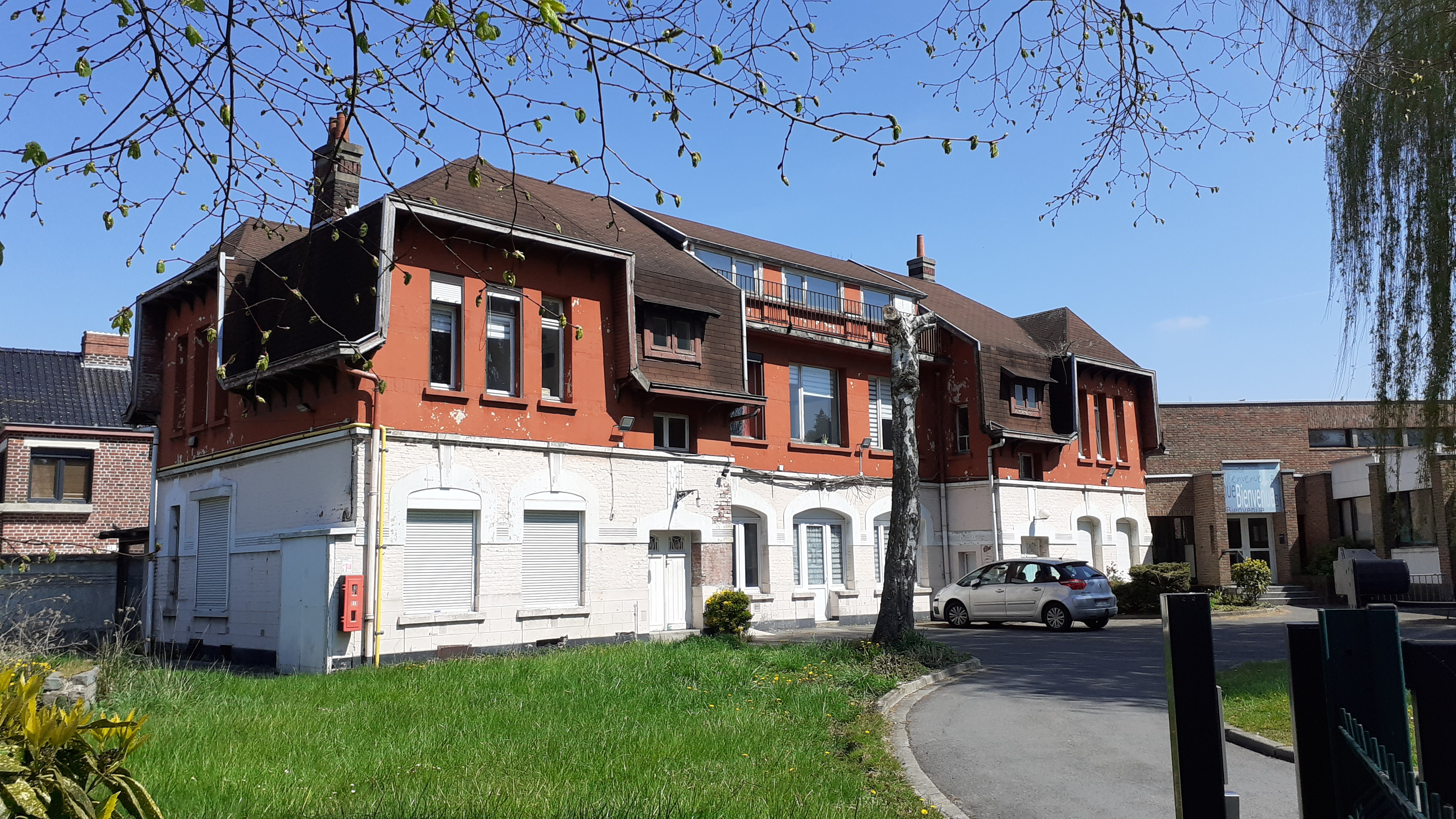
Maison d’Enfants du Capreau.
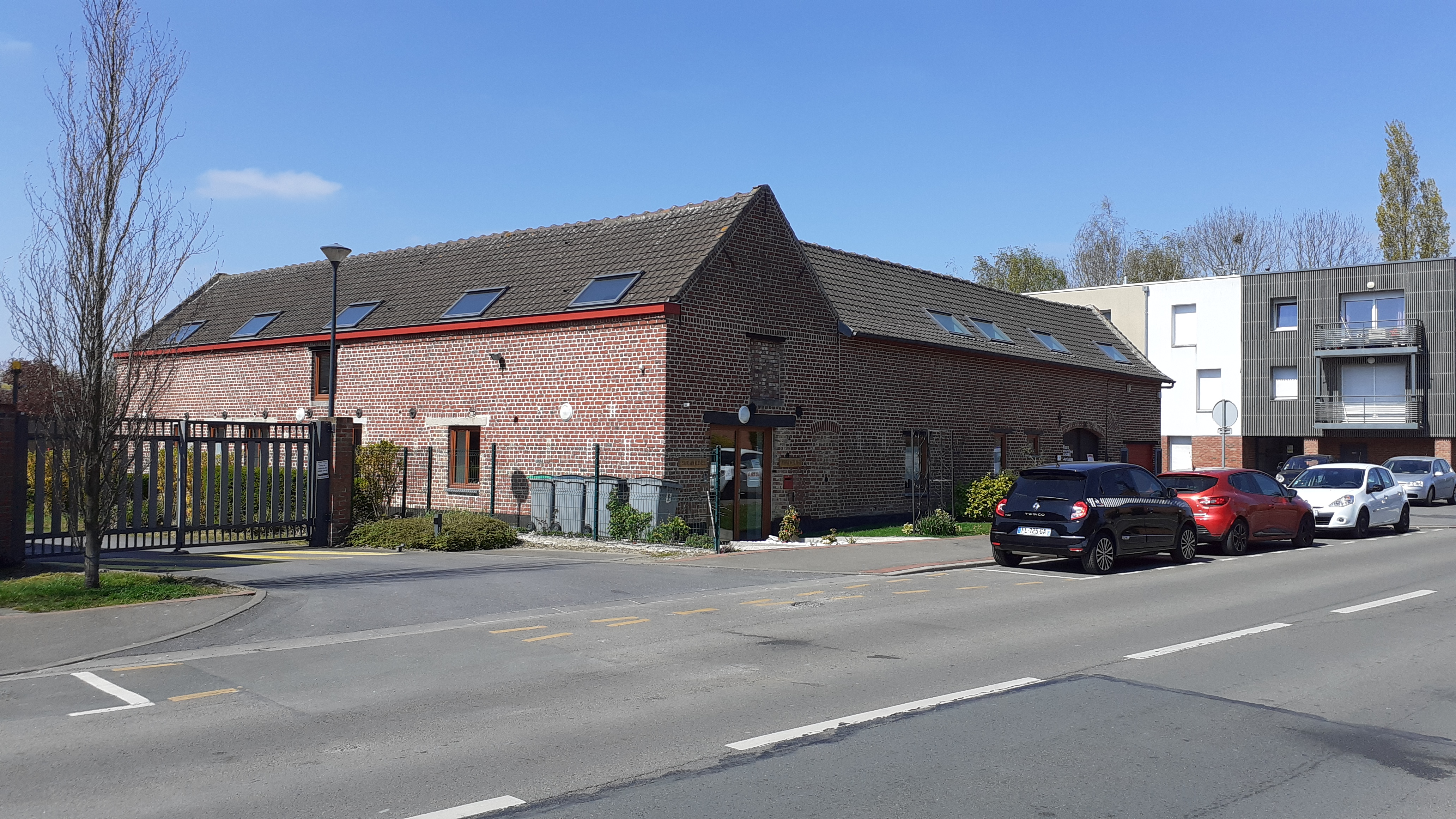
Association LogéR'éveil.

### Sports et loisirs
- Le Wasquehal Football
- Les Lions de Wasquehal
- L'Entente Patinage Wasquehal Lille Métropole[169]
- Le Boxing Club de Wasquehal[170],[171]
- Le Fémina Wasquehal Basket[172]
- Le Wasquehal Flash basket[173]
- Le Roller Skating Club de Wasquehal[174]
- Le Kayak Wasquehal Club[175]
- La Palanquée de Wasquehal[176]
- Le Phoenix Floorball Club[169]
- Le Wasquehal Futsal
- L'Espérance Wasquehal Gym[177]
- Le Tennis Club de Wasquehal[178]
- L'Association Boulistes[179]
- Le Wasquehal Badminton Club[180]
- Le Dojo Club de Wasquehal[181]
- Le Cyclo Club de Wasquehal[182]
- Le Karaté Club de Wasquehal[183]
- L'Aïkido Wasquehal[184]
- Le Roller Skating Club[185]
- Le Volley Club de Wasquehal[186]
- Wasquehal Triathlon[187]

### Vie associative
La ville de Wasquehal compte de très nombreuses associations (environ 1189) telles que des associations musicales, sportives et sociales,

### Cultes
En ce qui concerne le culte catholique, Wasquehal dépend depuis 2010 de la paroisse Frédéric-Ozanam du doyenné de Roubaix
- Église Saint-Nicolas (première pierre posée en 1877). Un nouvel orgue y a été inauguré en décembre 1989. Un timbre-poste « Wasquehal - Nord » (avec l'illustration du buffet d'orgue) a été émis en 1991.
- Église Saint-Clément dont la construction s'est achevée en 1912. Elle fut bénie par Jean-Baptiste Carlier, vicaire général de Cambrai, le 3 septembre 1912.

En ce qui concerne les Pentecôtiste, l'église Lille Métropole, affiliée aux Assemblées de Dieu de France.

## Culture locale et patrimoine

### Espaces naturels
- Le parc Gernez-Rieux dit Plaine des jeux du Triest, d'une superficie de 5 hectares, aménagé en 1988 et jouxtant la Ferme Dehaudt et le cimetière du Plomeux. Ce parc combine aires de jeux pour enfants, aires de repos et mini forêt.
- Le canal de Roubaix, autrefois construit pour subvenir aux besoins logistique des usines, traversant la ville de Wasquehal. Réhabilité en 2009 et rouvert à la navigation fluviale avec ses écluses ouverte à la navigation (écluse du Triest, écluse du Plomeux, écluse du Noir Bonnet, écluse du Cottigny et écluse de la Masure). Le canal de Roubaix est aujourd'hui un axe structurant de verdure et de biodiversité dans la ville et de nombreuses personnes utilisent le parcours du canal de Roubaix pour y faire le sport. On y rencontre cycliste et coureur. Les aménagements des berges permettent la réhabilitation des anciennes maisons éclusières comme avec l'ancienne maison éclusière du Cottighy à Wasquehal qui est transformé en Goguette[190].
- Le Port du Dragon, autrefois port de plaisance en plein centre de la commune qui est devenu un havre de paix pour certains oiseaux comme les canards, poules d'eau et cygnes.

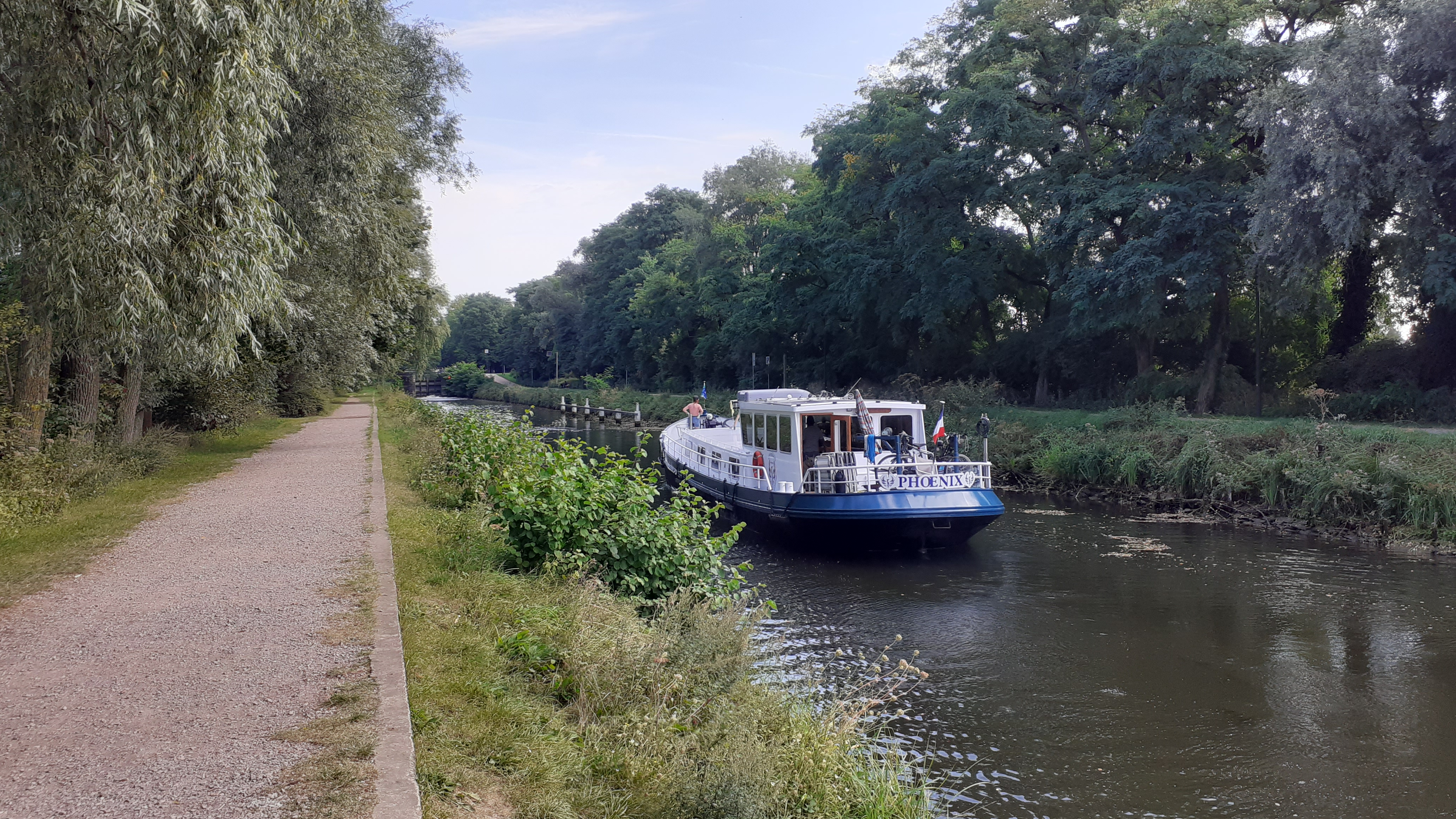
Canal de Roubaix et ses passages de péniche.
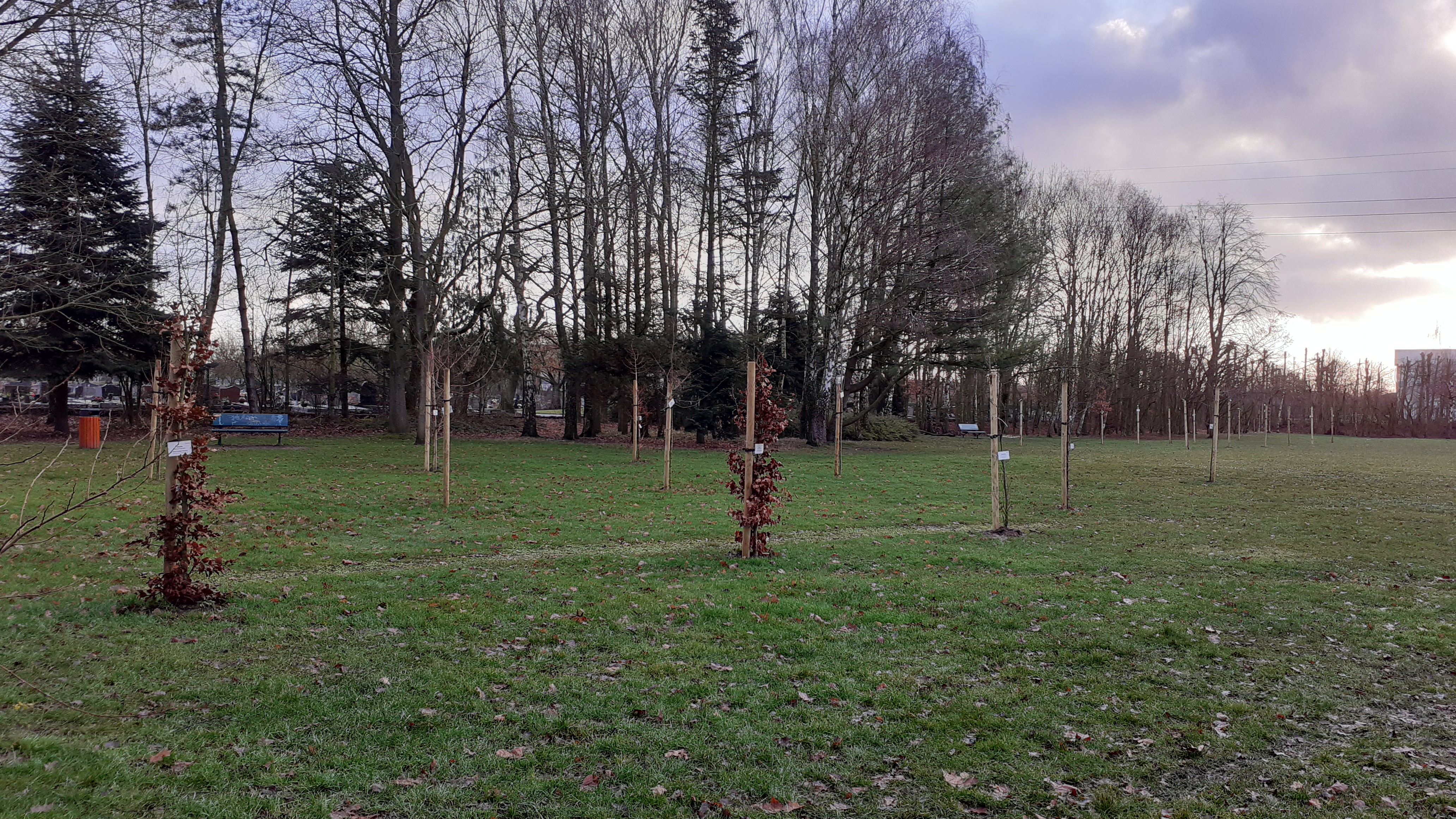
Plaine de jeux du Triest et sa mini forêt.
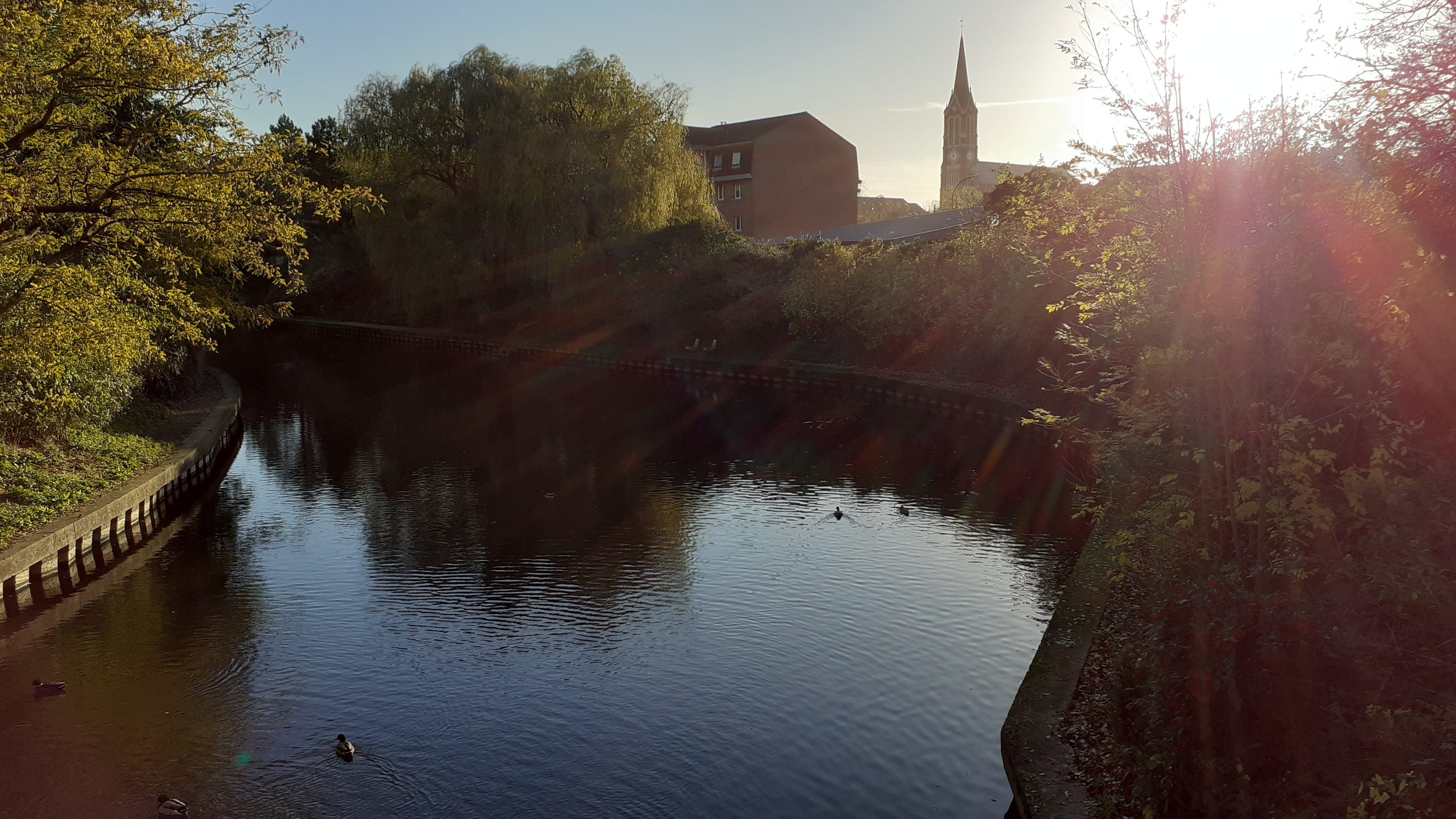
Port du Dragon au centre de Wasquehal.
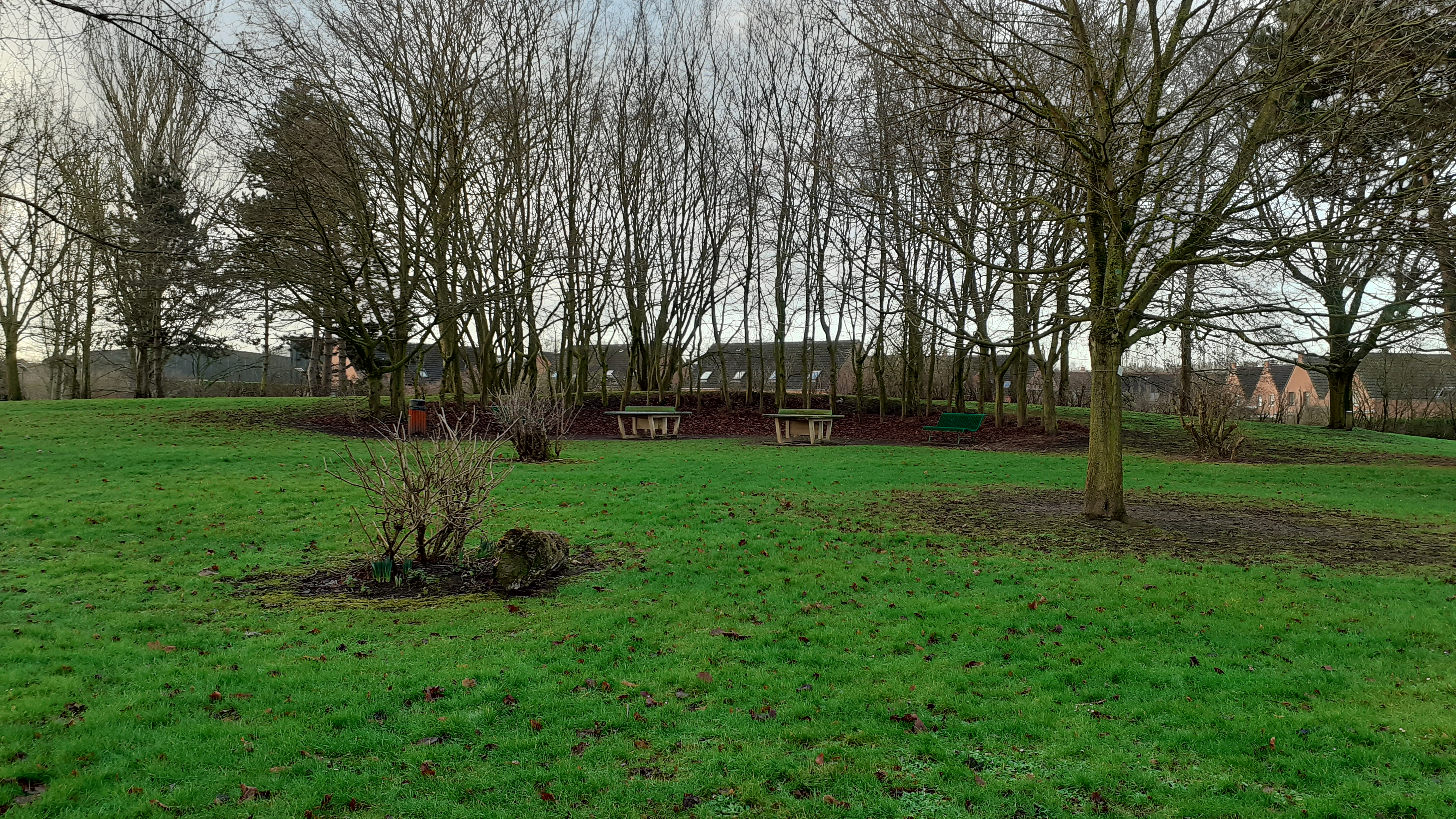
Aire de jeux de la plaine de jeux du Triest.

### Monuments aux morts
- Stèle pour les combats en Tunisie et au Maroc
- Stèle pour la Guerre de Corée
- Stèle pour la Bataille du Haut-Vinage
- Stèle pour la Bataille de Ðiện Biên Phủ
- Monument pour la Première Guerre mondiale et la Seconde Guerre mondiale
- Stèle pour la Guerre franco-allemande de 1870
- Stèle pour la Guerre d'Algérie

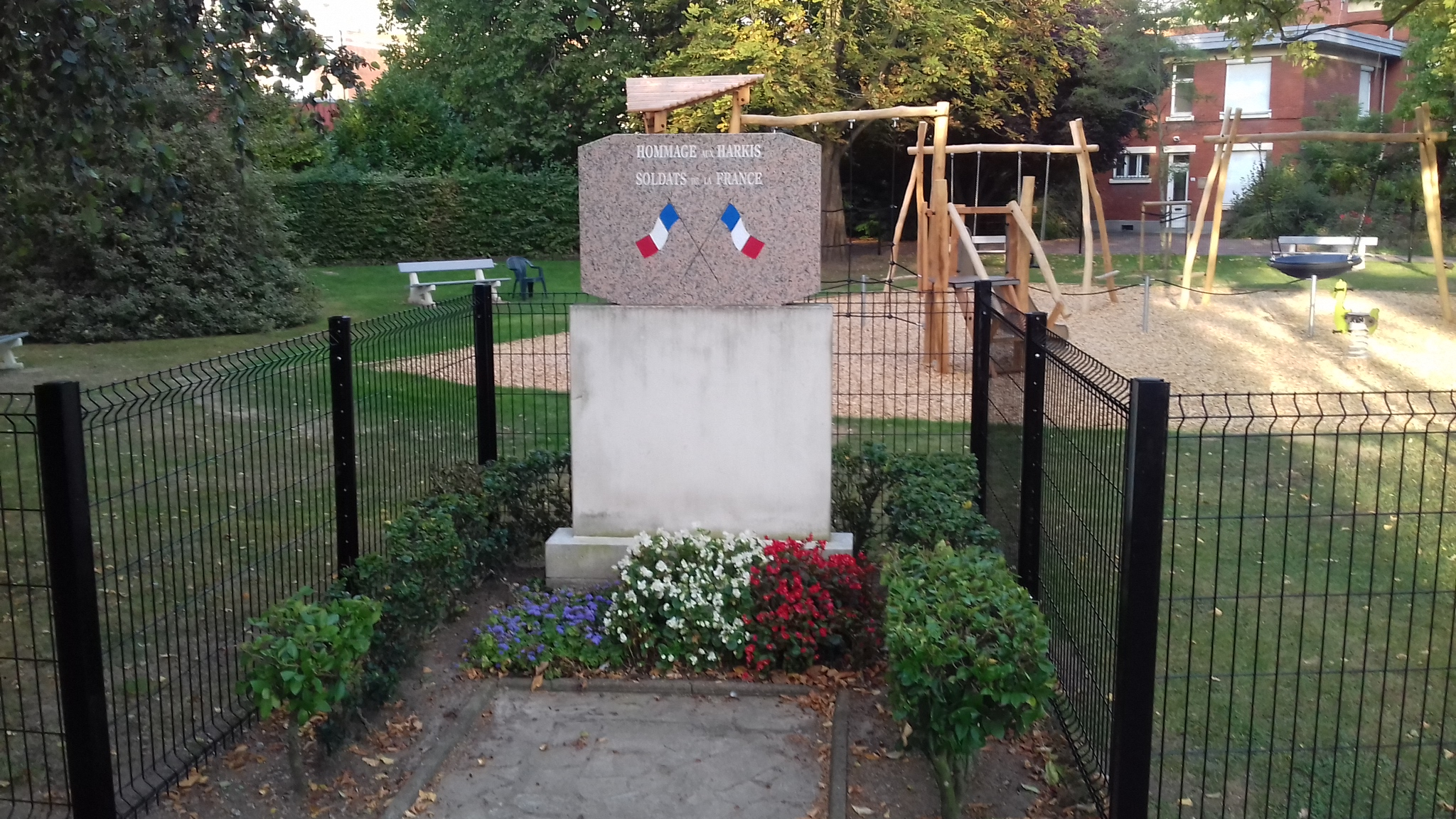
Stèle pour les combats en Tunisie et au Maroc.
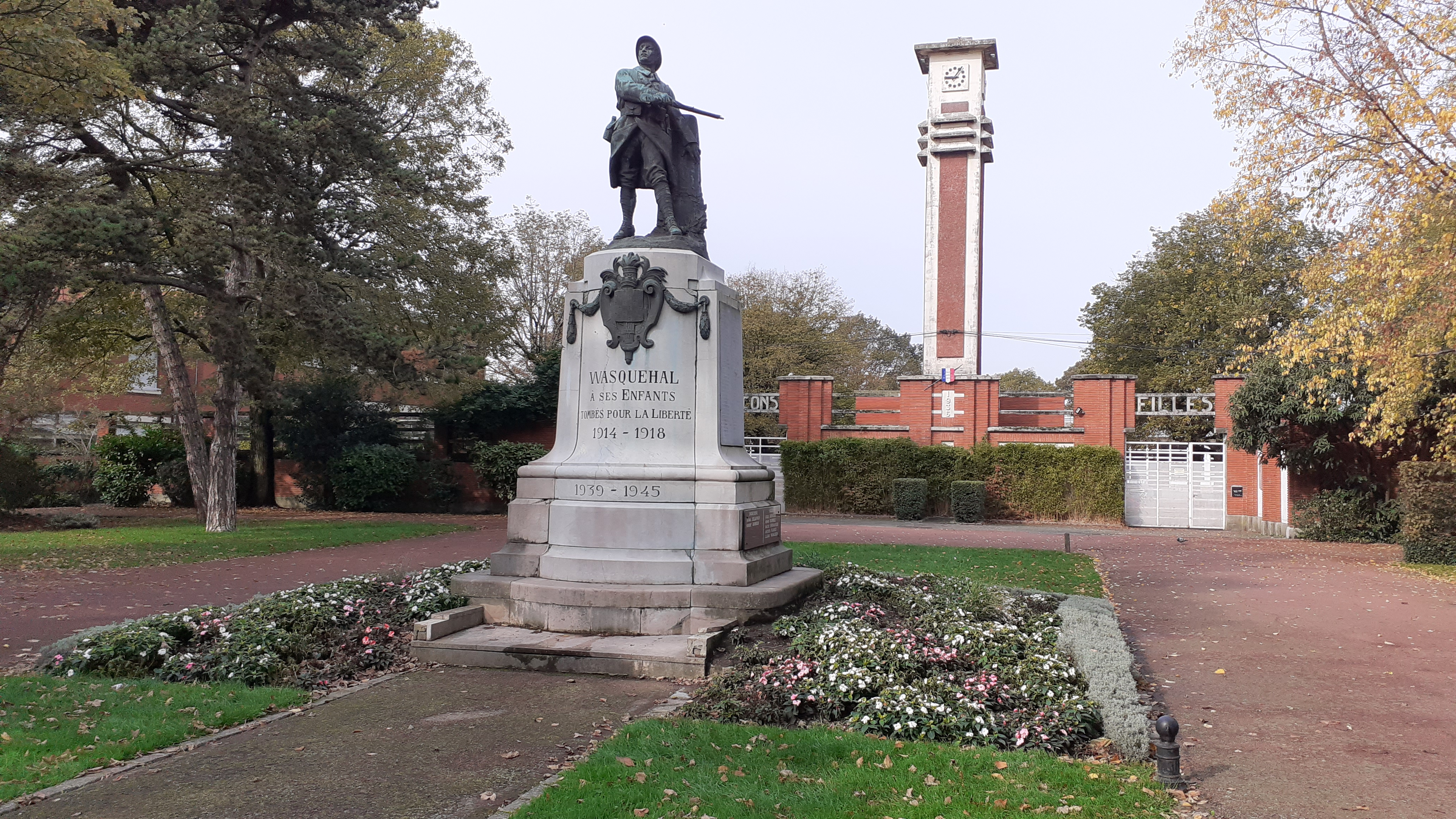
Monument aux morts pour la Première et Seconde Guerre mondiale.
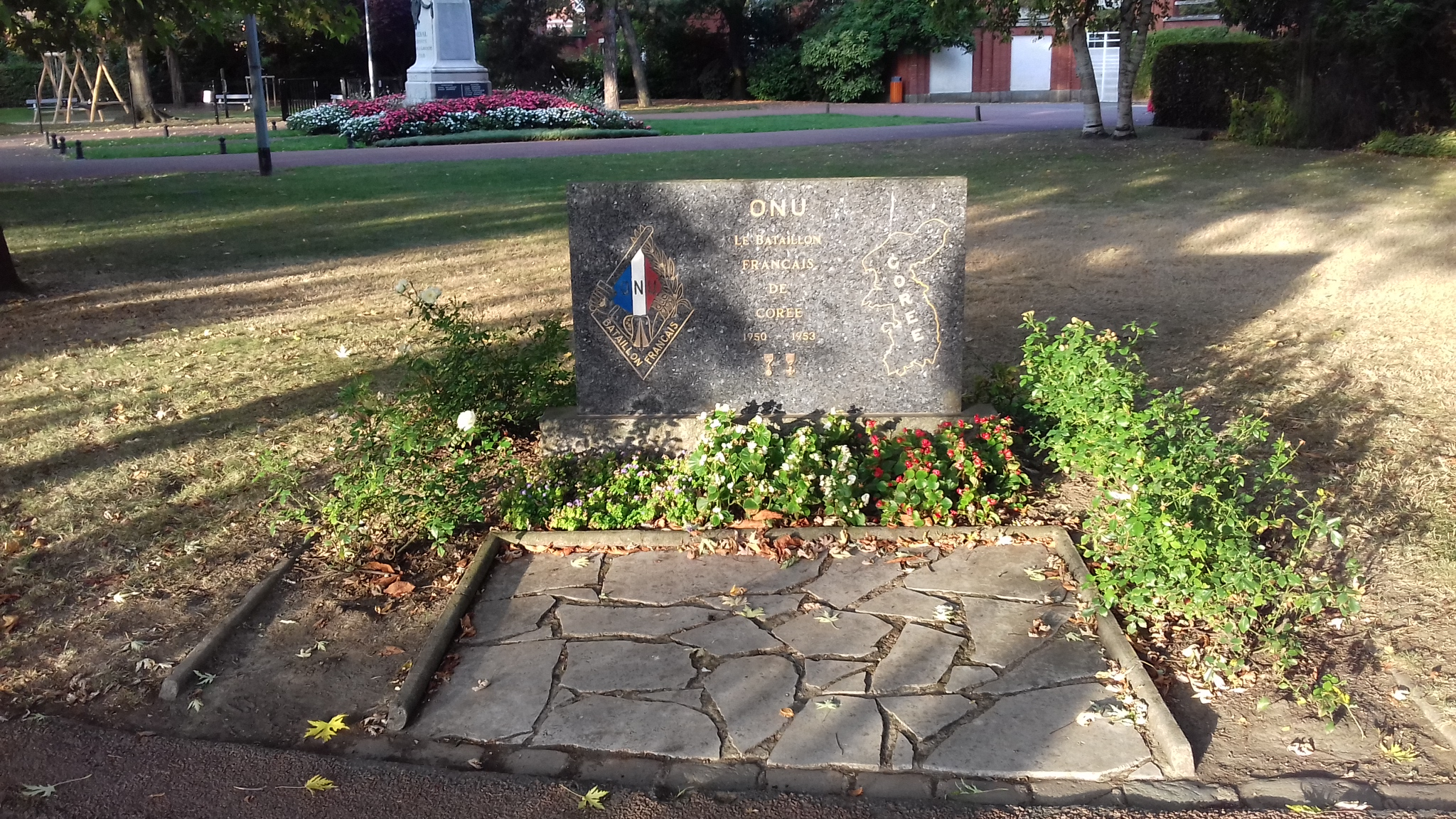
Stèle pour la Guerre de Corée.
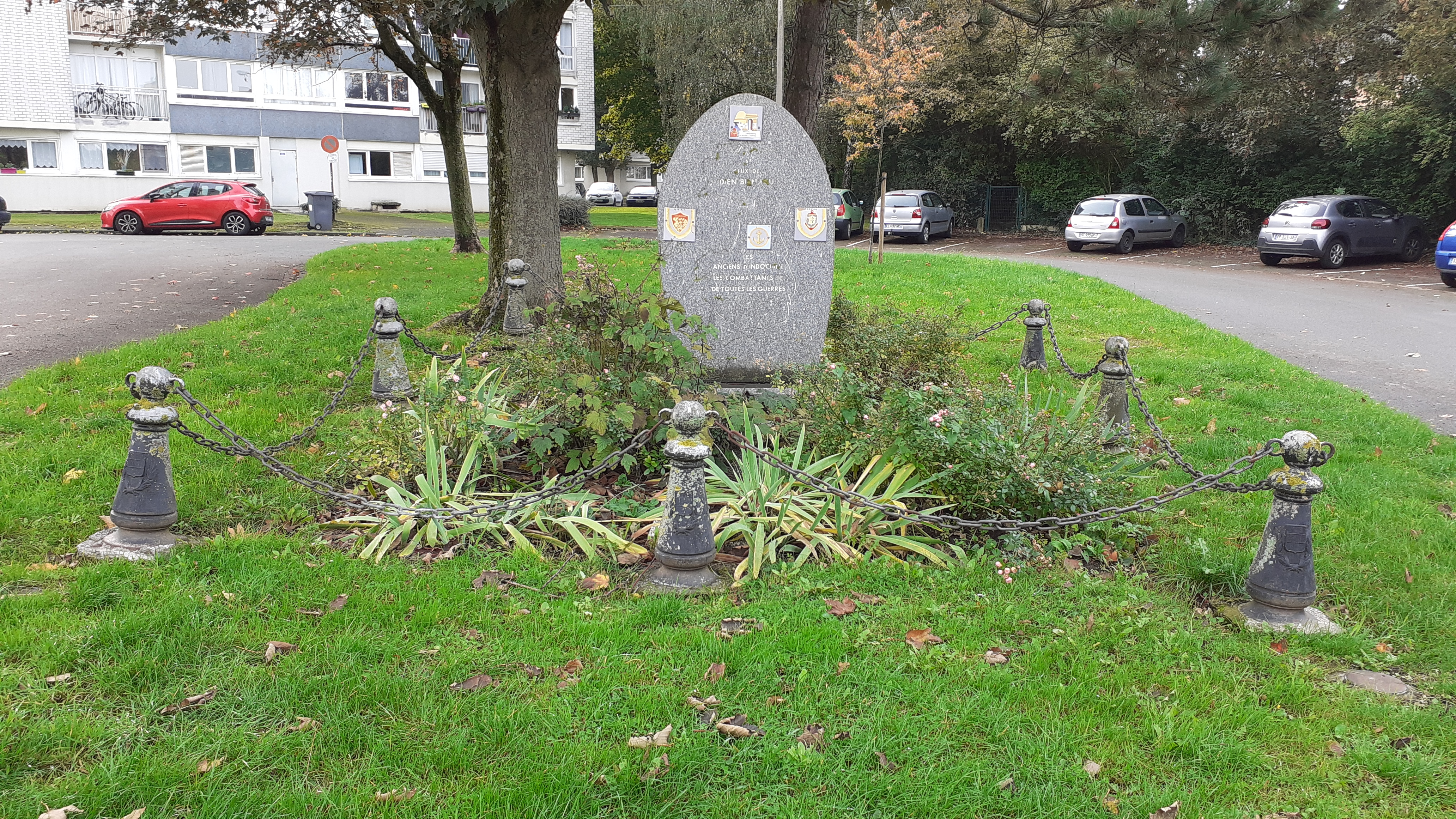
Stèle pour la bataille de Ðiện Biên Phủ.

### Cimetières
- Le cimetière du Plomeux est mis en service en 1951 dans le quartier du Plomeux. Y sont inhumés, Boris Blondin, demi-frère de Pierre Blondin, Arthur Buyse, fondateur de l'ES Wasquehal, Omer et Gérard Dehaudt, propriétaires de la ferme Dehaudt, Jean Wastyn et Paul Roos, résistants, André Lips, troisième de la coupe mondiale d'accordéon en 1938, Jean Franchomme, président de l'entreprise Delespaul-Havez, Eugène Leroy, peintre, Jean-Baptiste Lepers, fondateur de l'Harmonie Municipale de Wasquehal, Gaston Heurtematte, Henri Détailleur et Ernest Dujardin, maires de Wasquehal, Paul Hantson, quintuple champion de France de gymnastique, Léon Massa, secrétaire général du parti socialiste, André Gernez, docteur en médecine, Gabrielle Wattinne, PDG de la Blancheporte et Théodore Wibaux, administrateur de la Blancheporte. Ce cimetière fait partie des 73 000 cimetières répertoriés dans lesquels reposent un soldats du Commonwealth avec William Johnson, canonnier du 30e régiment d'artillerie anglais. Une plaque officielle du Commonwealth War Graves Commission est apposée à l'entrée du cimetière. Il possède également un carré militaire où sont inhumés des soldats, résistants et victimes civiles.

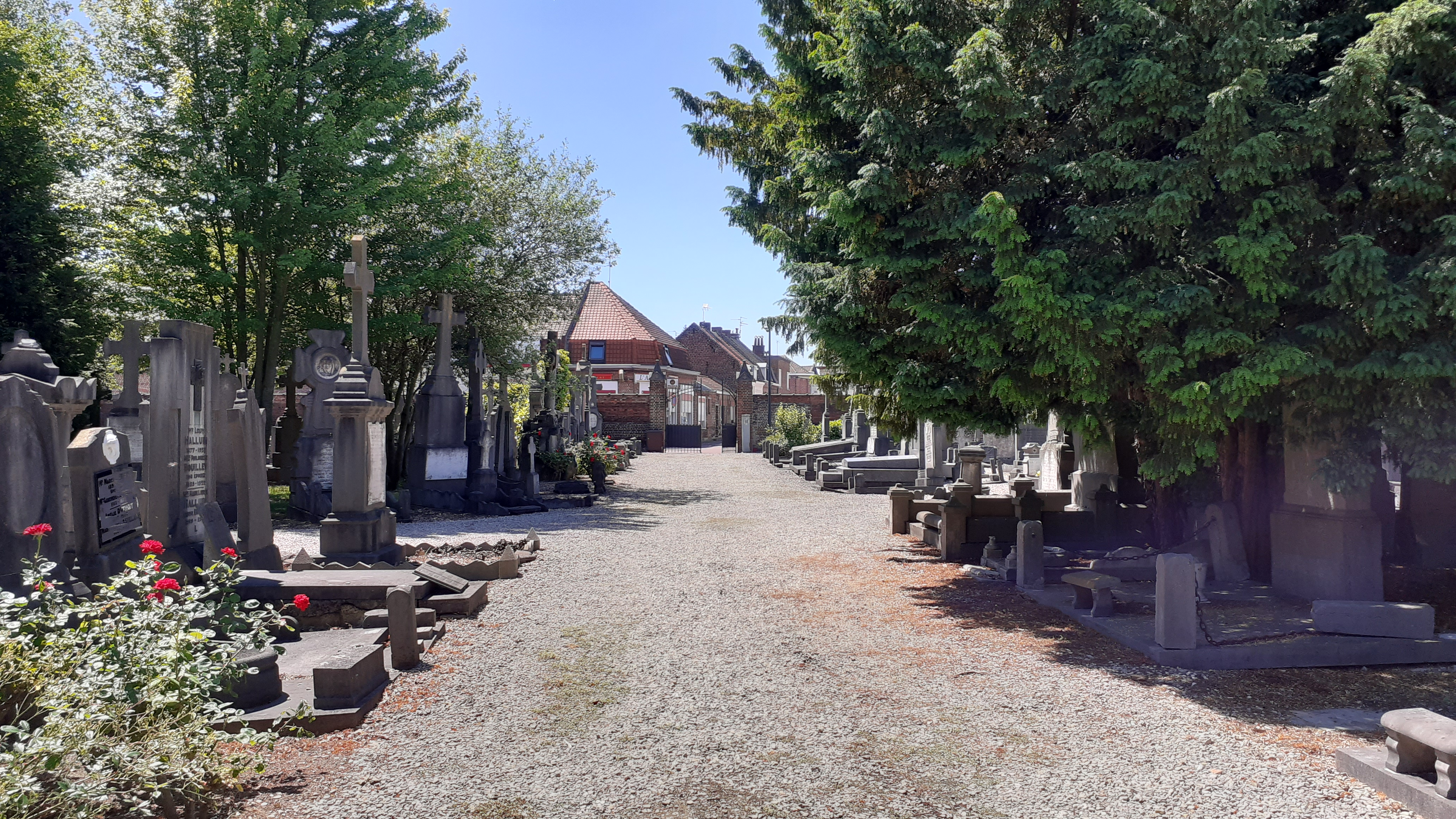
Allée principale.
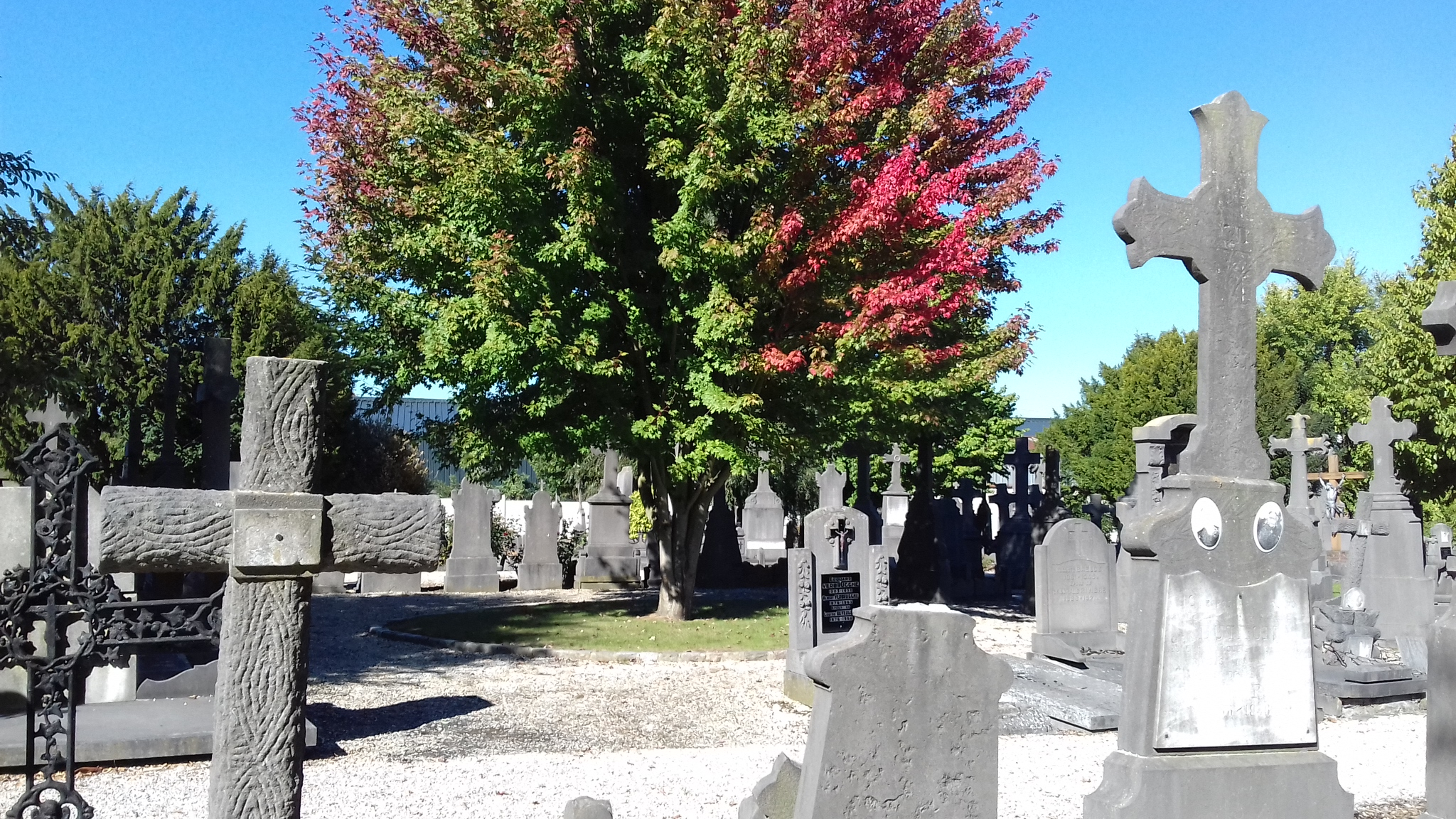
Intérieur du cimetière.
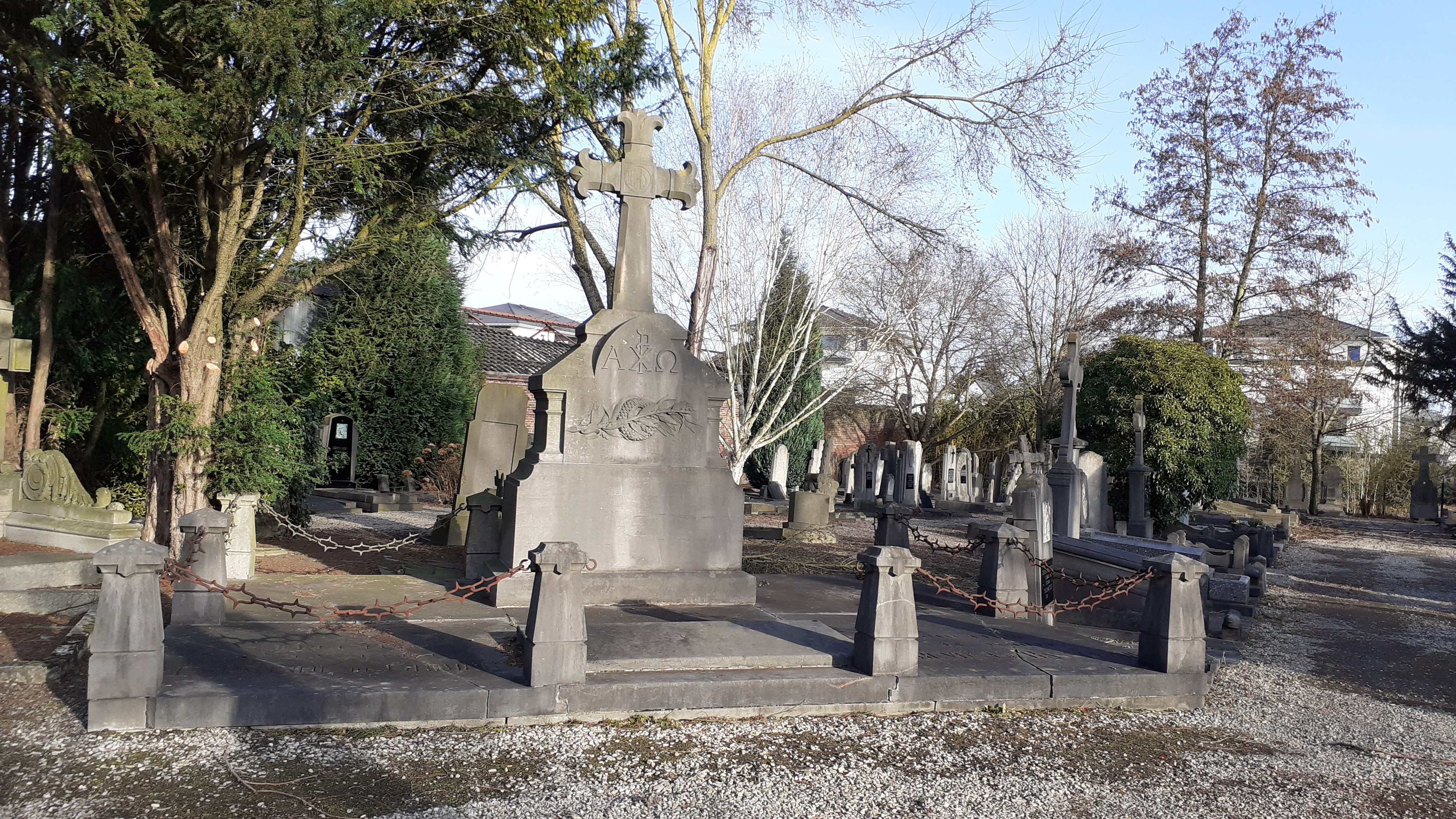
Monument famille Grimbry.
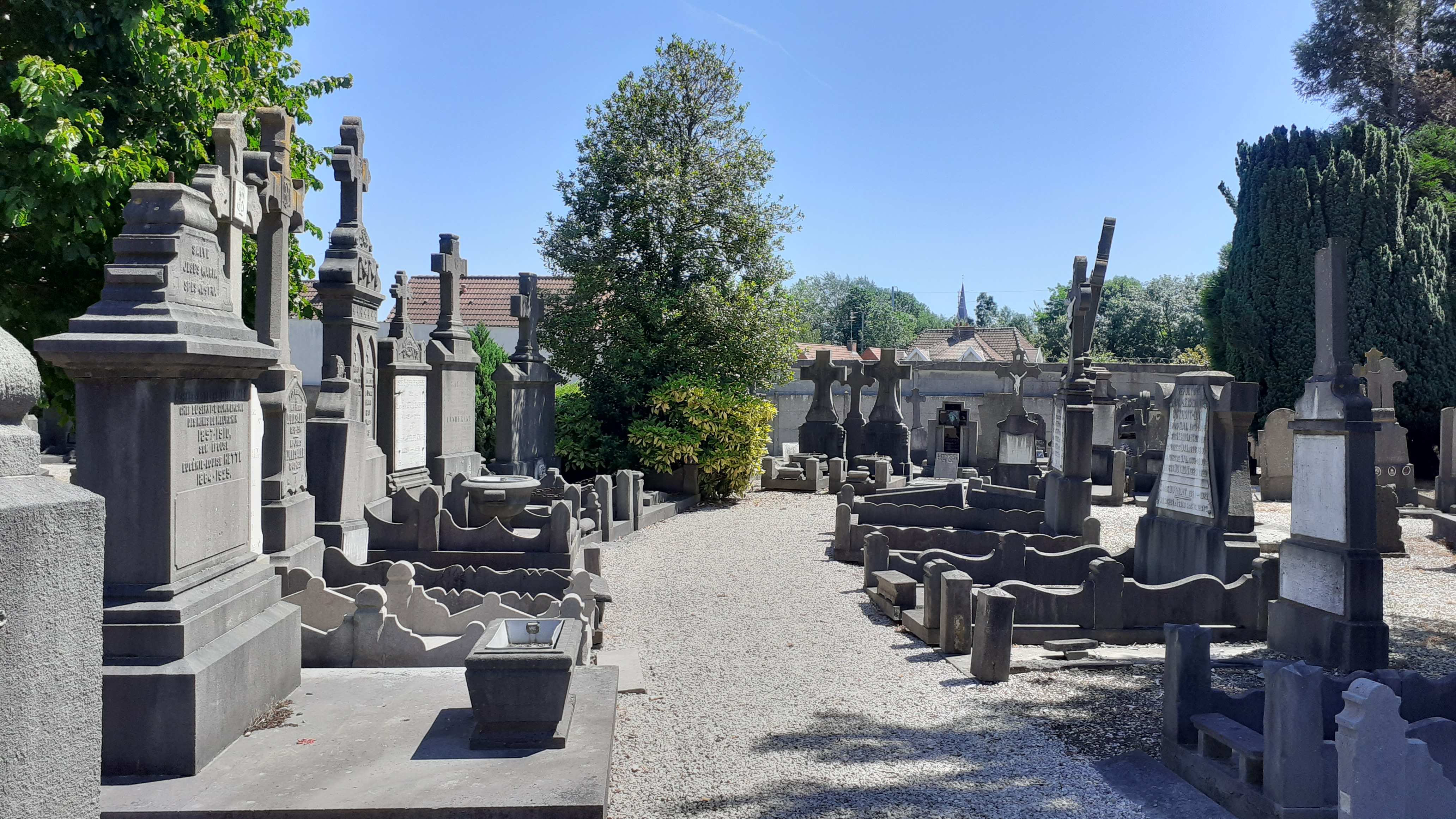
Intérieur du cimetière.

- Puits du souvenir.
- Allée principale.
- Calvaire.

- Le cimetière du Centre est créé en juillet 1878 rue de Marcq-en-Barœul. Y sont inhumés, Charles Hyacinthe Joseph Lespagnol de Grimbry, dernier seigneur de Wasquehal, Charles François Marie Le Prévost de Basserode, l'Original Verc'ruys, comique populaire, Oscar Loneux, fondateur de la manufacture Loneux, Léon d'Halluin, père d'Henri Dorgères, Célestin Droulers, Louis Brulois, Paul Marquilly et Louis Lejeune, maires de Wasquehal, Marie Dussart, reine de Wasquehal, Gustave Dubled, député, Lucien Viseur, résistant, Edmond Delcambre et Henri Vanalderwerelt, abbés de l'église Saint-Nicolas, les Sœurs Franciscaines de Wasquehal et Louis Droulers, des Sucrerie Droulers. Le cimetière du Centre, en dehors du lieu de sépulture des industriels, hommes politiques et artistes qui ont contribué à la renommée de la ville, tient un rôle de mémoire.

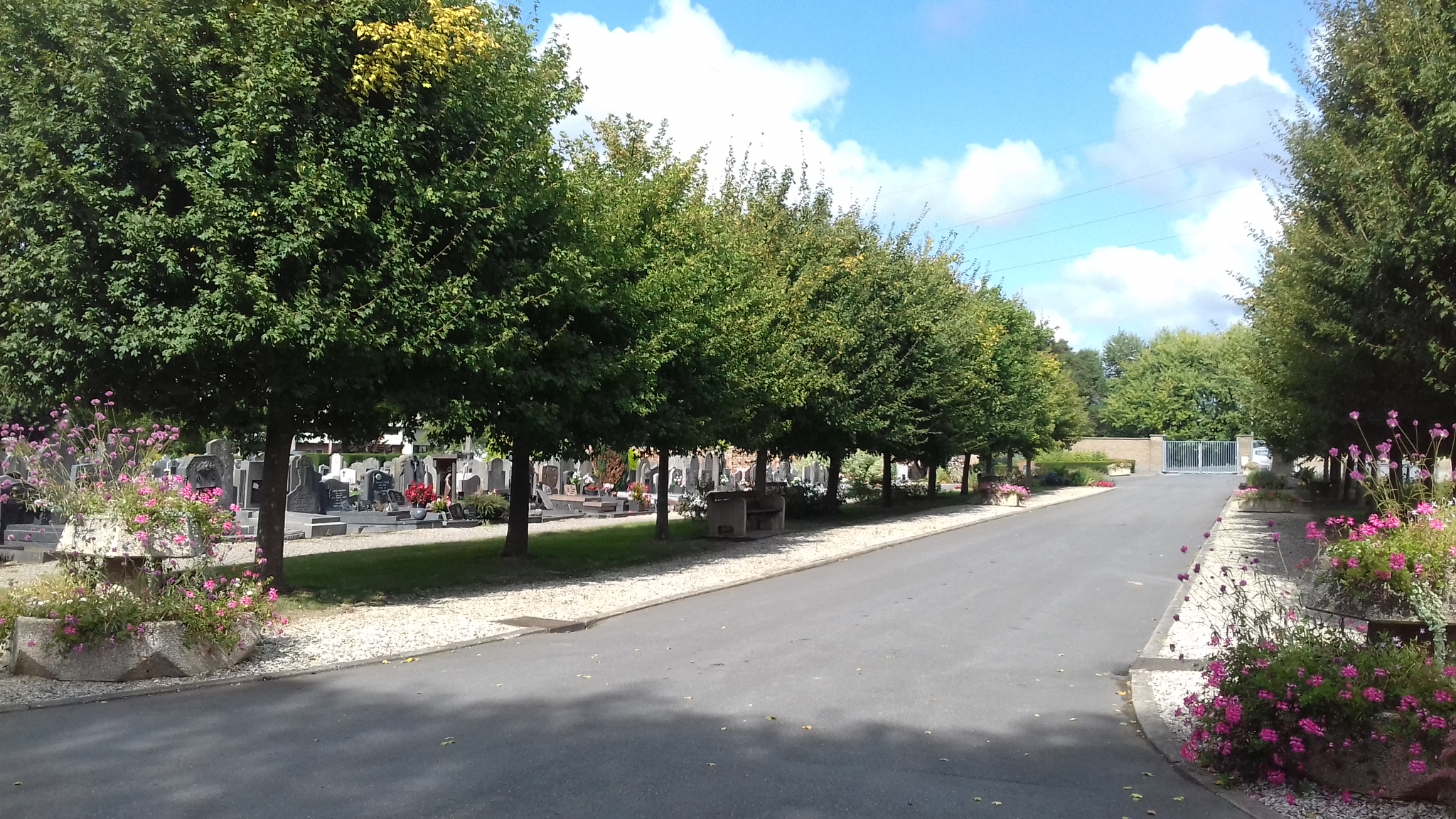
Allée principale.
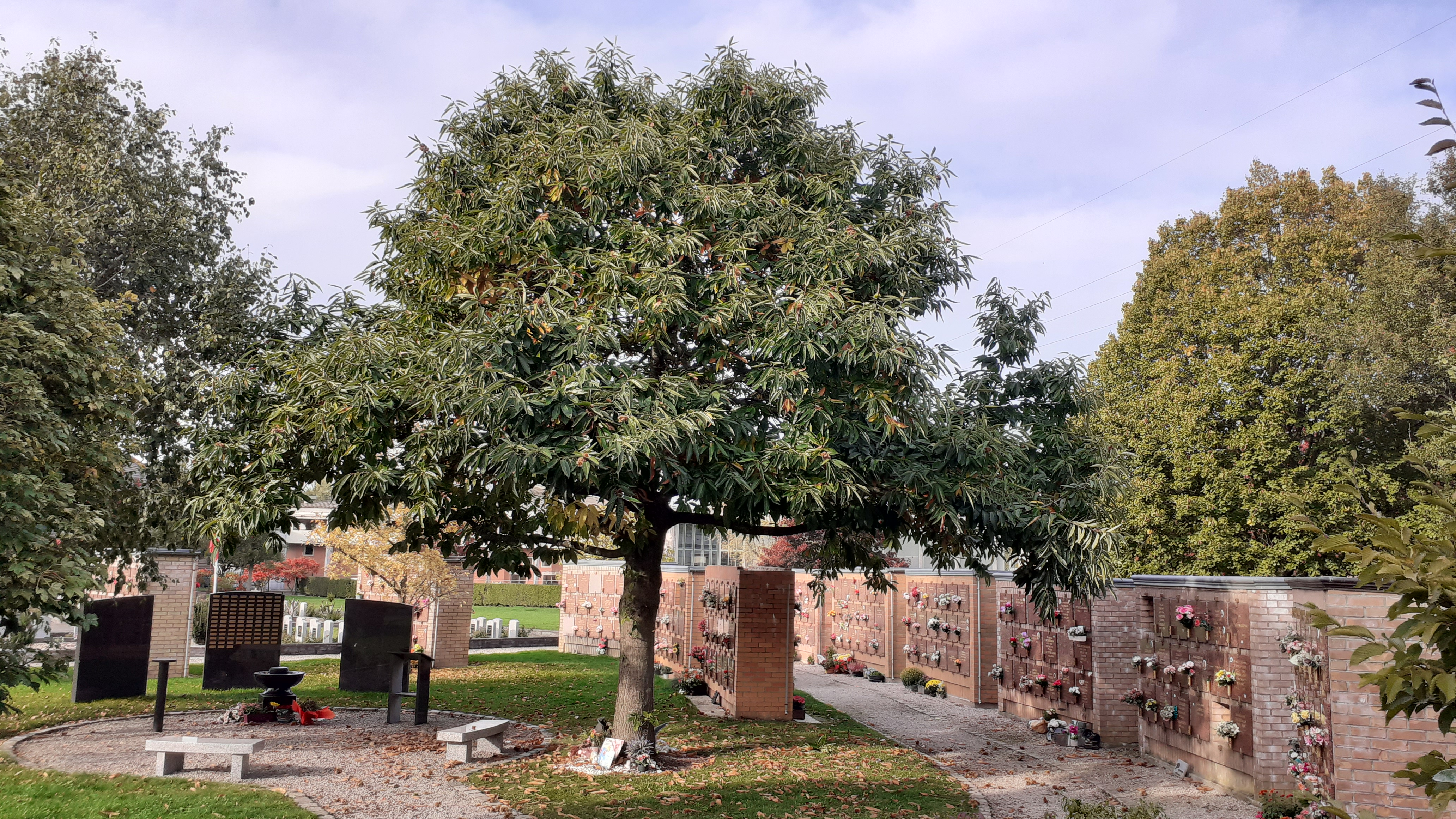
Puits du souvenir.
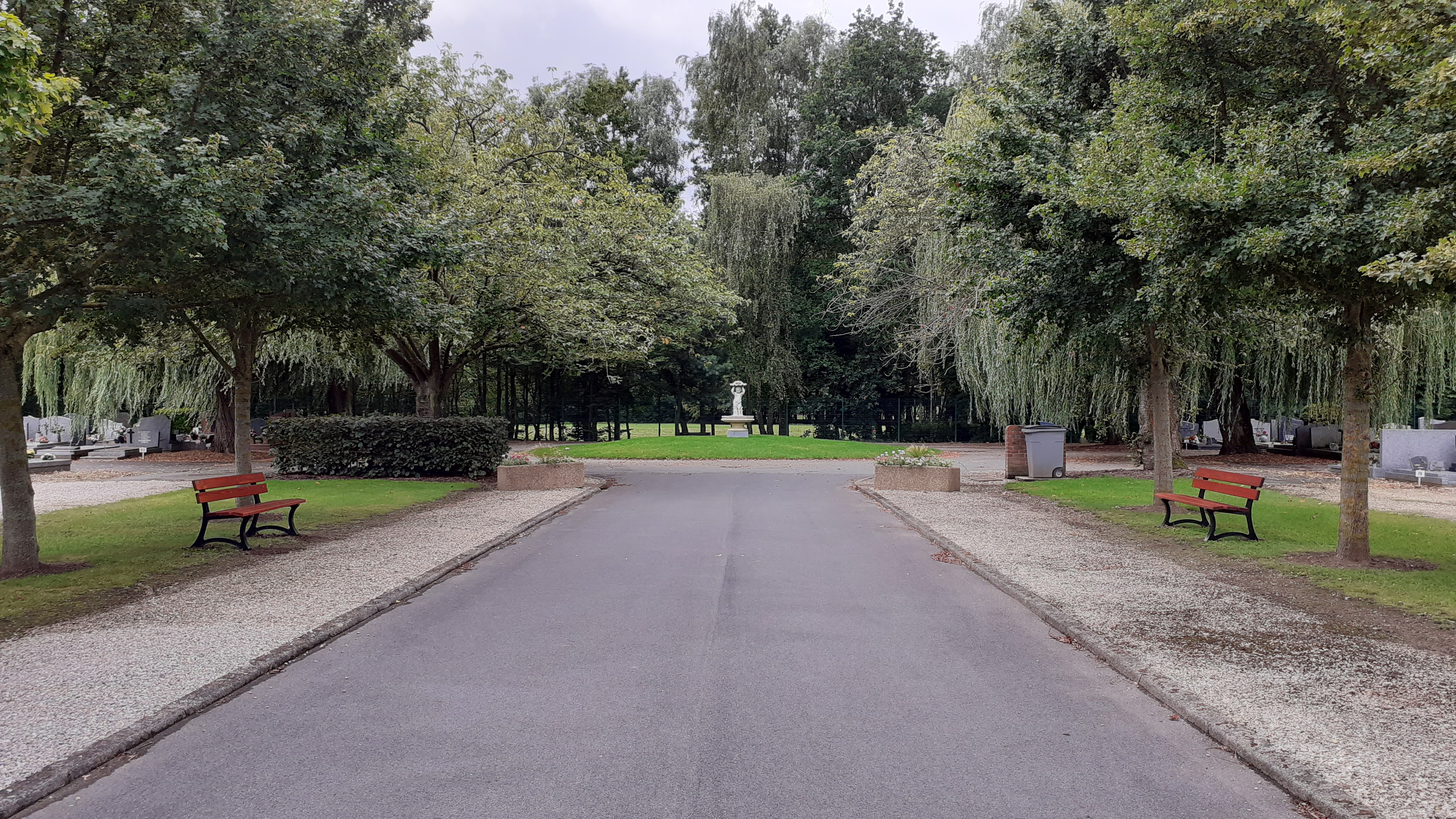
Allée principale.
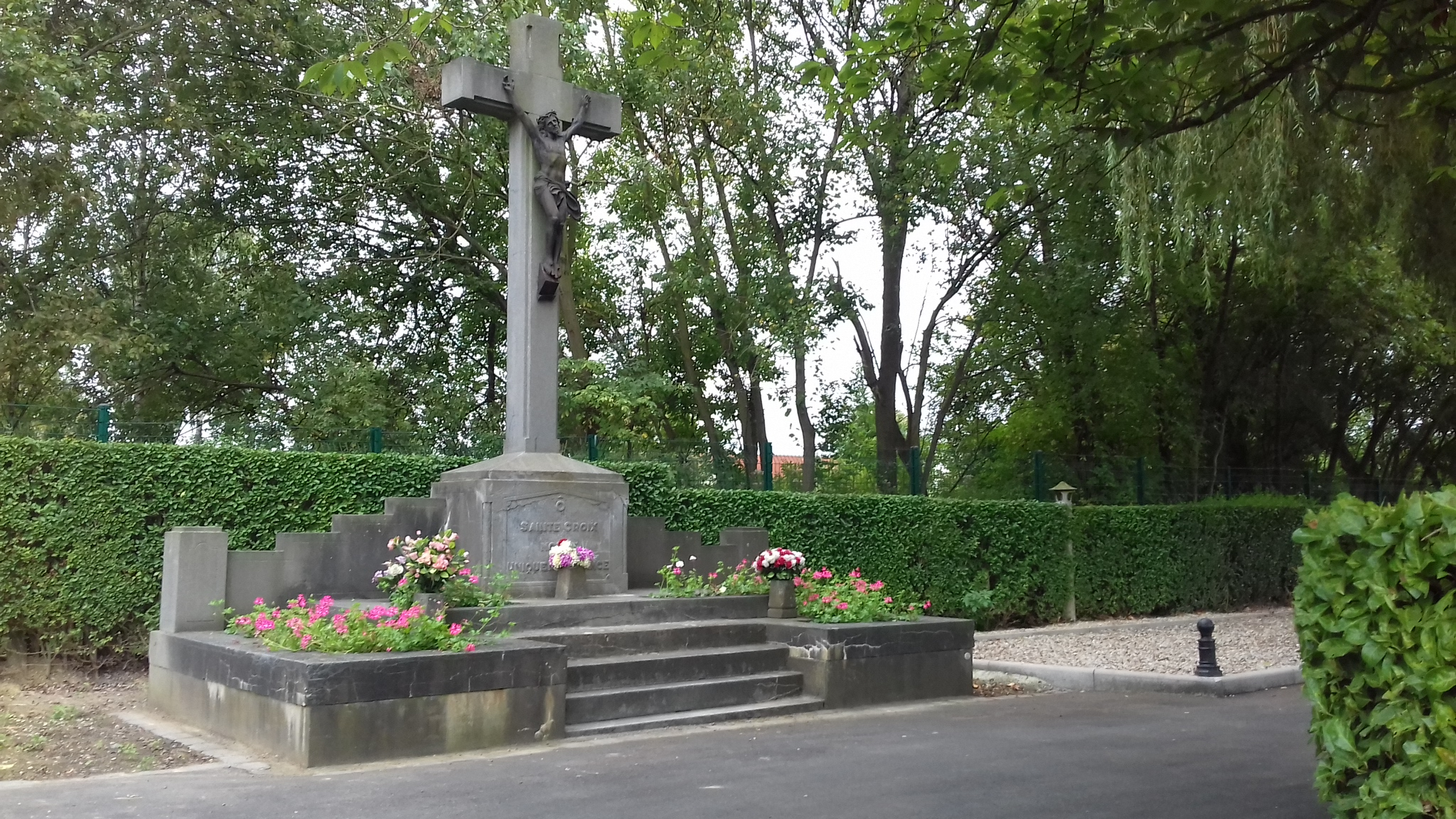
Calvaire.

- Intérieur du cimetière.
- Monument famille Grimbry.
- Intérieur du cimetière.

### Sculptures
- Un buste de Maxence Van der Meersch, œuvre d'André Missant, est posé au milieu d'un parterre de fleurs en face de l'hôtel de ville.

### Personnalités liées à la commune
- Gisèle (819-874). Petite-fille de Charlemagne, elle possède Wasquehal en 835.
- Seigneurs d'Oisy, remontent historiquement au IXe siècle avec l'institution d'Eudes Ier d'Oisy, baron d'Oisy par Charlemagne.
- Godelieve de Gistel (1049-1070), jeune femme du comté de Flandre. Délaissée par son mari qu'elle ne cessa d'aimer, et maltraitée par sa belle-mère, elle est considérée comme sainte et martyre. Parenté de Gérard de Ghistelles, seigneur de Wasquehal.
- Famille de Lichtervelde, famille de la noblesse du comté de Flandre qui est ainsi titrée depuis le XIIe siècle.
- Famille de Hauteclocque, famille de l'ancienne noblesse d'Artois. Elle tire son origine de la terre de Hautecloque, aujourd'hui commune du Pas-de-Calais.
- Famille de Lattre de Tassigny, dont la branche des Delattre, lainiers du Nord, se sont établies à Wasquehal.
- Famille d'Estrées, famille de la noblesse française originaire de la région du Boulonnais. Elle fait remonter ses origines à Pierre d'Estrées.
- Philippe le Bel (1268-1314), roi de France de 1285 à 1314, il siégea à Wasquehal lors de la conquête de la Flandre.
- Pierre de Roubaix (1415-1498), seigneur de Roubaix, le fief de Wasquehal fut rattaché en 1435 à la maison de Roubaix par son mariage avec Marguerite de Ghistelles.
- Josse de Ghistelles (1446-1516), surnommé le Grand Voyageur, chevalier, seigneur d'Axel, de Maelstede, et de van der Moere, conseiller et chambellan de Maximilien Ier. Petit-fils de Gérard de Ghistelles, seigneur de Wasquehal.
- Oudard de Bournonville (vers 1533-1585) seigneur de Wasquehal-Paroisse en 1542, hérité de sa mère Anne de Ranchicourt.
- Famille Toulemonde, famille d'industriels du Nord de la France. La famille Toulemonde qui est originaire de Linselles, s'est installée à Wasquehal vers 1570 sur plusieurs générations.
- Alexandre Ier de Bournonville (1585-1656), seigneur de Wasquehal-Paroisse en 1622.
- Gilbert de Choiseul du Plessis-Praslin (1613-1689), homme d'Église, vient en 1679, inspecter l'église de Wasquehal.
- Albert Henri de Ligne (1615-1641), seigneur de Wasquehal-la-Marque en 1634.
- Alexandre II de Bournonville (1616-1690), militaire brabançon, propriétaire des terres de Wasquehal en 1656 qu'il récupère après le Traités de Nimègue.
- Claude-Lamoral Ier de Ligne (1618-1679), seigneur de Wasquehal-la-Marque en 1641.
- Alexandre Guillaume de Melun (1619-1679), seigneur de Wasquehal-la-Marque.
- Jacob van Oost le Jeune (1637-1713), peintre baroque flamand. L'église Saint-Nicolas de Wasquehal possédait avant 1789, un tableau du peintre.
- Michel Le Peletier de Souzy (1640-1725), homme d'État et directeur général des fortifications de Louis XIV. Il vint sur Wasquehal au nom du Roi pour rassurer les wasquehaliens lors des conflits entre les manufactures d'étoffes de Lille et wasquehal en 1669.
- Louis Ier de Melun (1673-1704), seigneur de Wasquehal-la-Marque en 1679.
- Claude Lamoral II de Ligne (1685-1766), seigneur de Wasquehal-la-Marque en 1708.
- Louis II de Melun (1694-1724), seigneur de Wasquehal-la-Marque en 1713.
- Louis XV (1710-1774), roi de France et de Navarre. Membre de la maison de Bourbon, il règne sur le royaume de France du 1er septembre 1715 au 10 mai 1774.
- Charles de Rohan-Soubise (1715-1787), maréchal de France, dit le maréchal de Soubise. Propriétaire de la seigneurie de Wasquehal-la Marque en 1725.
- Albert de Saxe-Teschen (1738-1822), duc de Teschen.
- Famille Prouvost, famille de la bourgeoisie industrielle du Nord dont Amédée II Prouvost qui participe aux retraites religieuses du château blanc à Wasquehal.
- Famille Scrive, famille d'industriels du Nord de la France.
- Famille Motte, famille d'industriels du Nord dont Fernand Motte, industriel à Roubaix qui vient à Wasquehal lors de réunions de la fédération républicaine.
- Valentin Charles Hubert Malet de Coupigny (1771-1844), baron puis marquis de Coupigny, il est percepteur de Wasquehal
- Charles Hyacinthe Joseph Lespagnol de Grimbry (1772-1845), homme politique, seigneur de Grimbry, conseiller au Parlement de Flandres puis maire de la ville de Wasquehal de 1800 à 1845.
- Charles François Marie Le Prévost de Basserode (1774-1849), homme politique, seigneur de Basserode, de Hautgrenier, de Hautlieu et des Marisson, soldat des Guerres napoléoniennes, conseiller municipal puis maire de la ville de Wasquehal de 1848 à 1849.
- René-François Régnier (1794-1881), cardinal français du XIXe siècle.
- Isaac Holden (1807-1897), inventeur et fabricant.
- Charles Leroy (1816-1879), architecte néogothique lillois.
- Amédée de Margerie (1825-1905), philosophe et écrivain qui participe aux retraites religieuses du château blanc à Wasquehal.
- Sophie Vincent-Calbris (1819-1859), peintre paysagiste.
- Auguste Lepoutre (1825-1903), homme politique, premier habitant du château du Blanc Mesnil dans le quartier de Cartelot à Wasquehal.
- Charles de Freycinet (1828-1923), ministre de la guerre, vint inspecter les fortifications de la région et notamment le fort de Wasquehal, dans le quartier du Haut-Vinage.
- Famille Mathon, famille d'industriels du Nord, dont le père d'Eugène Mathon, Henri Mathon, participe aux retraites religieuses du château blanc à Wasquehal.
- Georges Clemenceau (1841-1829), homme d'État français, président du Conseil de 1906 à 1909 puis de 1917 à 1920.
- Charles Thellier de Poncheville (1842-1915), homme politique qui participe aux retraites religieuses du château blanc à Wasquehal.
- Geoffroy de Montalembert (1850-1926), homme politique français.
- Edgar Boutry (1857-1938), sculpteur français. Sculpteur de la statue de bronze du monument aux morts de Wasquehal situé rue Delerue.
- Raymond Poincaré (1860-1934), homme d'État français. Il est le président de la République française du 18 février 1913 au 18 février 1920.
- Théodore Leuridan (1860-1933), prêtre, archiviste du diocèse de Cambrai, bibliothécaire d'université et président de la Société d'études au XIXe siècle. Il écrivit plusieurs dizaines d'ouvrages de références, éphémérides, armoriaux, généalogies portant sur l'histoire du Nord.
- Hector Franchomme (1860-1939), ingénieur Centralien de Lille.
- Henri Delecroix (1861-1933), homme politique. Vient à Wasquehal dans le cadre du programme de lutte contre la dépopulation.
- Émile Ogier (1862-1932), administrateur, préfet et homme politique. Vient à Wasquehal dans le cadre du programme de lutte contre la dépopulation.
- Albert Calmette (1863-1933), médecin et bactériologiste militaire. Vient à Wasquehal dans le cadre du programme de lutte contre la dépopulation.
- Gustave Dubled (1864-1916), conseiller municipal de Wasquehal, adjoint au maire puis conseiller d'arrondissement.
- Alexandre Giros (1870-1937), ingénieur. Il fait construire une centrale électrique à Wasquehal.
- Famille Droulers, famille de distillateur, fabricant de sucre et chocolatier dont Célestin Droulers, maire de Wasquehal de 1871 à 1890 et oncle de Charles Droulers.
- Louis Loucheur (1872-1931), homme politique et industriel. Il fait construire une centrale électrique à Wasquehal.
- Gabriel Pagnerre (1874-1939), architecte, l'auteur de plus de 400 villas et maisons d'habitation dans la métropole lilloise.
- Jean-Marie Desgranges (1874-1958), prêtre catholique séculier et homme politique français. Il vient faire une conférence sur l'église et le progrès social à Wasquehal en 1928.
- Joseph Hentgès (1875-1942), militant communiste, syndicaliste et résistant français, ancien maire d'Hellemmes.
- Jean-Baptiste Lebas, (1878-1944), homme politique. À quinze ans, il expliquait le collectivisme à Wasquehal en réunion publique.
- Aimé Doumenc (1880-1948), général français.
- Frères Willot, famille d'industriels, inventeurs des couches Peaudouce.
- Bartolomeo Cattaneo (1883-1949), aviateur italien qui vint se poser en catastrophe dans un champ de blé à Wasquehal en 1910.
- Charles Delesalle, (1886-1973), homme politique. Vient à Wasquehal lors de réunions de la fédération républicaine.
- Désiré Ferry (1886-1940), homme politique. Il vient sur Wasquehal pour visiter l'Œuvre des Petit Lits Bleus dirigée par Alfred Motte.
- Jules Dumont (1888-1943), militant communiste et résistant sous la Seconde Guerre mondiale.
- Léon Lierman (1889-1956), homme politique. Vint à Wasquehal en 1931 pour l'inauguration du stade municipal.
- Henri Détailleur (1890-1958), homme politique, ancien maire de Wasquehal et député du Nord. Il fut résistant pendant la Seconde Guerre mondiale dans les rangs du mouvement Voix du Nord.
- Augustin Laurent (1896-1990), homme politique, ministre, maire de Lille, grand résistant et créateur du réseau de résistance France au Combat avec Eugène Thomas.
- Henri Dorgères (1897-1985), homme politique et syndicaliste, fondateur des Chemises vertes, faction de l'extrême droite française de l'Entre-deux-guerres.
- Paul Hantson (1897-1952), gymnaste et champion de France d'athlétisme à cinq reprises.
- Henri Padou (1898-1981), champion olympique de water-polo aux Jeux olympiques d'été de 1924.
- Pierre Desrumaux (1899-1990), peintre, élève de Pharaon de Winter.
- Charles Pacôme (1903-1978), lutteur, médaille d'argent aux Jeux olympiques d'Amsterdam et médaille d'or aux Jeux olympiques de Los Angeles.
- Famille Mulliez, famille d'industrielle du Nord. L'oncle de Gérard Mulliez fut vicaire à l'église Saint-Clément.
- Maxence Van der Meersch (1907-1951), écrivain, prix Goncourt 1936.
- Albert de Jaeger (1908-1992), sculpteur, médailleur, fondeur et orfèvre français qui a habité Wasquehal.
- Jean Christophe (1910-1990), auteur et historien régional tourquennois.
- Pierre Herman (1910-1990), homme politique, ancien maire de Wasquehal et député du Nord.
- Eugène Leroy (1910-2000), peintre, Grand Prix National de la Peinture 1996.
- Jean Sécember (1911-1990), footballeur international français.
- Arthur Staggs (1912-2013), agent britannique du service secret britannique Special Operations Executive. Il fut l'opérateur radio du réseau Farmer dirigé par Michael Trotobas.
- Roger Van Mullem (1914-1984), comédien et producteur de cinéma.
- Daniel Derveaux (1914-2010), artiste et éditeur d'art.
- Jacques Chaban-Delmas (1915-2000), résistant, général de brigade et homme d'État français. Il est Premier ministre du 20 juin 1969 au 5 juillet 1972. Il vint visiter la nouvelle cité du Haut-Vinage avec Pierre Herman en 1972.
- François Mitterrand (1916-1996), homme d'État français, président de la République. Vient à Wasquehal le 29 novembre 1980, pour effectuer son premier meeting de campagne.
- Abel Leblanc (1919-2019), peintre, sculpteur, chansonnier et poète.
- André Lips (1921-1972), vainqueur de la Coupe Léopold III de Belgique, champion de France et deuxième de la première Coupe mondiale d'accordéon en 1938.
- Jean Monneret, (1922), peintre et sculpteur de l'École de Paris de l'après-guerre.
- André Gernez (1923-2014), médecin adepte des méthodes dites non conventionnelles.
- Jean Willerval (1924-1996), professeur à l'École nationale supérieure des beaux-arts à Paris, membre de l'Académie d'architecture et détenteur du grand prix national de l'architecture en 1975.
- Albert Dubreucq (1924-1995), footballeur français et entraîneur.
- Pierre Hennebelle (1926-2013), peintre et pianiste de jazz, Il fut l'un des membres du Groupe de Roubaix.
- Henri Heinemann (1927-2020) écrivain et critique littéraire dont la famille est originaire de Wasquehal.
- Jenny Clève (1930), actrice, marraine de l'association des donneurs de sang de Wasquehal.
- Gérard Sévérin (1930-2015), psychanalyste, a travaillé avec Françoise Dolto.
- Lili Leignel (1932), conférencière, déportée à 11 ans, survivante des camps de Ravensbrück et de Bergen-Belsen et témoin de la Shoah.
- Jean-Pierre Watel (1933-2016), architecte, réalisation de la maison Wallaert à Wasquehal en 1971.
- Bernard Derosier (1939), instituteur à Wasquehal et homme politique et député du Nord.
- Bernard Tapie (1943-1921), homme d'affaires et homme politique. Vient en meeting à Wasquehal en 1994.
- Christian Decocq (1945), homme politique, adjoint au maire de Wasquehal de 1989 à 1995.
- Gérard Vignoble (1945-2022), homme politique, ancien député-maire de Wasquehal.
- Ali Negab (1946), boxeur algérien poids légers, entraineur au Boxing Club Wasquehal.
- Gérald Guillemin (1946), Facteur d'orgues.
- Mario Luraschi (1947), cascadeur équestre italien, dresseur de chevaux pour le cinéma. Il est également metteur en scène pour ses spectacles. Citoyen d'honneur de la ville de Wasquehal 2010
- Hervé Gauthier (1949), joueur de football devenu entraîneur. Il évoluait au poste de défenseur. Depuis 2016, il est vice-président de l'UNECATEF.
- Laurent Ulrich (1951), évêque catholique français, archevêque de Lille, il dédicace l'autel de l'église Saint-Nicolas en 2015.
- Alain Deloeuil (1954), coureur cycliste. Membre du CC Wasquehal.
- John Paul Lepers (1957), journaliste, réalisateur et producteur de télévision français. Grand reporter successivement à France Inter, TF1, Arte, Canal+ et France Télévisions, il a réalisé ou produit une cinquantaine de documentaires. Il dirige la Web TV LaTéléLibre. Il est issu de la famille Lepers de Wasquehal.
- Wladyslaw Znorko (1958-2013), auteur et metteur en scène de théâtre français.
- Pierre Dréossi (1959), footballeur puis entraineur.
- Loïc Le Flohic (1959-1998), coureur cycliste. Membre du Cyclo-Club de Wasquehal.
- Philippe Delaurier (1960), coureur cycliste. membre de l'équipe A.C.R.W (fusion du Vélo-Club de Roubaix et du Cyclo-Club de Wasquehal).
- Yannick Noah (1960), joueur et capitaine de tennis et un chanteur franco-camerounais qui a remporté le tournoi de Roland-Garros en 1983. Il a inauguré le complexe de tennis de Wasquehal.
- Florent Ibenge (1961), footballeur congolais et sélectionneur de l'équipe de République démocratique du Congo et vainqueur du Championnat d'Afrique des nations en 2016 en tant que sélectionneur.
- Patrice Esnault (1961), coureur cycliste français. Professionnel de 1985 à 1994, il a notamment remporté le Grand Prix du Midi libre en 1987 et une étape du Tour d'Espagne 1990.
- Jean-François Laffillé (1962), coureur cycliste, remporte la Palme d'or du cyclisme en 1987. Membre de l'équipe A.C.R.W (fusion du Vélo-Club de Roubaix et du Cyclo-Club de Wasquehal).
- Paul Kimmage (1962), coureur cycliste irlandais, Champion d'Irlande sur route 1981 et 1984.
- Areski Bakir (1963), boxeur poids super-plumes, champion de France à trois reprises.
- Colbert Marlot (1963), footballeur puis entraîneur français. Diplômé du DEPF ( Licence Pro UEFA )
- Laurent Pieri (1964), cycliste français. Membre de l'équipe A.C.R.W (fusion du Vélo-Club de Roubaix et du Cyclo-Club de Wasquehal).
- Laurent Pillon (1964), cycliste français, membre de l'équipe CC Wasquehal.
- Alain Parisot (1964), cycliste français, membre de l'équipe CC Wasquehal.
- Denis Leproux (1964), coureur cycliste, vainqueur du Tour de l'Ain en 1992.
- Philippe Calabria (1965), musicien, auteur et pasteur.
- Francis Moreau (1965), coureur cycliste, champion olympique de poursuite par équipes lors des Jeux olympiques de 1996 à Atlanta, et champion du monde de poursuite en 1991.
- Fabrice Debrabant (1965), coureur cycliste, membre du CC Wasquehal.
- Iain Simcock (1965), organiste, claveciniste et chef de chœur britannique, lauréat des concours internationaux de Chartres et Wasquehal.
- Hervé Boussard (1966-2013), coureur cycliste, médaillé de bronze du contre-la-montre par équipes sur 100 km des Jeux olympiques de Barcelone.
- Didier Thueux (1966), coureur cycliste. Membre de l'équipe A.C.R.W (fusion du Vélo-Club de Roubaix et du Cyclo-Club de Wasquehal).
- Reynald Debaets (1967), footballeur et entraineur. Vainqueur du Championnat de France de National 2 en 1995.
- Pierre Dewailly (1967-2000), coureur cycliste belge. Membre de l'équipe A.C.R.W (fusion du Vélo-Club de Roubaix et du Cyclo-Club de Wasquehal).
- Michel Lafis (1967), coureur cycliste suédois. Membre de l'équipe A.C.R.W (fusion du Vélo-Club de Roubaix et du Cyclo-Club de Wasquehal).
- Fifi Mukuna (1968), dessinatrice et caricaturiste congolaise.
- Thomas Coville (1968), navigateur, record du tour du monde à la voile en solitaire et en multicoque.
- Philippe Mauduit (1968), coureur cycliste et directeur sportif. Membre de l'équipe A.C.R.W (fusion du Vélo-Club de Roubaix et du Cyclo-Club de Wasquehal).
- Miika Hietanen (1968), coureur cycliste finlandais. Membre de l'équipe A.C.R.W (fusion du Vélo-Club de Roubaix et du Cyclo-Club de Wasquehal).
- Laurent Desbiens (1969), coureur cycliste, vainqueur des Quatre Jours de Dunkerque, maillot jaune pendant 2 jours et vainqueur d'étape sur le Tour de France.
- Stéphane Capiaux (1969), footballeur, vainqueur du championnat de France de Division 2 en 1998 avec l'Association sportive Nancy-Lorraine.
- Christophe Delmotte (1969), footballeur, Champion de France, Vainqueur de la Coupe de la Ligue et vainqueur de la Coupe Intertoto avec l'Olympique lyonnais.
- Dennis Bergkamp (1969),  footballeur international néerlandais, participe au tournoi international de Wasquehal en 1986.
- Édouard Philippe (1970), homme politique et ancien Premier ministre, vient à Wasquehal, soutenir Félicie Gérard aux législatives de 2022.
- Cédric Vasseur, coureur cycliste. Membre du Cyclo-Club de Wasquehal.
- Lance Armstrong (1971), coureur cycliste américain, champion du monde sur route en 1993. Il remporte sept Tours de France consécutifs de 1999 à 2005, qu'il c'est vu retirés en 2012 pour plusieurs infractions à la réglementation antidopage. Il a fait partie de l'équipe cycliste Cofidis.
- David Derique (1971), coureur cycliste français. Membre de l'équipe A.C.R.W (fusion du Vélo-Club de Roubaix et du Cyclo-Club de Wasquehal).
- Anthony Rokia (1972), coureur cycliste. Membre de l'équipe A.C.R.W (fusion du Vélo-Club de Roubaix et du Cyclo-Club de Wasquehal).
- Cyril Revillet (1974), footballeur, Champion du monde militaire en 1995 avec l'équipe de France militaire et Champion de France de D2 en 1995 avec l'Olympique de Marseille.
- Félicie Gérard (1974), conseillère municipal de Wasquehal, adjointe au maire puis députée.
- Karim Chakim (1976), boxeur poids super-plumes, champion Intercontinental IBF 2006, champion de France à six reprises et champion de l'Union européenne EBU-BU 2010.
- David Coulibaly (1978), footballeur malien, champion de France de division 2 avec le LOSC Lille et demi-finaliste de la CAN en 2002 et 2004.
- Bark Seghiri (1978), footballeur franco-algérien.
- Laurent Quiévreux (1979), footballeur.
- Nicolas Portal (1979-2020), coureur cycliste, remporte huit grands tours, dont six Tours de France en tant que directeur sportif.
- Benjamin N'Guyen (1979), joueur professionnel de hockey sur glace.
- Geoffrey Dernis (1980), footballeur, champion de France de Division 2 et vainqueur de la Coupe Intertoto en 2004 avec le Lille OSC et champion de France 2012 avec le Montpellier Hérault SC.
- Vincent Planté (1980), footballeur, champion de France de National en 2015 et finaliste de la Coupe de la Ligue en 2005.
- David Boucher (1980), coureur cycliste, membre du Pôle France Wasquehal.
- José Saez (1982), footballeur, champion de France de ligue 2 et de national avec le Valenciennes FC.
- Juliette Vandekerckhove (1982), coureuse cycliste spécialiste de la route et de la piste et membre du Pôle France Wasquehal.
- Olivier Bonnaire (1983), coureur cycliste, membre du Pôle France Wasquehal.
- Willman Malonga Kiminou (1983), karatéka congolais.
- Jimmy Jones Tchana (1984), footballeur, champion de Hongrie et finaliste de la Coupe de Hongrie.
- Mathieu Robail (1985), footballeur, champion de France de national en 2011 et champion de France de Ligue 2 en 2012 avec le SC Bastia.
- Benjamin Delacourt (1985), footballeur, Champion de Belgique de D3 avec le Royal Mouscron-Péruwelz.
- Christophe Masson (1985), coureur cycliste, membre du Pôle France Wasquehal.
- Johanna Cortinovis (1986), joueuse de basket-ball, championne de France de la Ligue féminine 2 de basket-ball en 2013 et 2019.
- Isabelle Strunc (1987), joueuse de basket-ball, championne de France de la Ligue féminine 2 de basket-ball en 2012 et 2015.
- Laëtitia Kamba (1987), joueuse de basket-ball évoluant au poste d'ailière, médaille d'or en 3x3 mixte au Mondial en 2012 et vainqueur de l'Eurocoupe en 2015.
- Martin Domian (1987), joueur professionnel de hockey sur glace slovaque, Champion de France de Division 3 en 2010 avec les Boucaniers de Toulon.
- Anne-Sophie Pagnier (1987), joueuse de basket-ball.
- Juliette Watine (1988), joueuse de basket en fauteuil roulant, demi-finaliste du Championnat d'Europe en 2016 et 7e aux Jeux paralympiques d'été de 2016.
- Carine Paul (1988), joueuse de basket-ball, championne de France de basket-ball en 2009 et 2009 et vainqueur de la Coupe de France en 2008 et 2009.
- Arnaud Molmy (1988), coureur cycliste français, devenu entraîneur et directeur sportif.
- Élise Delzenne (1989), coureuse cycliste, Championne de France sur route 2013 et Championne de France de poursuite en 2015 et 2016.
- Arnaud Démare (1991), coureur cycliste, vainqueur de Milan-San Remo 2016, Champion de France sur route en 2014, 2017 et 2020.
- Anthony Knockaert (1991), footballeur, vainqueur de la Football League Championship en 2014 avec Leicester City.
- Sabri Alliche (1991), judoka français en activité évoluant dans la catégorie des  - de 81 kg.
- Pierre-Antoine Baele (1992), paratriathlète français, 4e aux Jeux olympiques 2024 à Paris.
- Rudy Barbier (1992), coureur cycliste, vainqueur de Paris-Troyes 2016 et de Paris-Bourges 2017.
- Héléna Akmouche (1992), joueuse de basket-ball, championne d'Europe des moins de 16 ans en 2007.
- Lamya Matoub (1992), karatéka franco-algérienne.
- Claire Stievenard (1993), joueuse de basket-ball, finaliste de la coupe de France 2013.
- Florian Sénéchal (1993), coureur cycliste, membre de l'équipe CC Wasquehal Junior. Spécialiste des courses d'un jour, il remporte le championnat de France en 2022 à Cholet. Il compte deux victoires sur des semi-classiques belges ainsi qu'une victoire d'étape au Tour d'Espagne. Il a aussi terminé deuxième de Gand-Wevelgem (2020) et du Grand Prix E3 (2021).
- Félix Pouilly (1994), coureur cycliste et triathlète qui remporte l'Ironman France en 2021.
- Dylan Kowalski (1994), coureur cycliste, membre de l'équipe CC Wasquehal Junior.
- Bevic Moussiti-Oko (1995), footballeur international congolais.
- Rudy Matima (1997), joueur professionnel français de hockey sur glace.
- Ismaël Kandouss (1997), footballeur international marocain qui joue au poste de défenseur central.
- Axel Prissaint (1998), joueur professionnel français de hockey sur glace.
- Remco Evenepoel (2000) coureur cycliste belge qui est élu meilleur joueur du tournoi international de Wasquehal en 2009[191].
- Lou Bogaert (2004), footballeuse française. Elle évolue actuellement au poste de défenseure au Paris FC.

### Héraldique, drapeau, logotype et devise
| Blason de Wasquehal | Blason  | Échiqueté d'argent et de gueules, chaque pièce d'argent chargée d'une moucheture d'hermine de sable. Devise / CriVirtus in virtute (« courage dans la vertu »). |
| Blason de Wasquehal | Détails | Le statut officiel du blason reste à déterminer. |

### Wasquehal dans les arts et la culture

#### Au cinéma
- 1976 : Le Corps de mon ennemi de Henri Verneuil dont une scène est située à la gare de Croix - Wasquehal.

#### À la télévision
- 2013 : Commissaire Magellan de Laurent Mondy dont des scènes sont situées au centre-ville et au cimetière du Centre à Wasquehal.
- 2019 : Commissaire Magellan de Laurent Mondy dont des scènes sont situées à la patinoire Serge-Charles.
- 2023 : HPI de Mona Achache dont des scènes sont situées avenue de la Victoire et sur l'avenue de Flandre.

#### Dans la littérature
- 1935 : Invasion 14 par Maxence Van der Meersch, éditions Albin Michel  (ISBN 978-2226259851)
- 1983 : Maria Vandamme par Jacques Duquesne, Paris, éditions Grasset  (ISBN 2-246-30441-5)
- 2008 : Un Corse à Lille par Éléna Piacentini, édition Ravet-Anceau  (ISBN 978-2914657501)
- 2008 : Comptine en plomb par Philippe Bouin, L'archipel  (ISBN 9782352871347)
- 2010 : Le mystère Verwoorde par Pierre Willi, Ravet Anceau  (ISBN 9782359731385)
- 2017 : Soleil Noir par Marcel Lourel, éditions Saint Martin  (ISBN 9782916766935)
- 2017 : Apocalypse Lille par Pierre Willi, Ravet Anceau  (ISBN 9782352871347)
- 2018 : Alex a la mémoire qui flanche - Enquêtes et sac à main, T2 par Claire DeLille, Collection Infinity  (ISBN 9782375745489)
- 2021 : Angles morts par Alex Türk, DLM  (ISBN 9782732493466)
- 2023 : Comme un petit oiseau sur mon épaule par Éric Despature, Librinova  (ISBN 9791040540304)

## Pour approfondir